# قائمة الصحابة
الصحابة هم الذين لقوا النبي محمد ﷺ مؤمنين به، وماتوا على الإسلام؛ سواء طالت مدة لقائهم به ﷺ أو قصرت، رووا عنه الحديث أو لم يروا.
والصحابي عند الأصوليين هو: « كل من لقي الرسول مؤمناً به ولازمه زمناً طويلاً ».
وعند المحدثين فهو: « كل من لقيه مسلماً ومات على إسلامه، سواء طالت صحبته أم لم تطُل ».
هذه قائمة بأسماء الصحابة مرتبة أبجديًا.

## آ
| م | الصحابي           | نبذة | ملاحظات |
| - | ----------------- | --- | ------- |
| 1 | آبي اللحم الغفاري | صحابي، كان شريفًا شاعرًا، وسمي بـآبي اللحم لأنه كان لا يأكل ما ذبح على النُّصُبِ ولا يأكل اللحم، شهد مع النبي غزوة خيبر، واستشهد في غزوة حنين سنة 8 هـ، وروى عنه مولاه عمير. |         |

## أ
| م   | الصحابي                          | نبذة | ملاحظات |
| --- | -------------------------------- | --- | ------- |
| 1   | أبان المُحاربي                    | صحابي من بني مُحارب بن عمرو بن وَدِيعة بن لُكيز بن أفصى بن عبد القيس وفد على النبي في وفد بني عبد القيس، وله رواية حديث عنه. |         |
| 2   | أبان بن سعيد بن العاص            | صحابي من بني عبد شمس من قريش، تأخر إسلامه حتى سنة 7 هـ، وهو من أجار عثمان بن عفان عندما دخل مكة قبل صلح الحديبية موفداً من الرسول إلى قريش. بعد إسلامه شهد مع النبي غزوة خيبر. ولاه النبي على البحرين، وتوفي النبي وهو والٍ عليها، فأبى أن يلي ولايةً لأحدٍ من بعده. ثم شارك في فتوح الشام. استشهد في معركة أجنادين سنة 13 هـ. |         |
| 3   | غالب بن أبجر المزني              | صحابي كان سيد قومه في بني مزينة، قيل اسمه غالب بن أبجر المزني، له رواية حديث عن النبي. |         |
| 4   | أبرهة بن الصباح الحبشي           | صحابي أصله من الحبشة، سكن مكة، وأسلم، قيل أمّه ابنة أبرهة الأشرم الّذي غزا الكعبة. |         |
| 5   | أبرهة بن شرحبيل                  | صحابي من بني أصبح من حمير، وفد على النبي، ففرش له رداء. سكن الشام، وكان يعد من الحكماء، وله رواية لبعض الأحاديث. |         |
| 6   | أبزي الخزاعي                     | صحابي مُختلف في صحبته، وهو والد الصحابي عبد الرحمن بن أبزي الخزاعي |         |
| 7   | أبو أحمد بن جحش                  | صحابي من بني أسد بن خزيمة، وابن عمة النبي، وأحد السابقين الأولين في الإسلام. كان كفيفًا، وهاجر إلى الحبشة، ثم إلى المدينة، وتوفي سنة 20 هـ. |         |
| 8   | أبو الأزور الأحمري               | صحابي من بني الأحمر، له رواية حديث عن فضل "عمرة رمضان". |         |
| 9   | أبو أسيد الساعدي                 | صحابي من الأنصار من بني ساعدة من الخزرج، وأحد رواة الحديث النبوي. شهد مع النبي المشاهد كلها، وكانت معه راية بني ساعدة يوم فتح مكة. |         |
| 10  | أبو الأعور الأنصاري              | صحابي من الأنصار من بني عدي بن النجار من الخزرج، وممن شهد غزوتي بدر وأحد. |         |
| 11  | أبو الأعور السلمي                | مختلف في صحبته، شهد غزوة حنين كافرًا، إلا أنه كان من قادة فتوح الشام، ثم كان مع معاوية بن أبي سفيان في وقعة صفين. |         |
| 12  | أبو أمامة الباهلي                | صحابي وأحد رواة الحديث النبوي. سكن الشام، وهو آخر من توفي من الصحابة بالشام سنة 86 هـ. |         |
| 13  | أبو أمية الدوسي                  | صحابي كان زوجًا لأم قحافة بنت أبي قحافة أخت أبي بكر الصديق قبل أن يتزوجها الأشعث بن قيس. |         |
| 14  | أبو أيوب الأنصاري                | صحابي من الأنصار من بني غنم بن مالك بن النجار من الخزرج، شهد بيعة العقبة والمشاهد كلها مع النبي، وهو الذي خصَّه النبي بالنزول في بيته عندما قدم المدينة مهاجراً، وأقام عنده حتى بنى مسجده وحُجُرَه وانتقل إليها. آخى النبي بينه وبين الصحابي مصعب بن عمير. كان أبو أيوب الأنصاري مع علي بن أبي طالب ومن خاصته، فولاّه على المدينة المنورة حتى دخلها جند معاوية، فلحق به في العراق، وكان على خيله يوم النهروان. توفي أبو أيوب الأنصاري مريضًا سنة 52 هـ، وهو في جيش يزيد بن معاوية المتجه إلى القسطنطينية. |         |
| 15  | أبو بردة بن نيار                 | صحابي من الأنصار من حلفائهم من قبيلة بلي، شهد العقبة الثانية وبايع النبي بها، وشهد المشاهد كلها، وتوفي سنة 42 هـ، وهو أحد رواة الحديث النبوي. |         |
| 16  | أبو برزة الأسلمي                 | صحابي أسلم قديماً، وشهد فتح خيبر، وفتح مكة، وغزوة حنين. سكن البصرة، وشارك في فتح خراسان، ومات بها في آخر خلافة معاوية بن أبي سفيان. |         |
| 17  | أبو بصرة الغفاري                 | صحابي شهد فتح مصر، وهو من رواة الحديث النبوي. |         |
| 18  | أبو بكر الصديق                   | صحابي، وأول الخلفاء الراشدين، وأحد العشرة المبشرين بالجنَّة، ووزير النبي وصاحبه، ورفيقه عند هجرته إلى المدينة المنورة. يَعدُّه أهل السنة والجماعة خيرَ الناس بعد الأنبياء والرسل، وأكثرَ الصَّحابة إيماناً وزهداً، وأحبَّ الناس إلى النبي بعد زوجته عائشة. عادة ما يُلحَق اسمُ أبي بكرٍ بلقب الصّدِّيق، وهو لقبٌ لقَّبه إياه النبي بعد حادثة الإسراء والمعراج لكثرةِ تصديقه إياه. شهد مع النبي المشاهد كلها، ولما مرض النبي مرضه الذي مات فيه أمر أبا بكر أن يَؤمَّ الناس في الصلاة. بويع بالخلافة في اليوم نفسه الذي توفي فيه النبي، وأعاد إخضاع الجزيرة العربية لسلطة الإسلام في حروب الردة، وبدأت في عهده فتوح العراق والشام، وتوفي سنة 13هـ.                                         |         |
| 19  | أبو بكرة الثقفي                  | صحابي كان مولى لثقيف، وفرّ من حصونهم وقت حصار الطائف، فأعتقه النبي. نزل البصرة، واعتزل الفتنة بعد مقتل عثمان، وهو أحد رواة الحديث النبوي. |         |
| 20  | أبو ثعلبة الخشني                 | صحابي شهد صلح الحديبية، وبيعة الرضوان، وضرب له النبي بسهمه في غزوة خيبر، وأرسله النبي إلى قومه، فأسلموا، وسكن الشام، وهو أحد رواة الحديث النبوي. |         |
| 21  | أبو جندل بن سهيل                 | صحابي أسلم قديمًا، وعذّبه أبوه سهيل بن عمرو وحبسه، لكنه فرّ بعد صلح الحديبية وهدّدَ مع نفرٍ من المسلمين المستضعفين الفارين عيرَ (قوافل) قريش، ثم لحق بفتوح الشام، ومات في طاعون عمواس سنة 18 هـ. |         |
| 22  | أبو حذيفة بن عتبة                | صحابي من السابقين إلى الإسلام، شهد المشاهد كلها، استشهد في معركة اليمامة. |         |
| 23  | أبو حميد الساعدي                 | صحابي من الأنصار من بني ساعدة من الخزرج، وأحد رواة الحديث النبوي، وأحد فقهاء الصحابة، شهد مع النبي غزوة أحد وما بعدها. وتوفي أواخر خلافة معاوية بن أبي سفيان. |         |
| 24  | أبو دجانة الأنصاري               | صحابي من الأنصار من بني ساعدة من الخزرج، شهد مع النبي غزوات بدر وأحد وخيبر وحنين، ثم شهد حروب الردة، استشهد في معركة اليمامة، وكان من شجعان المسلمين، وكانت له عصابة حمراء يرتديها تُميّزه في المعارك. |         |
| 25  | أبو الدرداء الأنصاري             | صحابي وفقيه وقاضٍ وحافظ للقرآن وأحد رواة الحديث النبوي، من الأنصار من بني كعب بن الخزرج بن الحارث بن الخزرج. أسلم متأخرًا يوم بدر، ودافع عن النبي يوم أحد، وشهد ما بعد ذلك من المشاهد، وكان من المجتهدين في التعبد وقراءة القرآن. رحل إلى الشام بعد فتحها ليُعلّم الناس القرآن، ويُفقّههم في دينهم. تولى قضاء دمشق، وبقي بها إلى أن مات فيها في خلافة عثمان بن عفان. |         |
| 26  | أبو ذر الغفاري                   | صحابي من السابقين إلى الإسلام، قيل رابع أو خامس من دخل في الإسلام، وأحد الذين جهروا بالإسلام في مكة قبل الهجرة النبوية. قال عنه الذهبي في ترجمته له في كتابه «سير أعلام النبلاء»: «كان رأسًا في الزُهد، والصدق، والعلم، والعمل، قوّالاً بالحق، لا تأخذه في الله لومة لائم، على حِدّةٍ فيه». |         |
| 27  | أبو الروم بن عمير                | صحابي من السابقين الأولين إلى الإسلام، هاجر إلى الحبشة الهجرة الثانية، ثم عاد وهاجر إلى يثرب، وشهد غزوة أحد، ثم شارك في الفتح الإسلامي للشام، استشهد يوم اليرموك. |         |
| 28  | أبو زمعة البلوي                  | صحابي من قبيلة بلي. شارك فتوح إفريقية، واستشهد فيها سنة 34 هـ، وقبره بتونس الآن. |         |
| 29  | أبو سبرة بن أبي رهم              | صحابي من السابقين إلى الإسلام، وابن عمة النبي. هاجر إلى الحبشة ثم إلى يثرب، وشهد مع النبي المشاهد كلها. وبعد وفاة النبي شارك أبو سبرة في الفتح الإسلامي لفارس، واختاره الخليفة عمر بن الخطاب لقيادة الجيش الذي فتح تستر والسوس وجنديسابور. انتقل أبو سبرة أواخرَ حياته للإقامة في مكة حتى توفي في خلافة عثمان بن عفان. |         |
| 30  | أبو سروعة عقبة بن الحارث         | صحابي قرشي من بني نوفل بن عبد مناف، أسلم يوم فتح مكة، وله رواية للحديث النبوي. |         |
| 31  | أبو سعيد الخدري                  | صحابي من صغار الصحابة، وأحد المكثرين من رواية الحديث النبوي. |         |
| 32  | أبو سفيان بن الحارث              | صحابي وابن عم النبي. تأخر إسلامه حتى فتح مكة وشهد مع النبي غزوتي حنين والطائف، وتوفي في المدينة المنورة في خلافة عمر بن الخطاب. |         |
| 33  | أبو سفيان بن حرب                 | صحابي كان سيدًا لقريش وكنانة بعد مقتل سادة قريش في بدر، وأحد أشراف العرب وساداتهم في الجاهلية وصدر الإسلام، وكان من كبار أعداء الإسلام، إلى أن أسلم يوم فتح مكة، وتوفي في المدينة المنورة سنة 30 هـ، وهو أبو الخليفة معاوية بن أبي سفيان. |         |
| 34  | أبو سلمة بن عبد الأسد            | صحابي قرشي من بني مخزوم من السابقين إلى الإسلام، وابن برة بنت عبد المطلب عمة النبي، وأخو النبي من الرضاعة. هاجر إلى الحبشة، وشهد غزوة بدر، واسشتهد يوم أحد، وكان زوجًا لأم سلمة. |         |
| 35  | أبو سنان بن محصن                 | صحابي من بني أسد بن خزيمة، ومن السابقين إلى الإسلام، ومن المهاجرين، شارك في غزوات بدر وأحد والخندق، وتوفي سنة 5 هـ أثناء حصار بني قريظة. |         |
| 36  | أبو الطفيل عامر بن واثلة الكناني | ولد سنة 3 هـ، وآخر من توفي من الصحابة على الإطلاق، سكن الكوفة، وناصر علي بن أبي طالب، ثم تحوّل إلى مكة بعد مقتل علي، وهو من رواة الحديث النبوي. |         |
| 37  | أبو طلحة الأنصاري                | صحابي من الأنصار من بني عدي بن عمرو بن مالك بن النجار، كان أحد نقباء الأنصار في بيعة العقبة الثانية، وشهد مع النبي المشاهد كلها. |         |
| 38  | أبو ظبيان الأعرج                 | صحابي من قبيلة غامد، أسلم على عهد النبي، ووفد عليه، ثم شارك في فتح العراق، وكان حامل راية غامد في معركة القادسية. |         |
| 39  | أبو العاص بن الربيع              | صحابي وصهر النبي زوج ابنته زينب وله منها أمامة وعلي، وأمه هالة بنت خويلد أخت خديجة بنت خويلد أم المؤمنين وأولى زوجات النبي. قاتل مع قريشٍ في غزوة بدر، واُسر. ثم أسلم قبل فتح مكة، وتوفي في خلافة أبي بكر الصديق. |         |
| 40  | أبو عامر الأشعري                 | صحابي، وعم أبي موسى الأشعري، استشهد في سرية أوطاس. |         |
| 41  | أبو عبس بن جبر                   | صحابي من الأنصار، شهد المشاهد كلها، وتوفي في خلافة عثمان بن عفان. |         |
| 42  | أبو عبيد الثقفي                  | صحابي أسلم في عهد النبي، وهو أبو المختار بن أبي عبيد وصفية بنت أبي عبيد زوجة عبد الله بن عمر بن الخطاب، وكان أحد قادة فتح العراق، وقائد جيش المسلمين الذي هُزم في موقعة الجسر، واستشهد أبو عبيد يومها. |         |
| 43  | أبو عبيدة بن الجراح              | صحابي قرشي وقائد مسلم، وأحد العشرة المبشرين بالجنة، ومن السابقين الأولين إلى الإسلام، لقَّبه النبي بأمين الأمة. هاجر إلى الحبشة ثم إلى المدينة المنورة، وشهد مع النبي المشاهد كلها، وكان من الذين ثبتوا معه يوم أحد. ثم تولى قيادة أحد الجيوش الأربعة التي وجهها أبو بكر لفتح الشام، ثم جعله عمر بن الخطاب القائد العام لتلك الجيوش. توفي في طاعون عمواس بالأردن. |         |
| 44  | أبو عقرب البكري                  | صحابي، أسلم يوم فتح مكة، وله رواية للحديث النبوي. |         |
| 45  | أبو العكر الدوسي                 | صحابي من بني دوس، أسلم وهاجر هو وزوجته أم شريك مع أبي هريرة إلى المدينة سنة 7 هـ. |         |
| 46  | أبو قحافة التيمي                 | صحابي، وأبو أبي بكر الصديق، أسلم يوم فتح مكة، وتوفي سنة 14 هـ. |         |
| 47  | أبو قيس بن الأسلت                | صحابي من الأوس مختلف في صحبته، كان من الشعراء المشهورين في الجاهلية. |         |
| 48  | أبو قيس بن الحارث بن قيس         | صحابي من بني سهم من قريش، كان من السابقين إلى الإسلام. هاجر إلى الحبشة الهجرة الثانية مع إخوته، ثم عاد وهاجر إلى المدينة، وشهد مع النبي غزوة أحد، وما بعدها من المشاهد، ثم شارك في حروب الردة، استشهد في معركة اليمامة. |         |
| 49  | أبو كبشة                         | صحابي، كان من موالي النبي، وهو من مولدي أرض دوس، وقد هاجر وشهد مع النبي المشاهد كلها، وتوفي في أول يوم من خلافة عمر بن الخطاب في 8 جمادى الآخرة 13 هـ. |         |
| 50  | أبو كلاب بن أبي صعصعة            | صحابي من الأنصار من بني مازن بن النجار من الخزرج، شهد غزوة أحد وما بعدها من المشاهد، استشهد في غزوة مؤتة سنة 8 هـ. |         |
| 51  | أبو لبابة الأنصاري               | صحابي من الأنصار من بني أمية بن زيد من الأوس، استخلفه النبي على المدينة المنورة في غزوتي بدر والسويق، وشهد معه باقي المشاهد، وقيل إنه ممن تخلّفوا عن غزوة تبوك، وندم على ذلك، فربط نفسه في سارية المسجد النبوي أيامًا إلى أن حلّه النبي بيده بعدما نزل القرآن بالعفو عنه، توفي أبو لبابة في خلافة علي بن أبي طالب. |         |
| 52  | أبو مالك الأشعري                 | صحابي أسلم مع الأشعريين الذين هاجروا إلى المدينة، وشهد عدة غزوات، وتوفي سنة 18 هـ، وله رواية للحديث النبوي. |         |
| 53  | أبو محجن الثقفي                  | صحابي من الفرسان، كان مفتونًا بشرب الخمر، وشارك في فتح العراق، وأبلى بلاء حسنًا في معركة القادسية، وتاب بعدها عن شرب الخمر. |         |
| 54  | أبو محذورة الجمحي                | صحابي من قريش، كان مؤذنًا للنبي. توفي في مكة سنة 59 هـ. |         |
| 55  | أبو مرثد الغنوي                  | صحابي كان حليفًا لحمزة بن عبد المطلب، شهد المشاهد كلها، وتوفي في خلافة أبي بكر الصديق. |         |
| 56  | أبو مسعود البدري                 | صحابي من الأنصار، شهد بيعة العقبة الثانية، وسكن الكوفة، وهو من رواة الحديث النبوي. |         |
| 57  | أبو موسى الأشعري                 | صحابي، ولاّه النبي على زبيد وعدن، وولاه عمر بن الخطاب على البصرة، وولاه عثمان بن عفان على الكوفة، وكان المُحكّم الذي اختاره علي بن أبي طالب من حزبه يوم صفين. |         |
| 58  | أبو موسى الحكمي                  | صحابي، له حديث في القدر. ذكره البخاري في الكنى من تاريخه، وذكره الحاكم في كتابه. |         |
| 59  | أبو هاشم بن عتبة بن ربيعة        | صحابي من بني عبد شمس من قريش، أسلم يوم فتح مكة، وسكن بعد ذلك الشام. |         |
| 60  | أبو هريرة                        | صحابي محدث وفقيه وحافظ من بني دوس أسلم سنة 7 هـ، ولزم النبي، وحفظ الحديث عنه، حتى أصبح أكثر الصحابة روايةً وحفظًا للحديث النبوي. لسعة حفظ أبي هريرة التفّ حوله العديد من الصحابة والتابعين من طلبة الحديث النبوي. قدّر البخاري عدد من رووا عن أبي هريرة بأنهم جاوزوا الثمانمائة. يعد أبو هريرة واحدًا من أعلام قُرّاء الحجاز حيث تلقّى القرآن عن النبي، وعرضه على أبيّ بن كعب، وأخذ عنه عبد الرحمن بن هرمز. تولى أبو هريرة ولاية البحرين في عهد الخليفة عمر بن الخطاب، كمل تولى إمارة المدينة من سنة 40 هـ حتى سنة 41 هـ. وبعدها لزم المدينة المنورة يُعلّم الناس الحديث النبوي، ويُفتيهم في أمور دينهم، حتى وفاته سنة 57 هـ. كان سعيد بن المسيب أكبر التابعين زوج ابنته. |         |
| 61  | أبو هند الحجام                   | صحابي اسمه الحارث بن مالك، كان مولى لبني بياضة من الأنصار، كان يحجم النبي. |         |
| 62  | أبو هند الداري                   | صحابي وفد على النبي، وسكن فلسطين، وله رواية حديث عن النبي. |         |
| 63  | أبو نوفل بن أبي عقرب الكناني     | صحابي، من بني بكر بن عبد مناة من كنانة، أسلم وأقام بمكة. |         |
| 64  | أبو واقد الليثي                  | صحابي أسلم قبل فتح مكة، ثم شهد الفتح ومعه راية قومه، ثم شهد فتوح الشام، ثم انتقل إلى مكة في آخر حياته، ومات بها سنة 68 هـ، وهو من رواة الحديث النبوي. |         |
| 65  | أبو اليسر كعب بن عمرو            | صحابي، من الأنصار من بني سواد بن غنم، شهد بيعة العقبة الثانية، والمشاهد كلها، وشهد مع علي بن أبي طالب وقعة صفين، وكان آخر البدريين (من شهد غزوة بدر) وفاةً. |         |
| 66  | أبي بن أمية الليثي               | صحابي، من بني جندع بن ليث من كنانة، أسلم وأخوه كلاب وهاجر إلى النبي. |         |
| 67  | أبي بن ثابت الأنصاري             | صحابي مختلف في صحبته، وهو أبو الصحابي أبو شيخ بن أبي بن ثابت الذي شهد غزوتي بدر وأحد. |         |
| 68  | أبي بن عجلان الباهلي             | صحابي، له رواية حديث عن النبي، وهو أخو الصحابي أبي أمامة الباهلي. |         |
| 69  | أبي بن عمار                      | صحابي، روى عن النبي حديثًا في المسح على الخفين. |         |
| 70  | أبي بن القشب الأزدي              | صحابي، وهو والد الصحابيين عبد الله وجبير ابني بحينة. |         |
| 71  | أبي بن قيس النخعي                | أدرك زمن النبي، واختُلف في كونه صحابيًا، ذكره ابن حجر العسقلاني في الصحابة، وذكره ابن حِبّان في ثِّقات التابعين. هاجر مع أخيه علقمة زمن عمر بن الخطاب. شارك في وقعة صفين مع علي بن أبي طالب، وقُتل فيها. له ضريح يُنسب له في مسجد أويس القرني في الرقة. |         |
| 72  | أبي بن كعب بن عبد ثور المزني     | صحابي، وفد على النبي في وفد مزينة. |         |
| 73  | أبي بن كعب الأنصاري              | صحابي وقارئ وفقيه وكاتب للوحي وراوٍ للحديث النبوي من الأنصار من بني معاوية بن عمرو بن مالك بن النجار من الخزرج. شهد بيعة العقبة الثانية، وشهد مع النبي المشاهد كلها. جمع أبي بن كعب القرآن وعرضه على النبي في حياته، وكان أحد أربعة جمعوا القرآن في حياة النبي. |         |
| 73  | أبي بن مالك القشيري              | صحابي، سكن البصرة، وله رواية للحديث النبوي. |         |
| 74  | أبيض البارقي                     | |         |
| 75  | أبيض الجني                       | جني كان شيطان النبي، فأسلم. |         |
| 76  | أبيض بن أسود                     | صحابي، شارك في قتل سلام بن أبي الحقيق. |         |
| 77  | أبيض بن حمال                     | صحابي كان شيخًا لقبائل مأرب في اليمن، ووفد على النبي في قومه، وأقطعه النبي ملح ناحيته، ثم وفد على أبي بكر، فأقره على ما صالح عليه النبي من صدقة أهل مأرب. |         |
| 78  | أبيض بن هنى بن معاوية            | صحابي |         |
| 79  | أثال بن النعمان الحنفي           | صحابي، وفد على النبي. |         |
| 80  | أثبج العبدي                      | صحابي، وفد على النبي. |         |
| 81  | أثيلة الخزاعي                    | صحابي، بعث مع سهيل بن عمرو مزادتين من ماء زمزم للنبي من مكة إلى المدينة المنورة. |         |
| 82  | أحمر بن جزء السدوسي              | صحابي، مولى الحارث السدوسي، له رواية حديث عن النبي. |         |
| 83  | أحمر بن سواء بن عدي              | صحابي، له رواية حديث عن النبي. |         |
| 84  | أحمر بن قطن الهمداني             | صحابي، شهد الفتح الإسلامي لمصر. |         |
| 85  | أحمر بن مازن بن أوس              | صحابي، شارك في حرب الفجار، ووفد على النبي في وفد بني معاوية بن بكر بن هوازن. |         |
| 86  | أحمر بن معاوية بن سليم           | صحابي من بني سعد بن زيد مناة بن تميم، ووفد على النبي. |         |
| 87  | أحمر أبو عسيب                    | صحابي، كان مولىً لأم سلمة. |         |
| 88  | الأحوص بن عبد بن أمية            | صحابي من بني أمية بن عبد شمس من قريش، ذكر ابن الكلبي والبلاذري أنه كان عاملاً لمعاوية بن أبي سفيان على البحرين. |         |
| 89  | الأحوص بن مسعود بن كعب           | صحابي من الأنصار، شهد غزوة أحد وما بعدها من المشاهد. |         |
| 90  | أحيحة بن أمية بن خلف             | صحابي من بني جُمَحٍ من قريش، كان من المؤلفة قلوبهم. |         |
| 91  | الأخرم الهجيمي                   | صحابي، روى حديثًا عن النبي. |         |
| 92  | الأخضر بن أبي الأخضر الأنصاري    | صحابي، روى حديثًا عن النبي. |         |
| 93  | الأخنس السلمي                    | صحابي، بايع النبي هو وابنه وحفيده، واختلفوا في شهوده غزوة بدر. |         |
| 94  | الأخنس بن شريق بن عمرو           | صحابي، كان حليفًا لبني زُهرة أحد بطون قريش، رجع ببني زهرة قبل غزوة بدر لما علم بنجاة عير قريش بقيادة أبي سفيان، وأسلم في فتح مكة، فهو من المؤلفة قلوبهم. |         |
| 95  | الأدرع السلمي                    | صحابي، روى حديثًا عن النبي. |         |
| 96  | أدهم بن حظرة اللخمي الراشدي      | صحابي، سكن مصر. |         |
| 97  | أذينة العبدي                     | والد عبد الرحمن بن أذينة العبدي، وهو من بني عبد القيس وقيل من بني بكر بن عبد مناة، اختلفوا أهو من الصحابة أم من التابعين. وقيل كان أول من رأس بني عبد القيس قبل المنذر بن الجارود العبدي، وله رواية حديث عن النبي. |         |
| 98  | أربد بن حميرة                    | صحابي من بني أسد بن خزيمة، كان حليفًا لبني عبد شمس بن عبد مناف في الجاهلية. أسلم وهاجر إلى الحبشة، ثم إلى المدينة المنورة، وشارك مع النبي في غزوة بدر. |         |
| 99  | أرطاة الفزاري                    | شاعر جاهلي، أدرك الإسلام ووفد على النبي في عام الوفود وبَايعه ثم لازمه حتى مات. |         |
| 100 | أرطاة بن كعب النخعي              | صحابي، أسلم علي يد النبي، وشارك في فتح العراق، وكانت معه راية قومه في معركة القادسية. |         |
| 101 | الأرقم الجني                     | صحابي، أحد الجن الذين استمعوا القرآن، وهو من جن نصيبين، ونزلت فيهم سورة الجن. |         |
| 102 | الأرقم بن أبي الأرقم             | صحابي من السابقين إلى الإسلام، اتخذ النبي من دار الأرقم مقرًا للدعوة في بداية الدعوة إلى الإسلام. هاجر الأرقم إلى المدينة المنورة، وشارك مع النبي في غزواته كلها. توفي بالمدينة المنورة في خلافة معاوية بن أبي سفيان، وقد جاوز الثمانين. |         |
| 103 | أزداد بن فساءة الفارسي           | اختُلف في صحبته، قيل اسمه يزداد، روى حديثًا عن النبي محمد في الاستنجاء. |         |
| 105 | الأزرق بن عقبة                   | صحابي، كان حدادًا روميًا من رقيق الحارث بن كلدة، تزوج سمية بنت خياط بعدما فارقها زوجها ياسر أبو عمار بن ياسر، فولدت له سلمة بن الأزرق. والأزرق من العبيد الذين فرّوا من حصون ثقيف وقت حصارها في غزوة الطائف، وأسلم فدفعه النبي إلى خالد بن سعيد بن العاص ليمونه ويعلمه. |         |
| 106 | أزهر بن عبد عوف                  | صحابي، من بني زُهرة أحد بطون قريش. |         |
| 107 | أزهر بن منقر                     | صحابي، له رواية حديث عن النبي. |         |
| 108 | أزيهر مولى سهيل بن عمرو          | صحابي، بعث مع سهيل بن عمرو من ماء زمزم للنبي من مكة إلى المدينة المنورة. |         |
| 109 | أسامة الحنفي                     | صحابي، له رواية حديث عن النبي. |         |
| 110 | أسامة بن أخدري التميمي           | صحابي، قدم على النبي مسلمًا، وله رواية حديث عن النبي. |         |
| 111 | أسامة بن خريم                    | مختلف على صحبته، قيل بل هو من التابعين. |         |
| 112 | أسامة بن زيد                     | صحابي ومولى النبي، أبوه زيد بن حارثة، وأمه أم أيمن حاضنة النبي، بعثه النبي قبل وفاته مباشرة قائدًا لجيش. سكن الشام فترة، ثم عاد فسكن المدينة المنورة، وتوفي بها سنة 54 هـ. وهو من رواة الحديث النبوي. |         |
| 113 | أسامة بن شريك الثعلبي            | صحابي، له رواية حديث عن النبي. |         |
| 114 | أسامة بن عمير بن عامر            | صحابي، شهد غزوة حنين، وسكن البصرة، وله رواية حديث عن النبي. |         |
| 115 | أسد بن حارثة الكلبي              | صحابي، وفد على النبي مع قومه. |         |
| 116 | أسد بن خويلد                     | مختلف في صحبته، وهو أخو خديجة بنت خويلد أم المؤمنين. |         |
| 117 | أسد بن سعية القرظي               | صحابي، من يهود بنو قريظة، أسلم وقت حصار المسلمين لها. |         |
| 118 | أسد بن عبد الله                  | صحابي، قيل إنه أحد من نزلت فيهم آية: ﴿هُمُ الَّذِينَ كَفَرُوا وَصَدُّوكُمْ عَنِ الْمَسْجِدِ الْحَرَامِ وَالْهَدْيَ مَعْكُوفًا أَنْ يَبْلُغَ مَحِلَّهُ وَلَوْلَا رِجَالٌ مُؤْمِنُونَ وَنِسَاءٌ مُؤْمِنَاتٌ لَمْ تَعْلَمُوهُمْ أَنْ تَطَئُوهُمْ فَتُصِيبَكُمْ مِنْهُمْ مَعَرَّةٌ بِغَيْرِ عِلْمٍ لِيُدْخِلَ اللَّهُ فِي رَحْمَتِهِ مَنْ يَشَاءُ لَوْ تَزَيَّلُوا لَعَذَّبْنَا الَّذِينَ كَفَرُوا مِنْهُمْ عَذَابًا أَلِيمًا ۝٢٥﴾ [الفتح:25]. |         |
| 119 | أسد بن كرز بن عامر               | صحابي، من بني بُجيلة، له رواية حديث عن النبي. |         |
| 120 | أسد بن كعب القرظي                | صحابي من يهود بني قريظة، أسلم بعد قدوم النبي إلى المدينة المنورة. |         |
| 121 | أسد بن يبرح الطاحي               | صحابي، وفد على النبي في وفد أهل عُمان. |         |
| 122 | أسد مولى النبي                   | صحابي، كان من خدم النبي ومواليه. |         |
| 123 | أسعد بن زرارة                    | صحابي من بني غنم بن مالك بن النجار من الأنصار، قديم الإسلام، شهد العقبتين وكان نقيب قومه، وتوفي سنةَ 1 هـ، والمسجد النبوي لا يزال يُبنى. |         |
| 124 | أسعد بن سلامة الأشهلي            | صحابي، من بني عبد الأشهل من الأنصار، شهد فتح العراق، واستشهد في موقعة الجسر. |         |
| 125 | أسعد بن عبد الله بن مالك         | صحابي، له رواية حديث عن النبي. |         |
| 126 | أسعد بن عطية بن عبيد             | صحابي بلوي من قبيلة بلي، بايع بيعة الرضوان، وشهد فتح مصر. |         |
| 127 | أسعد بن يربوع الأنصاري           | صحابي من الأنصار، شهد حروب الردة، استشهد يوم اليمامة. |         |
| 128 | الأسفع البكري                    | صحابي، له رواية حديث عن النبي. |         |
| 129 | الأسفع الجرمي                    | صحابي، وفد على النبي، فأسلم. |         |
| 130 | الأسقع الليثي                    | أبو واثلة بن الأسقع الليثي، قيل له صُحبة. |         |
| 131 | الأسلع الأعرجي                   | صحابي من بني سعد بن زيد مناة بن تميم، له رواية حديث عن النبي في التيمم. |         |
| 132 | أسلم الراعي الأسود               | صحابي كان يرعى الغنم لرجل من يهود خيبر، وأسلم يوم غزوة خيبر، وقاتل مع المسلمين، واستشهدَ فيها قبلما يصلي صلاة واحدة. |         |
| 133 | أسلم الطائي                      | صحابي كان مولىً لرجل من نبهان، أسره علي بن أبي طالب سنة 9 هـ، وهو يغزو بني طيء، فأسلم ودلّه على عوراتهم ليباغتهم منها. |         |
| 134 | أسلم بن الحارث بن عبد المطلب     | صحابي وابن عم النبي، ولو رواية حديث عنه. |         |
| 135 | أسلم بن بجرة الساعدي             | صحابي من الأنصار، جعله النبي حارسًا على أسرى بني قريظة |         |
| 136 | أسلم بن جبيرة بن حصين            | صحابي من بني عبد الأشهل من الأنصار. |         |
| 137 | أسلم بن عميرة                    | صحابي من بني جشم بن حارثة من الأنصار، شهد غزوة أحد. |         |
| 138 | أسماء بن حارثة بن سعيد           | صحابي من بني أسلم، كان من أهل الصفة، وسكن البصرة، وتوفي في خلافة معاوية، وعمره 80 سنة، وله رواية حديث عن النبي. |         |
| 139 | أسماء بن خالد البارقي            | شاعر جاهلي أدرك الإسلام، ووفد مع قومه بارق سنة 9 هـ على النبي. |         |
| 140 | أسماء بن ربان الجرمي             | صحابي، خاصم بني عقيل بن عامر بن صعصعة إلى النبي في ماء العقيق في أرض بني عامر وقضى بها النبي لبني جرم. |         |
| 141 | أسماء بن مالك الكعبي             | صحابي، له رواية حديث عن النبي. |         |
| 142 | الأسود بن أبي الأسود النهدي      | صحابي، له رواية حديث عن النبي. |         |
| 143 | الأسود بن أبي البختري            | صحابي من بني أسد بن عبد العزى من قريش، أسلم يوم فتح مكة |         |
| 144 | الأسود بن أصرم المحاربي          | صحابي، سكن الشام، له رواية حديث عن النبي. |         |
| 145 | الأسود بن البختري بن خويلد       | صحابي، له رواية حديث عن النبي. |         |
| 146 | الأسود بن ثعلبة اليربوعي         | صحابي، سكن الكوفة، وشهد حجة الوداع. |         |
| 147 | الأسود بن سريع التميمي           | صحابي، أسلم وشهد أربع غزوات مع النبي، ثم سكن البصرة، وكان من القصاصين الذين يحمّسون الناص بالقصص، واعتزل الفتنة، وتوفي سنة 42 هـ، وله رواية أحاديث عن النبي. |         |
| 147 | أسيد بن حضير                     | صحابي، كان من سادات الأوس في الجاهلية، أسلم على يد مصعب بن عمير، وشهد مع النبي بعض الغزوات، وتوفي في المدينة المنورة سنة 20 هـ. |         |
| 147 | أسيد بن كعب القرظي               | صحابي، كان من سادات يهود بني قريظة، أسلم عند قدوم النبي. |         |
| 148 | الأشعث بن قيس                    | صحابي، أسلم في وفد كندة على النبي، ثم ارتد بعد وفاة النبي، ثم عاد بعد هزيمته في حروب الردة. شارك في فتوح العراق وفارس والشام، وتولى أذربيجان في خلافة عثمان بن عفان، ثم صحب علي بن أبي طالب في حروبه. توفي بعد وفاة علي بأربعين ليلة في خلافة الحسن بن علي وكان الحسن زوج ابنته. |         |
| 149 | أصبغ بن غياث                     | صحابي، له رواية حديث عن النبي. |         |
| 150 | أصرم الشقري                      | صحابي، وفد على النبي في وفد بني شقرة من بطون تميم، وله رواية حديث عن النبي. |         |
| 151 | الأصم العامري                    | صحابي، وفد على النبي في وفد بني البكاء |         |
| 152 | أصيد بن سلمة                     | صحابي، أسرته سرية من المسلمين، فعرض النبي عليه الإسلام، فأسلم. |         |
| 153 | الأصيرم                          | صحابي من بني عبد الأشهل من الأوس، أسلم يوم معركة أحد، واستشهد يومها، وما صلّى صلاة واحدة، فذكروه للنبي، فقال: «إنه لمن أهل الجنّة». |         |
| 154 | الأعرس بن عمرو اليشكري           | صحابي، وفد بزكاة قومه بني يشكر على النبي. |         |
| 155 | الأعشى المازني                   | صحابي، وفد على النبي. |         |
| 156 | الأعور بن بشامة العنبري          | صحابي، وفد على النبي. |         |
| 157 | الأغر بن يسار المزني             | صحابي، له رواية حديث عن النبي. |         |
| 158 | الأغلب بن جثم بن عمرو            | أدرك الإسلام فأسلم وهاجر، وقيل لم يرَ النبي، ثم شارك في فتح العراق، واستشهد في معركة نهاوند. |         |
| 159 | الأفعس بن سلمة                   | صحابي، وفد على النبي في وفد بني سحيم، فأسلم. |         |
| 160 | أفلح بن أبي القعيس               | صحابي، عم عائشة بنت أبي بكر من الرضاعة. |         |
| 161 | الأقرع الغفاري                   | صحابي، له رواية حديث عن النبي. |         |
| 162 | الأقرع بن حابس                   | صحابي من سادات تميم في الجاهلية، أسلم في وفد قومه على النبي، وشهد فتح مكة، وغزوتي حنين والطائف، وكان من المؤلفة قلوبهم، ثم شارك في فتوح العراق وفارس، وقُتل في فتح جوزجان سنة 31 هـ. |         |
| 163 | الأقرع بن شفي العكي              | صحابي، له رواية حديث عن النبي. |         |
| 164 | الأقرع بن عبد الله الحميري       | صحابي، بعثه رسول الله إلى ذي مران وذي رود من أهل اليمن، كما شارك في جيش أسامة بن زيد الذي هيأه النبي قبل وفاته. |         |
| 165 | الأقمر الوداعي                   | صحابي، له رواية حديث عن النبي. |         |
| 166 | أكال بن النعمان                  | صحابي، شهد حروب الردة، واستشهد يوم اليمامة. |         |
| 167 | أكثم بن الجون الخزاعي            | صحابي، له رواية حديث عن النبي. |         |
| 168 | أم العلاء الأنصارية              | هي بنت الحارث بن ثابت بن خارجة بن ثعلبة بن الجلاس بن أمية ابن حدارة بن عوف بن الحارث بن الجراح الأنصارية، وكانت زوج زيد بن ثابت وأمًا لابنه خارجة. وهي من الأنصار وراوية حديث، روت حديثًا واحدًا. |         |
| 168 | أمد بن أبد الحضرمي               | رجل مُعمّر من أهل حضرموت، قيل رأى النبي. |         |
| 169 | أمية بن أبي عبيدة الحنظلي        | صحابي، أبو يعلى بن أمية، رأى النبي يوم فتح مكة. |         |
| 170 | أمية بن أسعد الخزاعي             | صحابي، له رواية حديث عن النبي. |         |
| 171 | أمية بن ضفارة                    | صحابي، وفد على النبي في وفد جذام. |         |
| 172 | أمية بن مخشي الخزاعي             | صحابي، سكن البصرة، له رواية حديث عن النبي. |         |
| 173 | أنجشة الأسود                     | صحابي، كان عبدًا حبشيًا، يحدو بإبل النساء. |         |
| 174 | أنس الجهني                       | صحابي من جهينة، له رواية حديث عن النبي. |         |
| 175 | أنس بن أبي مرثد الغنوي           | صحابي، له رواية حديث عن النبي. |         |
| 176 | أنس بن أوس بن عتيك               | صحابي من الأنصار، شهد غزوة أحد، واستشهد في غزوة الخندق، رماه يومها خالد بن الوليد -وكان مشركًا بعد- بسهم فقتله. |         |
| 177 | أنس بن الحارث بن نبيه            | صحابي، له رواية حديث عن النبي. |         |
| 178 | أنس بن زنيم الديلي               | صحابي، كان شاعرًا في الجاهلية يهجو النبي، فلما فُتحت مكة، أهدر النبي دمه، ثم شفع له نوفل بن معاوية الديلي عند النبي، فعفا عنه. |         |
| 179 | أنس بن ضبع بن عامر               | صحابي من الأنصار، شهد غزوة أحد. |         |
| 180 | أنس بن ظهير                      | صحابي من الأنصار، شهد غزوة أحد. |         |
| 181 | أنس بن عباس السُلمي               | صحابي، أسلم مع 700 من قومه يوم فتح مكة. |         |
| 182 | أنس بن فضالة                     | صحابي من الأنصار من بني ظفر من الأوس، شهد غزوة أحد، واستشهد يومها. |         |
| 183 | أنس بن مالك الأنصاري             | صحابي خدم النبي، وهو أحد المكثرين من رواية الحديث النبوي. |         |
| 184 | أنس بن مالك الكعبي               | صحابي، روى حديثًا عن النبي في وضع الصيام عن المسافر. |         |
| 185 | أنس بن مدرك الخثعمي              | كان سيد خثعم في الجاهلية، وأسلم، وانتقل فسكن الكوفة، وكان من المعمرين. |         |
| 186 | أنس بن معاذ                      | صحابي من بني معاوية بن عمرو بن مالك بن النجار من الخزرج، قال الواقدي إنه شهد المشاهد كلها، ومات في خلافة عثمان بن عفان، بينما قال عبد الله بن محمد بن عمارة الأنصاري إنه شهد غزوتي بدر وأحد، واستشهد يوم بئر معونة سنة 4 هـ. |         |
| 187 | أنس بن النضر                     | صحابي من الأنصار من بني عدي بن النجار من الخزرج، لم يشهد غزوة بدر، واستشهد في غزوة أحد. |         |
| 188 | أنيس الأنصاري                    | صحابي من الأنصار، له رواية حديث عن النبي. |         |
| 189 | أنيس بن أبي مرثد الغنوي          | صحابي، له رواية حديث عن النبي. |         |
| 190 | أنيس بن الضحاك الأسلمي           | صحابي، له رواية حديث عن النبي محمد. |         |
| 191 | أنيس بن جنادة الغفاري            | صحابي، قديم الإسلام، وهو أخو أبي ذر الغفاري. |         |
| 192 | أنيس بن قتادة الأنصاري           | صحابي من الأنصار من بني عبيد بن زيد من الأوس، شهد مع النبي غزوة بدر، واستشهد يوم أحد. |         |
| 193 | أنيس بن قتادة الباهلي            | صحابي، وفد على النبي، وسكن البصرة. |         |
| 194 | أنيف بن جشم القضاعي              | صحابي حليف للأنصار، قيل شهد غزوة بدر. |         |
| 195 | أنيف بن ملة الجذامي              | صحابي، وفد على النبي، سكن فلسطين. |         |
| 196 | أهبان بن أوس الأسلمي             | صحابي، قديم الإسلام، صلى القبلتين، وسكن الكوفة، ومات بها، وله رواية حديث عن النبي. |         |
| 197 | أهبان بن الأكوع الأسلمي          | له صحبة. |         |
| 198 | أهبان بن الأكوع الخزاعي          | صحابي، شهد بيعة الرضوان. |         |
| 199 | أهود بن عياض الأزدي              | صحابي، من الأزد، هو الذي نقل خبر وفاة النبي إلى قبائل حمير في اليمن. |         |
| 200 | أوس بن ثابت                      | صحابي من بني عدي بن عمرو بن مالك بن النجار من الخزرج، شهد بيعة العقبة الثانية، وغزوة بدر، استشهد في أحد، بينما قال الواقدي إنه عمّر حتى شهد مع النبي المشاهد كلها، وتوفي في خلافة عثمان بن عفان. إلا أن ابن عبد البر صاحب "الاستيعاب في معرفة الأصحاب" رجّح أنه استشهد يوم أحد. |         |
| 201 | أوس بن جبير الأنصاري             | صحابي من الأنصار من الخزرج، شهد غزوة خيبر، وقُتل فيها. |         |
| 202 | أوس بن حارثة الطائي              | صحابي وفد على النبي في 70 من قومه، فأسلموا. |         |
| 203 | أوس بن الحدثان                   | صحابي من بني معاوية بن بكر بن هوازن، له رواية حديث عن النبي. |         |
| 204 | أوس بن حوشب الأنصاري             | صحابي من الأنصار. |         |
| 205 | أوس بن خالد الأنصاري             | صحابي من الأنصار، شهد معركة اليرموك. |         |
| 206 | أوس بن خالد بن قرط               | صحابي من الأنصار. |         |
| 207 | أوس بن خدام الأنصاري             | صحابي من الأنصار، كان ممن تخلف عن غزوة تبوك، فربط نفسه في سارية المسجد حتى فكه النبي بيده لما نزلت آية: ﴿وَآخَرُونَ اعْتَرَفُوا بِذُنُوبِهِمْ خَلَطُوا عَمَلًا صَالِحًا وَآخَرَ سَيِّئًا عَسَى اللَّهُ أَنْ يَتُوبَ عَلَيْهِمْ إِنَّ اللَّهَ غَفُورٌ رَحِيمٌ ۝١٠٢﴾ [التوبة:102]. |         |
| 208 | أوس بن خولي                      | صحابي من بني سالم بن عوف من الخزرج. كان يُحسن الكتابة والعوم والرماية قبل الإسلام. شهد المشاهد كلها، وشارك نيابة عن الأنصار في غُسل النبي، وتوفي في المدينة المنورة في خلافة عثمان بن عفان. |         |
| 209 | أوس بن ساعدة الأنصاري            | صحابي من الأنصار، له رواية حديث عن النبي. |         |
| 209 | أوس بن سعد الأنصاري              | صحابي من الأنصار، ولاه عمر بن الخطاب بعض نواحي الشام، وتوفي سنة 16 هـ. |         |
| 210 | أوس بن سعد بن أبي سرح            | صحابي من بني عامر من قريش، أسلم يوم فتح مكة، وانتقل بعد ذلك للمدينة المنورة. |         |
| 211 | أوس بن سلامة بن وقش              | صحابي من الأنصار، قيل استشهد في غزوة أحد. |         |
| 212 | أوس بن سمعان الأنصاري            | صحابي من الأنصار، له رواية حديث عن النبي. |         |
| 213 | أوس بن الصامت                    | صحابي من بني غنم بن عوف من الخزرج، وشهد مع النبي المشاهد كلها، وهو الذي ظاهر زوجته، وتوفي في خلافة عثمان بن عفان في الرملة بفلسطين. |         |
| 214 | أيمن بن عبيد الخزرجي             | صحابي، ابن أم أيمن مربية النبي محمد، قُتل مدافعًا عن النبي يوم حُنين، وهو أخو أسامة بن زيد لأمه. |         |
| 215 | أبو حدرد الأسلمي                 | صحابي من مكة، وهو والد أم الدرداء زوجة أبي الدرداء، روي عنه عدة أحاديث. |         |

## إ
| م  | الصحابي                     | نبذة | ملاحظات |
| -- | --------------------------- | --- | ------- |
| 1  | إبراهيم أبو رافع            | صحابي، كان مولىً قبطيًا للنبي، أسلم بمكة، شهد غزوتي أحد والخندق، وأعتقه النبي لما بشره بإسلام عمه العباس بن عبد المطلب. شهد إبراهيم فتح مصر، وتوفي سنة 40 هـ، وله رواية حديث عن النبي. |         |
| 2  | إبراهيم الأشهلي             | صحابي، له رواية حديث عن النبي. |         |
| 3  | إبراهيم الطائفي             | صحابي، له رواية حديث عن النبي. |         |
| 4  | إبراهيم العذري              | مختلف على صحبته، له رواية حديث عن النبي. |         |
| 5  | إبراهيم النجار              | صحابي، قيل هو باقوم الرومي النجار. |         |
| 6  | إبراهيم بن أبي موسى الأشعري | ولد على عهد النبي، فسماه إبراهيم، وحنّكه، ودعا له بالبركة، وهو أكبر أبناء أبيه. |         |
| 7  | إبراهيم بن جابر             | صحابي، كان عبدًا لخرشة الثقفي، ففر من حصن الطائف وقت الحصار في غزوة الطائف، فأعتقه النبي، ودفعه إلى أسيد بن حضير وأمره أن يمونه ويعلمه. |         |
| 8  | إبراهيم بن الحارث           | صحابي من بني تيم من قريش، هاجر مع أبيه صغيرًا، وروى حديثًا عن أبيه عن النبي. |         |
| 9  | إبراهيم بن خلاد بن سويد     | صحابي من بني الأنصار له رواية حديث عن النبي. |         |
| 10 | إبراهيم بن عباد             | صحابي من الأنصار من بني حارثة بن الحارث من الأوس، شهد غزوة أحد. |         |
| 11 | إبراهيم بن قيس بن حجر       | صحابي، وفد على النبي في وفد كندة، فأسلم. |         |
| 12 | إبراهيم بن محمد             | ابن النبي من مارية القبطية، توفي صغيرًا في حياة النبي. |         |
| 13 | إبراهيم بن نعيم النحام      | صحابي، كان زوجًا لرقية بنت عمر بن الخطاب. |         |
| 14 | إساف بن أنمار السلمي        | صحابي، له رواية حديث عن النبي. |         |
| 15 | إسحاق الغنوي                | صحابي، خرج مع أخته أم إسحاق مهاجرين إلى المدينة المنورة، ثم تركها ليدرك شيء نسيه، فلقيه زوجها فقتله. |         |
| 16 | إسماعيل بن سعيد بن عبيد     | صحابي، شهد موت أمية بن أبي الصلت. |         |
| 17 | إسماعيل بن عبد الله الغفاري | صحابي، طلق امرأته قتيلة على عهد النبي، ولم يعلم بحملها، ثم لما علم راجعها، فولدت فماتت ومات ولدها، فنزلت آية: ﴿وَالْمُطَلَّقَاتُ يَتَرَبَّصْنَ بِأَنْفُسِهِنَّ ثَلَاثَةَ قُرُوءٍ وَلَا يَحِلُّ لَهُنَّ أَنْ يَكْتُمْنَ مَا خَلَقَ اللَّهُ فِي أَرْحَامِهِنَّ إِنْ كُنَّ يُؤْمِنَّ بِاللَّهِ وَالْيَوْمِ الْآخِرِ وَبُعُولَتُهُنَّ أَحَقُّ بِرَدِّهِنَّ فِي ذَلِكَ إِنْ أَرَادُوا إِصْلَاحًا وَلَهُنَّ مِثْلُ الَّذِي عَلَيْهِنَّ بِالْمَعْرُوفِ وَلِلرِّجَالِ عَلَيْهِنَّ دَرَجَةٌ وَاللَّهُ عَزِيزٌ حَكِيمٌ ۝٢٢٨﴾ [البقرة:228]. |         |
| 18 | إياس بن البكير              | صحابي، من السابقين إلى الإسلام، شهد المشاهد كلها، وشهد فتح مصر، وتوفي سنة 34 هـ. |         |
| 19 | إياس بن ثعلبة               | صحابي من الأنصار من بني الحارث بن الخزرج، وقيل بل حليف لهم من بلي، له رواية أحاديث عن النبي. |         |

## ب
| م   | الصحابي                   | نبذة | ملاحظات |  |
| --- | ------------------------- | --- | ------- |  |
| 1   | باذان بن ساسان            | آخر حكام الفرس على اليمن، أرسل إليه النبي رسولاً يدعوه للإسلام، فأسلم سنة 6 هـ، وجعله النبي واليًا على اليمن. |         |  |
| 2   | باقوم الرومي              | صحابي، مولى سعيد بن العاص، كان نجارًا، وهو الذي صنع منبر النبي. |         |  |
| 3   | بجاد بن السائب المخزومي   | مختلف في صحبته، قُتل في معركة اليمامة. |         |  |
| 4   | بجراة بن عامر             | صحابي، له رواية حديث عن النبي. |         |  |
| 5   | بجير الثقفي               | صحابي، له رواية حديث عن النبي. |         |  |
| 6   | بجير بن أوس الطائي        | مختلف في إسلامه. |         |  |
| 7   | بجير بن بجرة الطائي       | صحابي، شارك في قتال أهل الردة في جيش خالد بن الوليد. |         |  |
| 8   | بجير بن زهير بن أبي سلمى  | صحابي، كان شاعرًا في الجاهلية، وهو ابن زهير بن أبي سلمى الشاعر وأخو كعب بن زهير صاحب قصيدة البردة، أسلم وشهد مع النبي غزوة الطائف. |         |  |
| 9   | بجير بن عبد الله          | هو الذي سرق عيبة النبي. |         |  |
| 10  | بجير بن عمران الخزاعي     | له صحبة. |         |  |
| 11  | بحر بن ضبع الرعيني        | صحابي، وفد على النبي، وشهد فتح مصر. |         |  |
| 12  | بحينة                     | صحابي، له رواية حديث عن النبي. |         |  |
| 13  | بدر أبو عبد الله          | صحابي، كان مولى للنبي، وله رواية حديث عنه. |         |  |
| 14  | بدر بن عبد الله الخطمي    | صحابي، له رواية حديث عن النبي. |         |  |
| 15  | بدر بن عبد الله المزني    | صحابي، له رواية حديث عن النبي. |         |  |
| 16  | بديل بن سلمة              | صحابي، أرسله النبي ليدعو بني كعب بن عمرو بن ربيعة أحد بطون خزاعة للمشاركة في فتح مكة. |         |  |
| 17  | بديل بن عمرو الخطمي       | من الأنصار، كان صغيرًا على عهد النبي، فعُرض على النبي، فدعا له. |         |  |
| 18  | بديل بن كلثوم الخزاعي     | صحابي، وفد إلى النبي لما نقض حلفاء قريش شروط صلح الحديبية. |         |  |
| 19  | بديل بن مارية             | صحابي، وهو ابن مارية مولى عمرو بن العاص كان في صحبة تميم الداري لما رأى الجساسة. |         |  |
| 20  | بديل بن ورقاء الخزاعي     | صحابي من خزاعة، أسلم يوم فتح مكة، وشهد مع النبي غزوات حنين والطائف وتبوك. |         |  |
| 21  | بذيمة                     | صحابي، له رواية حديث عن النبي. |         |  |
| 22  | البراء بن أوس             | صحابي، شهد مع النبي إحدى غزواته، وقاد معه فرسين، فضرب له النبي خمسة أسهم، وهو أخو إبراهيم ابن النبي من الرضاعة. |         |  |
| 23  | البراء بن عازب            | صحابي، شارك في غزوات الرسول وفتوحات العراق وفارس، كما سكن الكوفة، وشارك مع علي بن أبي طالب في الجمل وصفين وقتال الخوارج، وهو أحد رواة الحديث النبوي. |         |  |
| 24  | البراء بن قبيصة الثقفي    | مختلف في صحبته. |         |  |
| 25  | البراء بن مالك            | صحابي، شهد عددًا من غزوات النبي وفتوح العراق وفارس، استشهد في فتح تستر، وهو أخو الصحابي أنس بن مالك. |         |  |
| 26  | البراء بن معرور           | صحابي، شهد بيعتي العقبة، وكان نقيب بني سلمة، وتوفي قبل هجرة النبي إلى المدينة المنورة بشهر. |         |  |
| 27  | برح بن عسكر القضاعي       | صحابي، وفد على النبي مع قومه. |         |  |
| 28  | برذع بن زيد الجذامي       | صحابي، سكن الشام. |         |  |
| 29  | برذع بن زيد بن النعمان    | صحابي من بني ظفر من الأوس، شهد غزوة أحد وما بعدها من المشاهد. |         |  |
| 30  | برز بن قهطم               | له صحبة. |         |  |
| 31  | بريح بن عرفجة             | صحابي، له رواية حديث عن النبي. |         |  |
| 32  | بريدة بن الحصيب           | صحابي من بني أسلم، أسلم حين مر به النبي مهاجرًا، ثم لحق يالمدينة بعد غزوة أحد، فشهد المشاهد، وصلح الحديبية، وبيعة الرضوان، ثم شهد فتح العراق، وانتقل إلى البصرة، ثم شهد فتح خراسان، وأقام بمرو، ومات بها، وله رواية حديث عن النبي.                                                       |         |  |
| 33  | بريدة بن سفيان الأسلمي    | صحابي، له رواية حديث عن النبي. |         |  |
| 34  | بريل الشهالي              | صحابي، له رواية حديث عن النبي. |         |  |
| 35  | بزيع الأزدي               | مختلف في صحبته. |         |  |
| 36  | بسر الأشجعي               | له صحبة. |         |  |
| 37  | بسر السلمي                | صحابي، له رواية حديث عن النبي. |         |  |
| 38  | بسر بن أبي أرطأة          | توفي النبي وهو صغير، وشارك في فتح مصر، وشهد صفين مع معاوية، وبعثه معاوية في جيش إلى الحجاز واليمن ليأخذ له بيعتهما، فكان شديدًا على المسلمين في ذلك. وتوفي في خلافة عبد الملك بن مروان.                                                                                                  |         |  |
| 39  | بسر بن أبي بسر المازني    | صحابي، له رواية حديث عن النبي. |         |  |
| 40  | بسر بن جحاش               | صحابي، سكن الشام، وله رواية حديث عن النبي. |         |  |
| 41  | بسر بن سفيان الخزاعي      | أسلم وقت الحديبية، وكانت معه راية قومه يوم فتح مكة. |         |  |
| 42  | بسر بن سليمان             | له صحبة. |         |  |
| 43  | بسر بن عصمة المزني        | صحابي، كان من سادات بني مزينة، وله رواية حديث عن النبي. |         |  |
| 44  | بسرة الغفاري              | صحابي، له رواية حديث عن النبي. |         |  |
| 45  | بسيس بن عمرو الجهني       | صحابي، بعثه النبي ليتقصى خبر عن أبي سفيان قبل غزوة بدر، ثم شهد الغزوة. |         |  |
| 46  | بشر أبو خليفة             | صحابي، له رواية حديث عن النبي. |         |  |
| 47  | بشر الثقفي                | صحابي، له رواية حديث عن النبي. |         |  |
| 48  | بشر الغنوي                | صحابي، له رواية حديث عن النبي في فضل الجيش الذي يغزو القسطنطينية. |         |  |
| 49  | بشر بن البراء             | صحابي من الأنصار من بني عبيد بن عدي من بني سلمة من الخزرج، شهد بيعة العقبة الثانية، وشهد غزوات بدر وأحد والخندق والحديبية وخيبر، مات بعد خيبر مسمومًا بعدما أكل من الشاة المسمومة التي قدّمتها زينب بنت الحارث اليهودية للنبي.                                                            |         |  |
| 50  | بشر بن الحارث الأنصاري    | صحابي من بني ظفر من الأنصار، شهد غزوة أحد. |         |  |
| 51  | بشر بن الحارث بن قيس      | صحابي من بني سهم من قريش، هاجر إلى الحبشة، وعاد إلى المدينة المنورة بعد غزوة بدر. |         |  |
| 52  | بشر بن المعلى العبدي      | صحابي، من بني عبد القيس، يلقب بالجارود العبدي، وفد على النبي، وكان مسيحيًا فأسلم، وتوفي أثناء مشاركته في فتوح فارس في خلافة عمر بن الخطاب، وله رواية حديث. |         |  |
| 53  | بشر بن الهجنع البكائي     | صحابي، وفد على النبي، وأسلم. |         |  |
| 54  | بشر بن حزن النضري         | صحابي، له رواية حديث عن النبي. |         |  |
| 55  | بشر بن حنظلة الجعفي       | صحابي، له رواية حديث عن النبي. |         |  |
| 56  | بشر بن سحيم الغفاري       | صحابي، له رواية حديث عن النبي في أيام التشريق. |         |  |
| 57  | بشر بن صحار               | صحابي، له رواية حديث عن النبي. |         |  |
| 58  | بشر بن عاصم الثقفي        | صحابي، له رواية حديث عن النبي. |         |  |
| 59  | بشر بن عبد                | صحابي، سكن البصرة، وله رواية حديث عن النبي. |         |  |
| 60  | بشر بن عبد الله الأنصاري  | صحابي من بني الحارث بن الخزرج من الأنصار، قُتل باليمامة. |         |  |
| 61  | بشر بن عرفطة الجهني       | صحابي، من جهينة، شهد فتح مكة. |         |  |
| 62  | بشر بن عصمة الليثي        | صحابي، له رواية حديث عن النبي. |         |  |
| 63  | بشر بن عقربة الجهني       | صحابي، سكن فلسطين، وله رواية حديث عن النبي. |         |  |
| 64  | بشر بن قدامة الضبابي      | صحابي يماني، له رواية حديث عن النبي. |         |  |
| 65  | بشر بن معاذ الأسدي        | صحابي، صلى مع أبيه مع النبي، وعمره عشر سنين. |         |  |
| 66  | بشر بن معاوية البكائي     | صحابي، وفد مع أبيه على النبي، وسأل النبي أن يدعو له بالبركة، فدعا له. |         |  |
| 67  | بشر بن هلال العبدي        | له صحبة |         |  |
| 68  | بشير أبو جميلة            | من بني سُليم، أدرك النبي. |         |  |
| 69  | بشير أبو رافع             | صحابة من الأنصار من بني سلمة، له رواية حديث عن النبي. |         |  |
| 70  | بشير الأنصاري             | صحابي من الأنصار، استشهد يوم بئر معونة. |         |  |
| 71  | بشير العدوي               | مختلف في صحبته، سكن البصرة، روى أحاديث عن أبي ذر وأبي الدرداء وأبي هريرة، وروى عنه طلق بن حبيب العنزي وعبد الله بن بريدة والعلاء بن زياد. |         |  |
| 72  | بشير الغفاري              | صحابي، له رواية حديث عن النبي. |         |  |
| 73  | بشير بن أبي زيد           | كان صغيرًا على عهد النبي، وشهد مع علي بن أبي طالب وقعة صفين. |         |  |
| 74  | بشير بن أكال              | صحابي، له رواية حديث عن النبي. |         |  |
| 75  | بشير بن أنس               | صحابي من الأنصار من بني حارثة بن الحارث من الأوس، شهد غزوة أحد. |         |  |
| 76  | بشير بن الحارث            | مختلف في صحبته. |         |  |
| 77  | بشير بن الخصاصية          | صحابي، له رواية حديث عن النبي. |         |  |
| 78  | بشير بن تيم الله          | صحابي، له رواية حديث عن النبي. |         |  |
| 79  | بشير بن جابر              | صحابي، شهد فتح مصر. |         |  |
| 80  | بشير بن سعد بن ثعلبة      | صحابي من بني كعب بن الخزرج بن الحارث بن الخزرج، شهد بيعة العقبة الثانية والمشاهد كلها. شارك بشير بعد وفاة النبي في فتح العراق، واستشهد في معركة عين التمر. |         |  |
| 81  | بشير بن سعد بن النعمان    | صحابي، شهد غزوة أحد، وما بعدها من المشاهد. |         |  |
| 80  | بشير بن عقبة الأنصاري     | صحابي، شهد مع علي بن أبي طالب وقعة صفين، وله رواية حديث عن النبي في المواقيت. |         |  |
| 83  | بشير بن عمرو بن محصن      | صحابي من الأنصار، قُتل في وقعة صفين، وهو أبو عبد الرحمن بن أبي عمرة. |         |  |
| 84  | بشير بن عنبس              | صحابي من بني ظفر من الأوس، شهد مع النبي غزوة أحد، وما بعدها من المشاهد، ثم شارك في الفتح الإسلامي لفارس، وقُتل يوم جسر أبي عبيد. |         |  |
| 85  | بشير بن فديك              | صحابي، له رواية عن النبي. |         |  |
| 86  | بشير بن معبد              | صحابي، شهد بيعة الرضوان، له رواية عن النبي. |         |  |
| 87  | بشير بن النهاس العبدي     | صحابي، له رواية عن النبي. |         |  |
| 88  | بشير بن يزيد الضبعي       | صحابي، سكن البصرة، له رواية عن النبي. |         |  |
| 89  | بصرة الأنصاري             | صحابي، تزوج امرأة بكرًا، فوجدها حبلى، ففرق النبي بينهما، وأمر بإقامة حد الزنا عليها بعد أن تضع حملها، وأن يعطيها بصرة صداقها. |         |  |
| 90  | بصرة بن أبي بصرة الغفاري  | صحابي، سكن مصر. |         |  |
| 91  | بعجة بن زيد الجذامي       | صحابي، وفد على النبي. |         |  |
| 92  | بعجة بن عبد الله الجذامي  | مختلف في صحبته، له رواية حديث عن أبيه عبد الله بن بدر وعثمان بن عفان وعلي بن أبي طالب وأبي هريرة. |         |  |
| 93  | بغيض بن حبيب التميمي      | صحابي، وفد على النبي. |         |  |
| 94  | بكر بن أمية الضمري        | صحابي، له رواية حديث عن النبي، وهو أخو عمرو بن أمية الضمري. |         |  |
| 95  | بكر بن الحارث             | صحابي من الأنصار، سكن حمص. |         |  |
| 96  | بكر بن جبلة الكلبي        | صحابي، وفد على النبي. |         |  |
| 97  | بكر بن حارثة الجهني       | صحابي، له رواية حديث عن النبي. |         |  |
| 98  | بكر بن حبيب الحنفي        | له صحبة. |         |  |
| 99  | بكر بن شداخ الليثي        | صحابي، كان يخدم النبي وهو غلام، وله رواية حديث عن النبي. |         |  |
| 100 | بكر بن عبد الله بن الربيع | صحابي من الأنصار، له رواية حديث عن النبي. |         |  |
| 101 | بكر بن مبشر بن خير        | صحابي من الأنصار، له رواية حديث عن النبي. |         |  |
| 102 | بلال بن الحارث المزني     | صحابي، كان في وفد مزينة سنة 5 هـ، وحمل لواء مزينة يوم فتح مكة، ثم سكن البصرة، وتوفي سنة 60 هـ في خلافة معاوية بن أبي سفيان، وله رواية حديث عن النبي. |         |  |
| 103 | بلال بن رباح              | صحابي، مولى أبي بكر الصديق، اشتراه من مولاه أمية بن خلف لشدة ما كان يلقاه من تعذيبه إياه وأعتقه، كان مؤذنًا للنبي، وهو أول من أذن للنبي في الإسلام. وقد شهد مع النبي غزواته كلها، وكان من السابقين إِلى الإسلام، وعُذّب لصبره وثباته على دينه، وقد آخى النبي بينه وبين أَبي عبيدة بن الجراح. |         |  |
| 104 | بلال بن مالك المزني       | صحابي، بعثه النبي سنة 5 هـ في سرية إلى بني كنانة، ففروا قبل أن يصل إليهم، فلم يصب منهم إلا فرسًا واحدًا. |         |  |
| 105 | بلال بن يحيى              | مختلف في صحبته، له رواية حديث عن النبي. |         |  |
| 106 | بنة الجهني                | صحابي، له رواية حديث عن النبي. |         |  |
| 107 | بليل بن بلال              | صحابي من الأنصار، شهد غزوة أحد وما بعدها. |         |  |
| 108 | بهز                       | مختلف في صحبته. |         |  |
| 109 | بهزاد أبو مالك            | صحابي، له رواية حديث عن النبي. |         |  |
| 110 | بهلول بن ذؤيب             | صحابي، له رواية حديث عن النبي. |         |  |
| 111 | بهيس بن سلمى التميمي      | صحابي، له رواية حديث عن النبي. |         |  |
| 112 | بودان                     | صحابي، له رواية حديث عن النبي. |         |  |
| 113 | بولى                      | صحابي، له رواية حديث عن النبي. |         |  |
| 114 | بيجرة بن عامر             | صحابي، له رواية حديث عن النبي. |         |  |
| 115 | بيرح بن أسد               | رجل من أهل عُمان خرج ليهاجر إلى النبي، فقدم المدينة المنورة بعد وفاة النبي بأيام. ذكر ابن عبد البر أنه رأى النبي في الرؤيا قبل قدومه المدينة. |         |  |

## ت
| م  | الصحابي                      | نبذة | ملاحظات |
| -- | ---------------------------- | --- | ------- |
| 1  | التلب بن ثعلبة التميمي       | صحابي، له رواية حديث عن النبي. |         |
| 2  | التيهان بن التيهان           | صحابي من الأنصار، له رواية حديث عن النبي، وهو أبو أبي الهيثم بن التيهان.                                                               |         |
| 3  | تمام بن العباس بن عبد المطلب | مختلف في صحبته لصغر سنه وقت وفاة النبي، استعمله علي بن أبي طالب على المدينة المنورة بعد سهل بن حنيف، ثم عزله وولاها أبا أيوب الأنصاري. |         |
| 4  | تمام بن عبيدة                | صحابي من بني أسد بن خزيمة، أسلم وهاجر مع النبي إلى المدينة المنورة.                                                                    |         |
| 5  | تميم الداري                  | صحابي كان نصرانيًا، وفد على النبي سنة 9 هـ، فأسلم، وهو الذي رأى الجساسة، وتوفي في فلسطين سنة 40 هـ.                                     |         |
| 6  | تميم بن أسيد الخزاعي         | صحابي، أسلم، وولاه النبي تجديد أنصاب الحرم وإعادتها بعد فتح مكة.                                                                       |         |
| 7  | تميم بن أسيد العدوي          | صحابي من بني عدي بن عبد مناة بن أد بن طابخة، له رواية حديث عن النبي.                                                                   |         |
| 8  | تميم بن بشر                  | صحابي من بني الحارث بن الخزرج من الأنصار، شهد غزوة أحد.                                                                                |         |
| 9  | تميم بن جُراشة الثقفي         | صحابي، وفد على النبي في وفد ثقيف، وله رواية حديث عن النبي.                                                                             |         |
| 10 | تميم بن الحارث السهمي        | صحابي، هاجر إلى الحبشة، وشارك في فتح الشام، واستشهد في معركة أجنادين.                                                                  |         |
| 11 | تميم بن حجر الأسلمي          | مختلف في صحبته. |         |
| 12 | تميم بن ربيعة الجهني         | صحابي، أسلم، وشهد صلح الحديبية وبايع بيعة الرضوان.                                                                                     |         |
| 13 | تميم بن زيد بن عبد ربه       | صحابي من الأنصار من بني مازن بن النجار، له رواية حديث عن النبي، وهو أخو الصحابي عبد الله بن زيد بن عبد ربه                             |         |
| 14 | تميم بن سعد التميمي          | صحابي، أسلم في وفد تميم الذي وفد على النبي.                                                                                            |         |
| 15 | تميم بن سلمة                 | صحابي، له رواية حديث عن النبي. |         |
| 16 | تميم بن عبد عمرو             | صحابي من الأنصار من بني مازن بن النجار، استعمله علي بن أبي طالب على المدينة المنورة بعدما خرج عامله سهل بن حنيف إلى العراق.            |         |
| 17 | تميم بن غيلان الثقفي         | ولد على عهد النبي، وروى أنه شهد تكسير بعض صحابة النبي لصنم ثقيف.                                                                       |         |
| 18 | تميم بن معبد                 | صحابي من بني حارثة بن الحارث من الأنصار، شهد غزوة أحد.                                                                                 |         |
| 19 | تميم بن يزيد                 | صحابي، له رواية حديث عن النبي. |         |
| 20 | توأم أبو دخان                | صحابي، له رواية حديث عن النبي. |         |

## ث
| م  | الصحابي                      | نبذة | ملاحظات |
| -- | ---------------------------- | --- | ------- |
| 1  | ثابت بن أبي عاصم             | مختلف في صحبته، له رواية حديث عن النبي. |         |
| 2  | ثابت بن أثلة                 | صحابي من الأنصار، استشهد يوم خيبر. |         |
| 3  | ثابت بن أقرم                 | صحابي من بلي، كان حليفًا لبني مالك بن عوف من الأوس، شهد مع النبي المشاهد كلها، شارك في غزوة مؤتة، ثم في حروب الردة، واستشهد قبل معركة بزاخة. |         |
| 4  | ثابت بن الجذع                | صحابي من الأنصار من بني حرام بن كعب من الخزرج، شهد بيعة العقبة الثانية، كما شهد مع النبي غزوات بدر وأحد والخندق وخيبر، وصلح الحديبية وفتح مكة، استشهد يوم الطائف. |         |
| 5  | ثابت بن الحارث               | صحابي من الأنصار، قيل شهد غزوة بدر، وسكن مصر، وله رواية حديث عن النبي. |         |
| 6  | ثابت بن حسان                 | صحابي من الأنصار من بني عدي بن النجار، قيل شهد غزوة بدر. |         |
| 7  | ثابت بن خالد                 | صحابي من الأنصار من بني غنم بن مالك بن النجار من الخزرج. شهد غزوتي بدر وأحد، قيل استشهد يوم بئر معونة، وقيل استشهد يوم اليمامة. |         |
| 8  | ثابت بن الدحداح              | صحابي من الأنصار من بلي كان حليفًا لبني عمرو بن عوف من الأوس، شهد مع النبي غزوة أحد، استشهد يوم أحد، وقيل بل جُرح جراحات بليغة فيها مات من أثرها بعد صلح الحديبية. |         |
| 9  | ثابت بن دينار                | صحابي من الأنصار، له رواية حديث عن النبي. |         |
| 10 | ثابت بن الربيع               | صحابي من الأنصار، توفي في حياة النبي. |         |
| 11 | ثابت بن ربيعة                | صحابي من الأنصار من بني الحُبلى، اختلفوا في شهوده غزوة بدر. |         |
| 12 | ثابت بن رفاعة                | صحابي من الأنصار. |         |
| 13 | ثابت بن رفيع                 | صحابي من الأنصار، قيل ابن رويفع سكن البصرة، ثم انتقل إلى مصر، وله رواية حديث عن النبي. |         |
| 14 | ثابت بن زيد الحارثي          | صحابي من الأنصار، قيل هو أبو زيد أحد من جمعوا القرآن. |         |
| 15 | ثابت بن زيد بن مالك          | صحابي من الأنصار من بني عبد الأشهل، قيل هو أبو زيد أحد من جمعوا القرآن. |         |
| 16 | ثابت بن سفيان                | صحابي من الأنصار، شهد غزوة أحد. |         |
| 17 | ثابت بن الصامت               | صحابي من الأنصار، له رواية حديث عن النبي، وهو أخو عبادة بن الصامت. |         |
| 18 | ثابت بن صهيب                 | صحابي من الأنصار، شهد غزوة أحد. |         |
| 19 | ثابت بن الضحاك بن أمية       | صحابي من الأنصار من صغار الصحابة، كان رديف النبي يوم الخندق، وبايع بيعة الرضوان. |         |
| 20 | ثابت بن الضحاك بن خليفة      | صحابي من الأنصار، قيل شهد غزوة بدر، وله رواية حديث عن النبي. |         |
| 21 | ثابت بن طريف المرادي         | أدرك النبي وروى عنه، وشهد فتح مصر. |         |
| 22 | ثابت بن عبيد                 | صحابي من الأنصار، قيل شهد غزوة بدر، وشهد وقعة صفين مع علي بن أبي طالب. |         |
| 23 | ثابت بن عتيك                 | صحابي من الأنصار، قُتل يوم جسر أبي عبيد. |         |
| 24 | ثابت بن عدي                  | صحابي من الأنصار، شهد غزوة أحد. |         |
| 25 | ثابت بن عمرو                 | صحابي من الأنصار من بني غنم بن مالك بن النجار من الخزرج، اختُلف في شهوده غزوة بدر حيث ذكره موسى بن عقبة وأبو معشر البلخي والواقدي وعبد الله بن محمد بن عمارة الأنصاري، ولم يذكره ابن إسحاق فيمن شهد الغزوة، ولكنهم أجمعوا أنه شهد غزوة أحد، واستشهد فيها.                     |         |
| 26 | ثابت بن قيس بن الخطيم        | صحابي من بني ظفر من الأنصار، شهد مع علي مشاهده كلها، وله رواية حديث عن النبي. |         |
| 27 | ثابت بن قيس بن شماس          | صحابي من من الأنصار من بني كعب بن الخزرج بن الحارث بن الخزرج، كان خطيب النبي المفوّه، وشهد معه المشاهد كلها بعد بدر. ثم شارك في حروب الردة، وقُتل في معركة اليمامة. |         |
| 28 | ثابت بن مخلد                 | صحابي من الأنصار، قُتل يوم الحرة، وله رواية حديث عن النبي. |         |
| 29 | ثابت بن مري                  | من الأنصار، كان صغيرًا على عهد النبي، وهو أخو سمرة بن جندب لأمه. |         |
| 30 | ثابت بن مسعود                | صحابي من الأنصار |         |
| 31 | ثابت بن معبد                 | مختلف في صحبته. |         |
| 32 | ثابت بن النعمان بن أمية      | صحابي من الأنصار، كُنيته أبو حبة البدري، شهد فتح مصر، وله رواية حديث عن النبي. |         |
| 33 | ثابت بن النعمان بن الحارث    | صحابي من الأنصار. |         |
| 34 | ثابت بن النعمان بن زيد       | صحابي من الأنصار. |         |
| 35 | ثابت بن هزال                 | صحابي من بني غنم بن عوف من الخزرج، شهد المشاهد كلها، ثم شارك في حروب الردة، وقُتل يوم اليمامة. |         |
| 36 | ثابت بن وائلة                | صحابي من الأنصار، شهد غزوة الخندق، واستشهد فيها. |         |
| 37 | ثابت بن وديعة                | صحابي من الأنصار، له رواية حديث عن النبي. |         |
| 38 | ثابت بن وقش                  | صحابي من الأنصار، شهد غزوة أحد، وهو شيخ كبير، واستشهد يومها. |         |
| 39 | ثابت بن يزيد الأنصاري        | صحابي من الأنصار، له رواية حديث عن النبي. |         |
| 40 | ثابت بن يزيد بن وديعة        | صحابي من الأنصار، نزل الكوفة، وله رواية حديث عن النبي. |         |
| 41 | ثابت مولى الأخنس بن شريق     | صحابي من المهاجرين، شهد فتح مصر. |         |
| 42 | ثروان بن فزارة               | صحابي من بني ربيعة بن عامر بن صعصعة، وفد على النبي. |         |
| 43 | ثعلبة أبو حبيب               | له صحبة. |         |
| 44 | ثعلبة البهراني               | صحابي، له رواية حديث عن النبي. |         |
| 45 | ثعلبة بن أبي بلتعة           | أخو حاطب بن أبي بلتعة، أدرك النبي، وروايته للحديث عن الصحابة. |         |
| 46 | ثعلبة بن أبي رقية اللخمي     | صحابي، شهد فتح مصر. |         |
| 47 | ثعلبة بن أبي مالك القرظي     | صحابي من بني قريظة، ولد على عهد النبي، وله رواية حديث عنه. |         |
| 48 | ثعلبة بن حاطب                | صحابي من الأنصار من بني أمية بن زيد من الأوس، ذكره موسى بن عقبة وابن إسحاق وابن الكلبي فيمن شهد غزوة بدر، وزاد ابن الكلبي أنه استشهد في غزوة أحد. |         |
| 49 | ثعلبة بن الحكم الليثي        | كان غلامًا على عهد النبي، سكن البصرة، ثم انتقل إلى الكوفة. |         |
| 50 | ثعلبة بن زبيب العنبري        | صحابي، له رواية حديث عن النبي. |         |
| 51 | ثعلبة بن زيد                 | صحابي من الأنصار من بني حرام، وهو أحد البكائين السبعة. |         |
| 52 | ثعلبة بن سعد                 | صحابي من الأنصار، استشهد يوم أحد. |         |
| 53 | ثعلبة بن سعية القرظي         | صحابي كان من يهود بني قريظة، أسلم وقومه تحت الحصار يوم غزوة بني قريظة. |         |
| 54 | ثعلبة بن سلام بن الحارث      | صحابي كان من يهود بني قينقاع، فأسلم، وهو أخو عبد الله بن سلام. |         |
| 55 | ثعلبة بن صعير العذري         | صحابي، له رواية حديث عن النبي. |         |
| 56 | ثعلبة بن صعير العذري         | صحابي، له رواية حديث عن النبي. |         |
| 57 | ثعلبة بن عبد الرحمن الأنصاري | صحابي من الأنصار، خدم النبي، وله رواية حديث عن النبي. |         |
| 58 | ثعلبة بن عبد الله البلوي     | صحابي كان حليفًا للأنصار، له رواية حديث عن النبي. |         |
| 59 | ثعلبة بن العلاء الكناني      | صحابي، له رواية حديث عن النبي. |         |
| 60 | ثعلبة بن عمرو الجذامي        | صحابي، أسره زيد بن حارثة في سرية وكان قد أسلم، فأمر النبي بإطلاقه، وردّ له ما أُخذ منه. |         |
| 61 | ثعلبة بن عمرو بن محصن        | صحابي من بني مبذول من الخزرج، شهد المشاهد كلها، اختلفوا في وفاته، فقال الواقدي إنه توفي في خلافة عثمان بن عفان، بينما رجّح عبد الله بن محمد بن عمارة الأنصاري أنه شارك في فتح العراق، وقُتل في موقعة الجسر.                                                                    |         |
| 62 | ثعلبة بن عنمة                | صحابي من بني سواد بن غنم من الخزرج، شهد بيعة العقبة الثانية، وهو الذي تولّى تكسير أصنام بني سَلَمَة مع معاذ بن جبل وعبد الله بن أنيس. شهد ثعلبة غزوتي بدر وأحد، استشهد يوم الخندق قتله هبيرة بن أبي وهب المخزومي وفق رواية ابن إسحاق، بينما زعم عروة بن الزبير أنه قُتل يوم خيبر. |         |
| 63 | ثعلبة بن قيظي                | صحابي من الأنصار، قيل شهد غزوة بدر. |         |
| 64 | ثعلبة بن قيظي                | صحابي من الأنصار، قيل شهد غزوة بدر. |         |
| 65 | ثعلبة بن وديعة               | صحابي من الأنصار، كان أحد المتخلفين عن غزوة تبوك، فربط نفسه في سارية المسجد حتى حله النبي بعدما نزل فيهم قرآن بالتوبة عليهم. |         |
| 66 | ثقب بن فروة                  | صحابي من الأنصار من بني ساعدة، استشهد يوم أحد. |         |
| 66 | ثقف بن عمرو                  | صحابي من بني سُليم، كان حليفًا لبني عبد شمس بن عبد مناف في الجاهلية. أسلم وهاجر إلى المدينة المنورة، وشهد غزوات بدر وأحد والخندق وصلح الحديبية. قُتل يوم خيبر سنة 7 هـ. |         |
| 67 | ثمامة بن أبي ثمامة الجذامي   | صحابي، دعا له النبي. |         |
| 68 | ثمامة بن أثال الحنفي         | صحابي كان سيد بني حنيفة في الجاهلية، أسره محمد بن مسلمة في سرية، وهم لا يعرفونه. وجاؤوا به إلى المدينة المنورة، فأكرمه النبي، وأطلقه، فأسلم. ثم منع عن قريش قمح اليمامة حتى يُسلموا. وتوفي بعد حروب الردة مقتولاً.                                                             |         |
| 69 | ثمامة بن بجاد العبدي         | صحابي، سكن الكوفة. |         |
| 70 | ثمامة بن حزن القشيري         | أدرك زمن النبي، ولم يره، ووفد على عمر بن الخطاب في خلافته. |         |
| 71 | ثمامة بن عدي                 | صحابي من قريش، ولاّه عثمان بن عفان على صنعاء التي كانت إحدى كور الشام. قيل كان ثمامة من المهاجرين وشهد بدر، إلا أن ابن إسحاق لم يذكره فيمن شهد الغزوة من قريش. |         |
| 72 | ثوبان أبو عبد الرحمن         | صحابي من الأنصار، له رواية حديث عن النبي. |         |
| 73 | ثوبان بن بجدد                | صحابي كان مولى للنبي، انتقل بعد وفاة النبي إلى الشام، وشهد فتح مصر، وتوفي بحمص سنة 54 هـ، وله رواية أحاديث عن النبي. |         |
| 74 | ثوبان بن سعد                 | صحابي، له رواية حديث عن النبي. |         |
| 75 | ثور بن تليدة                 | صحابي من بني أسد بن خزيمة. |         |
| 76 | ثور بن عزرة القشيري          | صحابي، وفد على النبي. |         |

## ج
| م   | الصحابي                          | نبذة | ملاحظات |
| --- | -------------------------------- | --- | ------- |
| 1   | جؤول بن العباس                   | صحابي، قيل من الأنصار، قُتل يوم اليمامة |         |
| 2   | جابان الكردي                     | صحابي من أصل كردي، له رواية حديث، روى عنه ابنه ميمون. |         |
| 3   | جابر بن أبي سبرة الأسدي          | صحابي، له رواية حديث عن النبي. |         |
| 4   | جابر بن أبي صعصعة                | صحابي من الأنصار من بني مازن بن النجار من الخزرج، شهد غزوة أحد وما بعدها من المشاهد، استشهد في غزوة مؤتة سنة 8 هـ هو وأخوه أبو كلاب. |         |
| 5   | جابر بن أسامة الجهني             | صحابي، له رواية حديث عن النبي. |         |
| 6   | جابر بن حابس اليمامي             | صحابي، له رواية حديث عن النبي. |         |
| 7   | جابر بن سفيان                    | صحابي من الأنصار، كان أبوه حليفًا لمعمر بن حبيب الجمحي في مكة، فأسلم، وهاجر إلى الحبشة مع أبيه وأخيه ثم إلى المدينة المنورة سنة 7 هـ، وتوفي في خلافة عمر بن الخطاب. |         |
| 8   | جابر بن سليم التميمي             | صحابي، له رواية حديث عن النبي. |         |
| 9   | جابر بن سمرة                     | صحابي من بني سواءة بن عامر بن صعصعة، سكن الكوفة، وهو من رواة الحديث النبوي. |         |
| 10  | جابر بن شيبان الثقفي             | صحابي، شهد بيعة الرضوان. |         |
| 11  | جابر بن طارق الأحمسي             | صحابي، نزل الكوفة، وله رواية حديث عن النبي. |         |
| 12  | جابر بن ظالم الطائي              | صحابي، وفد على النبي في وفد من طيء. |         |
| 13  | جابر بن عبد الله الراسبي         | أدرك النبي، وشهد فتح العراق، ثم كان مع علي بن أبي طالب في حروبه. |         |
| 14  | جابر بن عبد الله بن رئاب         | صحابي من الأنصار من بني عبيد بن عدي من الخزرج، كان من الستة الذين أسلموا قبل بيعة العقبة الأولى، كما شهد مع النبي المشاهد كلها، وله رواية للحديث النبوي. |         |
| 15  | جابر بن عبد الله بن عمرو بن حرام | صحابي من صغار الصحابة من الأنصار من بني سلمة، شهد الغزوات بعد غزوة أحد، وشارك في فتح الشام، وهو من المكثرين من رواية الحديث النبوي. |         |
| 16  | جابر بن عبيد العبدي              | صحابي سكن البصرة، وله رواية حديث عن النبي. |         |
| 17  | جابر بن عمير                     | صحابي من الأنصار، وله رواية حديث عن النبي. |         |
| 18  | جابر بن عوف الثقفي               | صحابي، وله رواية حديث عن النبي. |         |
| 19  | جابر بن ماجد الصدفي              | صحابي، وفد على النبي محمد، وشهد فتح مصر. |         |
| 20  | جابر بن النعمان البلوي           | صحابي كان حليفًا للأنصار. |         |
| 21  | جابر بن ياسر الرعيني             | أدرك زمن النبي، وشهد فتح مصر. |         |
| 22  | جاحل أبو مسلم الصدفي             | صحابي، وله رواية حديث عن النبي. |         |
| 23  | الجارود بن المعلى                | صحابي، من بني عبد القيس، وفد على النبي، وكان مسيحيًا فأسلم، وتوفي أثناء مشاركته في فتوح فارس في خلافة عمر بن الخطاب، وله رواية حديث عن النبي محمد |         |
| 24  | جارية بن أصرم الكلبي             | مختلف في صحبته. |         |
| 25  | جارية بن زيد                     | ذكره ابن الكلبي، فيمن شهد صفين مع علي بن أبي طالب من الصحابة. |         |
| 26  | جارية بن ظفر الحنفي              | صحابي، وله رواية حديث عن النبي. |         |
| 27  | جارية بن قدامة                   | من بني تميم، لم يدرك النبي، وكان من أصحاب علي بن أبي طالب، وشهد معه حروبه، وهو من رواة الحديث النبوي. |         |
| 28  | جاهمة بن العباس السُلمي           | صحابي، وله رواية حديث عن النبي. |         |
| 29  | جبار بن الحارث                   | صحابي، وفد على النبي. |         |
| 30  | جبار بن الحكم السلمي             | صحابي، وفد على النبي في وفد قومه. |         |
| 31  | جبار بن سلمى                     | صحابي من بني عامر بن صعصعة من هوازن، قَتل قبل إسلامه عامر بن فهيرة يوم بئر معونة، ثم وفد على النبي في وفد قومه، وأسلم. |         |
| 32  | جبار بن صخر                      | صحابي من الأنصار من بني عبيد بن عدي من الخزرج، شهد بيعة العقبة الثانية، شهد المشاهد كلها، وكان النبي يستعمله خارصًا ليُقدّر له زكاة نخيل خيبر. توفي جبار في خلافة عثمان بن عفان. |         |
| 33  | جبارة بن زرارة البلوي            | صحابي، شهد فتح مصر. |         |
| 34  | جبر أبو عبد الله                 | صحابي، له رواية حديث عن النبي. |         |
| 35  | جبر الأعرابي                     | صحابي، له رواية حديث عن النبي. |         |
| 36  | جبر الكندي                       | صحابي، وفد على النبي في وفد قبيلتي السكون والسكاسك، وله رواية حديث عن النبي. |         |
| 37  | جبر بن أنس                       | صحابي من الأنصار، شهد مع علي بن أبي طالب صفين. |         |
| 38  | جبر بن عبد الله القبطي           | صحابي من مصر، كان مولى أبي بصرة الغفاري، وهو الذي أتى من عند المقوقس رسولاً ومعه مارية القبطية. |         |
| 39  | جبر بن عتيك                      | صحابي من الأنصار من بني معاوية بن مالك من الأوس. شهد المشاهد كلها، وكانت إليه راية بني معاوية بن مالك يوم فتح مكة. وتوفي سنة 61 هـ. |         |
| 40  | جبل بن جوال الثعلبي              | صحابي كان يهوديًا، وأسلم |         |
| 41  | جبلة بن أبي كرب الكندي           | صحابي، وفد على النبي. |         |
| 42  | جبلة بن الأزرق الكندي            | صحابي، سكن حمص، له رواية حديث عن النبي. |         |
| 43  | جبلة بن الأشعر الخزاعي           | صحابي، استشهد في فتح مكة. |         |
| 44  | جبلة بن ثعلبة الأنصاري           | صحابي، قيل شهد غزوة بدر، وشهد وقعة صفين مع علي بن أبي طالب. |         |
| 45  | جبلة بن جنادة الخزاعي            | صحابي، بايع النبي. |         |
| 46  | جبلة بن حارثة الكلبي             | صحابي أخو زيد بن حارثة، قدم على النبي مع أبيه، وأسلم. |         |
| 47  | جبلة بن سعيد                     | صحابي من بني ربيعة بن معاوية الأكرمين، وفد على النبي. |         |
| 48  | جبلة بن شراحيل الكلبي            | صحابي، عم زيد بن حارثة، وفد مع أخيه حارثة على النبي، ليرد ابن أخيه زيد. |         |
| 49  | جبلة بن عمرو الأنصاري            | صحابي، سكن مصر، وشهد وقعة صفين مع علي بن أبي طالب، وشهد فتح إفريقية مع معاوية بن حديج سنة 50 هـ. |         |
| 50  | جبلة بن مالك الداري              | صحابي، وفد على النبي في وفد الداريين. |         |
| 51  | جبيب بن الحارث                   | صحابي، له رواية حديث عن النبي. |         |
| 52  | جبير بن بحينة                    | صحابي، أمه بحينة بنت الحارث بن عبد المطلب ابنة عم النبي، وأبوه مالك بن القشب الأزدي حليف قريش. استشهد يوم اليمامة. |         |
| 53  | جبير بن الحباب بن المنذر         | شهد وقعة صفين مع علي بن أبي طالب. |         |
| 54  | جبير بن الحويرث                  | من بني عبد بن قصي من قريش، أدرك النبي ورآه. |         |
| 55  | جبير بن مطعم                     | صحابي، كان من سادات قريش وحلفائها، أسلم بعد صلح الحديبية، وقبل مع فتح مكة، وتوفي سنة 57 هـ، وله رواية حديث عن النبي. |         |
| 56  | جبير بن النعمان                  | صحابي من الأنصار، وأبو خوات بن جبير وعبد الله بن جبير، شهد بعض الغزوات، وله رواية حديث عن النبي. |         |
| 57  | جبير مولى كبيرة                  | كان مولى لكبيرة بنت سفيان، أدرك النبي، وأُعتق في حياته. |         |
| 58  | جثامة بن قيس الليثي              | صحابي، كان من سادات بني ليث، وله رواية حديث عن النبي. |         |
| 59  | جثامة بن مساحق الكناني           | صحابي، كان رسول عمر بن الخطاب إلى هرقل، له رواية حديث عن النبي. |         |
| 60  | جحدم الجذيمي                     | قتله خالد بن الوليد في سرية، وكان قد أسلم، فتبرأ النبي من فعل خالد، وأرسل بديته إلى بني جذيمة. |         |
| 61  | جحدم بن فضالة الجهني             | صحابي، وفد على النبي، ودعا له. |         |
| 62  | جحدم والد حكيم                   | صحابي، له رواية حديث عن النبي. |         |
| 63  | جحش الجهني                       | صحابي، له رواية حديث عن النبي. |         |
| 64  | جدار الأسلمي                     | صحابي، له رواية حديث عن النبي. |         |
| 65  | جديع بن نذير المرادي             | له صُحبة. |         |
| 66  | جذرة بن سبرة                     | صحابي، شهد فتح مصر. |         |
| 67  | الجذع الأنصاري                   | صحابي من الأنصار، أبو ثابت بن الجذع، له رواية حديث عن النبي. |         |
| 68  | جذية                             | صحابي، له رواية حديث عن النبي. |         |
| 69  | جراد أبو عبد الله                | صحابي، له رواية حديث عن النبي. |         |
| 70  | جراد بن عبس                      | صحابي، له رواية حديث عن النبي. |         |
| 71  | الجراح بن أبي الجراح الأشجعي     | صحابي، له رواية حديث عن النبي. |         |
| 72  | جرموز الهجيمي                    | صحابي، له رواية حديث عن النبي. |         |
| 73  | جرهد بن خويلد الأسلمي            | صحابي من أهل الصفة، شهد صلح الحديبية، وتوفي في زمن يزيد بن معاوية، وله رواية حديث عن النبي. |         |
| 74  | جرو الحنفي                       | صحابي، له رواية حديث عن النبي. |         |
| 75  | جرو السدوسي                      | صحابي، وفد على النبي بتمر. |         |
| 76  | جرو بن عمرو العذري               | صحابي، له رواية حديث عن النبي. |         |
| 77  | جرول بن الأحنف                   | صحابي، شهد غزوة حنين، سكن الشام، وهو جد رجاء بن حيوة، وله رواية حديث عن النبي. |         |
| 78  | جريج أبو شاة                     | صحابي من قبيلة بلي، كان حليفًا للأنصار، وقيل شهد بيعة العقبة. |         |
| 79  | جرير بن أوس الطائي               | صحابي، هاجر إلى المدينة المنورة بعد عودة النبي من غزوة تبوك. |         |
| 80  | جرير بن الأرقط                   | صحابي، شهد حجة الوداع، وله رواية حديث عن النبي. |         |
| 81  | جرير بن عبد الله البجلي          | صحابي، أسلم في رمضان سنة 10 هـ، وبعثه النبي لهدم ذي الخصلة، ثم شارك بعد وفاة النبي في حروب الردة، وفتح العراق وفارس، وولاه عثمان بن عفان على همدان، ثم وكان سفير علي بن أبي طالب إلى معاوية بن أبي سفيان، ولما قامت الفتنة اعتزلها حتى مات في قرقيسيا سنة 51 هـ، وهو من رواة الحديث النبوي. |         |
| 82  | جرير بن عبد الله الحميري         | صحابي، كان رسول النبي إلى اليمن، ثم شهد فتح العراق والشام في جيش خالد بن الوليد، وكان الرسول إلى عمر بن الخطاب بالبشارة يوم اليرموك. |         |
| 83  | جزء                              | صحابي، له رواية حديث عن النبي. |         |
| 84  | جزء بن أنس السلمي                | صحابي، وفد على النبي، وكتب له كتابًا. |         |
| 85  | جزء بن مالك                      | صحابي من الأنصار من بني جحجبا بن كُلفة من الأوس، شهد غزوة أحد، ثم شارك في حروب الردة، وقُتل في معركة اليمامة. |         |
| 86  | جزء بن معاوية التميمي            | مختلف في صحبته، كان عاملاً لعمر بن الخطاب على الأهواز. |         |
| 87  | جزي أبو خزيمة السلمي             | صحابي، وفد على النبي، وكساه بُردين، وله رواية حديث عن النبي. |         |
| 88  | جسر بن وهب الأزدي                | صحابي، له رواية حديث عن النبي. |         |
| 89  | جشيب                             | مختلف على صحبته، سكن حمص، له رواية حديث عن النبي. |         |
| 90  | جشيش الديلمي                     | صحابي، كان ممن أرسله النبي قبل وفاته في قتل الأسود العنسي باليمن، فاتفق مع فيروز وداذويه على قتله، فقتلوه. |         |
| 91  | جعال بن سراقة الغفاري            | صحابي، من أهل الصفة، أسلم قديمًا، وشهد مع النبي غزوة أحد، وأصيبت عينه في غزوة بني قريظة، واستخلفه النبي على المدينة في غزوة بني المصطلق. |         |
| 92  | جعدة بن خالد بن الصمة            | صحابي من بني جشم بن معاوية بن بكر بن هوازن، له رواية حديث عن النبي. |         |
| 93  | جعدة بن هانئ الحضرمي             | صحابي، له رواية حديث عن النبي. |         |
| 94  | جعدة بن هبيرة المخزومي           | اختلف في صحبته، وهو ابن أم هانئ بنت أبي طالب، له رواية حديث عن النبي. |         |
| 95  | جعشم الخير بن خليبة              | صحابي، بايع بيعة الرضوان، وكساه النبي قميصه ونعليه، وأعطاه من شعره. |         |
| 96  | جعفر أبو زمعة البلوي             | صحابي، بايع بيعة الرضوان، وسكن مصر. |         |
| 97  | جعفر العبدي                      | صحابي، له رواية حديث عن النبي. |         |
| 98  | جعفر بن أبي الحكم                | صحابي، له رواية حديث عن النبي. |         |
| 99  | جعفر بن أبي سفيان                | صحابي من بني هاشم أبوه أبو سفيان بن الحارث ابن عم النبي، تأخر إسلامه حتى فتح مكة، ثم شهد معه غزوتي حنين والطائف، وتوفي في المدينة المنورة في خلافة معاوية بن أبي سفيان. |         |
| 100 | جعفر بن أبي طالب                 | صحابي وابن عم النبي، من السابقين الأولين إلى الإسلام، وأخو علي بن أبي طالب. هاجر إلى الحبشة، وعاد منها يوم فتح خيبر، استشهد في غزوة مؤتة، وهو يومها قائد المسلمين. |         |
| 101 | جعفر بن محمد بن مسلمة            | صحابي، شهد فتح مكة، وما بعدها من المشاهد. |         |
| 102 | جعفي                             | صحابي، وفد على النبي قبل وفاته. |         |
| 103 | جعونة بن زياد الشني              | صحابي، له رواية حديث عن النبي. |         |
| 104 | جعيل بن زياد الأشجعي             | صحابي، له رواية حديث عن النبي. |         |
| 105 | جفشيش بن النعمان الكندي          | صحابي، وفد على النبي مع الأشعث بن قيس. |         |
| 106 | جفينة الجهني                     | صحابي، وفد على النبي، وأسلم. |         |
| 107 | الجلاس بن سويد                   | صحابي من الأنصار، كان منافقًا، فتاب، وحسن إسلامه. |         |
| 108 | الجلاس بن صليت اليربوعي          | صحابي، له رواية حديث عن النبي. |         |
| 109 | الجلاس بن عمرو الكندي            | صحابي، وفد على النبي مع قومه. |         |
| 110 | جليبيب                           | صحابي، استشهد في إحدى غزوات النبي. |         |
| 111 | جليحة بن عبد الله الليثي         | صحابي، قُتل في غزوة الطائف. |         |
| 112 | جمانة الباهلي                    | صحابي، له رواية حديث عن النبي. |         |
| 113 | جمد الكندي                       | صحابي، له رواية حديث عن النبي. |         |
| 114 | جمرة بن عوف                      | صحابي، سكن فلسطين، له رواية حديث عن النبي. |         |
| 115 | جمرة بن النعمان العذري           | صحابي، سيد بني عذرة، وفد على النبي، وله رواية حديث عن النبي. |         |
| 116 | جمهان الأعمى                     | له صحبة. |         |
| 117 | جميع بن مسعود                    | صحابي من الأنصار. |         |
| 118 | جميل النجراني                    | صحابي، له رواية حديث عن النبي. |         |
| 119 | جميل بن بصرة الغفاري             | صحابي، له رواية حديث عن النبي. |         |
| 120 | جميل بن ردام العذري              | أقطعه النبي الرمداء. |         |
| 121 | جميل بن ردام العذري              | له صحبة، وهو أخو سعيد بن عامر الجمحي. |         |
| 122 | جناب أبو خابط                    | روى أنه مر به جيش النبي في الصحراء. |         |
| 123 | جناب الكلبي                      | صحابي، أسلم يوم فتح مكة، وله رواية حديث عن النبي. |         |
| 124 | جنادة                            | كتب له ولقومه النبي كتابًا. |         |
| 125 | جنادة بن أبي أمية                | مختلف في صحبته، شهد فتح مصر، وكان أميرًا على غزو البحر لمعاوية، وهو من رواة الحديث النبوي. |         |
| 126 | جنادة بن جراد العيلاني           | صحابي، سكن البصرة، له رواية حديث عن النبي. |         |
| 127 | جنادة بن زيد الحارثي             | صحابي، وفد على النبي، ودعا له. |         |
| 128 | جنادة بن سفيان                   | صحابي من الأنصار، كان حليفًا لبني جمح من قريش، هاجر مع أبيه وأخيه إلى الحبشة، ثم إلى المدينة سنة 7 هـ، وتوفي في خلافة عمر بن الخطاب. |         |
| 129 | جنادة بن عبد الله                | صحابي من بني المطلب بن عبد مناف من قريش، استشهد يوم اليمامة. |         |
| 130 | جنبذ بن سبع                      | صحابي قاتل ضد المسلمين في إحدى الغزوات، ثم أسلم أثناء الغزوة، وقاتل بعدها مع المسلمين. |         |
| 131 | جندب أبو ناجية                   | صحابي، له رواية حديث عن النبي. |         |
| 132 | جندب بن زهير الغامدي             | صحابي، وفد على النبي. |         |
| 133 | جندب بن ضمرة الليثي              | صحابي، أحد الذين نزل فيهم آية: ﴿وَمَنْ يُهَاجِرْ فِي سَبِيلِ اللَّهِ يَجِدْ فِي الْأَرْضِ مُرَاغَمًا كَثِيرًا وَسَعَةً وَمَنْ يَخْرُجْ مِنْ بَيْتِهِ مُهَاجِرًا إِلَى اللَّهِ وَرَسُولِهِ ثُمَّ يُدْرِكْهُ الْمَوْتُ فَقَدْ وَقَعَ أَجْرُهُ عَلَى اللَّهِ وَكَانَ اللَّهُ غَفُورًا رَحِيمًا ۝١٠٠﴾ [النساء:100].                                                                                 |         |
| 134 | جندب بن عبد الله البجلي          | صحابي، سكن الكوفة، وهو من رواة الحديث النبوي. |         |
| 135 | جندب بن عبد الله الغامدي         | صحابي، شهد مع علي بن أبي طالب وقعة صفين، ومعركة النهروان، وكان رسول الحسن بن علي إلى معاوية بن أبي سفيان، وهو من رواة الحديث النبوي. |         |
| 136 | جندب بن عمرو بن حممه الدوسي      | صحابي، أسلم مع الدوسيين بعد فتح خيبر سنة 7 هـ، ثم شهد فتح الشام، واستشهد في معركة أجنادين، وهو جد عمرو بن عثمان بن عفان لأمه. |         |
| 137 | جندب بن مكيث الجهني              | صحابي، سكن المدينة، واستعمله النبي على صدقات جهينة. |         |
| 138 | جندب بن ناجية                    | صحابي، كان دليل المسلمين في عمرة الحديبية. |         |
| 139 | جندرة بن خيشنة الكناني           | صحابي، سكن فلسطين، وله رواية حديث عن النبي. |         |
| 140 | جندع بن ضمرة الأنصاري            | صحابي، راوي حديث غدير خم. |         |
| 141 | جندلة بن نضلة                    | صحابي، له رواية حديث عن النبي. |         |
| 142 | جنيد بن مالك                     | صحابي من بني كلاب بن ربيعة بن عامر بن صعصعة، وفد على النبي. |         |
| 143 | جهبل بن سيف                      | الذي نعى النبي إلى حضرموت. |         |
| 144 | جهجاه بن قيس الغفاري             | صحابي، شهد مع النبي بيعة الرضوان وغزوة المريسيع، وتوفي سنة 36 هـ. |         |
| 145 | جهدمة                            | صحابي، له رواية حديث عن النبي. |         |
| 146 | جهم الأسلمي                      | صحابي، له رواية حديث عن النبي. |         |
| 147 | جهم البلوي                       | صحابي، له رواية حديث عن النبي. |         |
| 148 | جهم بن قثم                       | صحابي، وفد إلى النبي مع وفد عبد القيس. |         |
| 149 | جهم بن قيس                       | صحابي من بني عبد الدار من قريش، هاجر إلى الحبشة. |         |
| 150 | جهمة بن عوف الدوسي               | من المعمرين، أدرك الإسلام. |         |
| 151 | جهيش بن أويس النخعي              | صحابي، وفد على النبي. |         |
| 152 | جهيم بن الصلت                    | صحابي من بني المطلب بن عبد مناف، أسلم عام خيبر. |         |
| 153 | جودان                            | صحابي، سكن الكوفة، وله رواية حديث عن النبي. |         |
| 154 | جون بن قتادة التميمي             | مختلف في صحبته، سكن البصرة، وشهد موقعة الجمل مع طلحة بن عبيد الله والزبير بن العوام. |         |
| 155 | جيفر بن الجلندي                  | سيد بني زهران في زمن النبي. كان وأخوه عبد سيدا قومهما في عُمان. أسلم هو وأخوه على يد عمرو بن العاص لما بعثه النبي إلى عُمان لدعوة أهلها إلى الإسلام، ولم يقدما على النبي ولم يرياه، وثبتا على الإسلام وقت الردة.                                                                              |         |

## ح
| م   | الصحابي                           | نبذة | ملاحظات |
| --- | --------------------------------- | --- | ------- |
| 1   | حابس بن ربيعة التميمي             | صحابي، له رواية حديث عن النبي. |         |
| 2   | حابس بن سعد الطائي                | صحابي، شهد وقعة صفين مع معاوية بن أبي سفيان، وكانت معه يومها راية طيء، له رواية حديث عن النبي. |         |
| 3   | حاتم بن عدي                       | صحابي، له رواية حديث عن النبي. |         |
| 4   | حاجب بن زرارة                     | صحابي، كان من سادات تميم والعرب في الجاهلية، أدرك الإسلام، وأسلم، بعثه النبي على صدقات بني تميم. |         |
| 5   | حاجب بن زيد                       | صحابي من الأنصار، استشهد يوم أحد. |         |
| 6   | حاجب بن يزيد                      | صحابي من الأنصار، استشهد يوم اليمامة. |         |
| 7   | الحارث                            | صحابي، له رواية حديث عن النبي. |         |
| 8   | الحارث أبو عبد الله               | صحابي، له رواية حديث عن النبي في الصلاة على الميت. |         |
| 9   | الحارث المليكي                    | صحابي، له رواية حديث عن النبي. |         |
| 10  | الحارث بن أبي ضرار                | صحابي، كان سيد بني المصطلق أحد بطون خزاعة، وصهر النبي، أبو زوجته جويرية بنت الحارث. |         |
| 11  | الحارث بن أبي سبرة                | له صحبة. |         |
| 12  | الحارث بن أقيش العكلي             | صحابي، كان حليفًا للأنصار، له رواية حديث عن النبي. |         |
| 13  | الحارث بن أنس بن رافع             | صحابي، من الأنصار من بني عبد الأشهل، شهد غزوة بدر، استشهد في غزوة أحد. |         |
| 14  | الحارث بن أنس بن مالك             | صحابي، من الأنصار من بني عبد الأشهل، قال موسى بن عقبة أنه من البدريين، ولم يذكره ابن إسحاق فيمن شهد غزوة بدر من بني عبد الأشهل، وقال ابن عبد البر: «أخشى أن يكون هو الحارث بن أنس بن رافع». |         |
| 15  | الحارث بن أوس الثقفي              | صحابي، له رواية حديث عن النبي. |         |
| 16  | الحارث بن أوس بن عتيك             | صحابي، من الأنصار من بني زعوراء بن جشم من الأوس، شهد مع النبي غزوة أحد والمشاهد بعدها. ثم شارك في الفتح الإسلامي للشام، استشهد في معركة أجنادين. |         |
| 17  | الحارث بن أوس بن معاذ             | صحابي، من الأنصار من بني عبد الأشهل، وابن أخي سعد بن معاذ. شهد غزوة بدر، وكان ممن شارك في قتل كعب بن الأشرف. استشهد في غزوة أحد، قيل إنه عاش بعد ذلك وشهد غزوة الخندق. |         |
| 18  | الحارث بن بدل السعدي              | كان مع هوازن ضد المسلمين يوم حنين، وله رواية حول من ثبت من الصحابة مع النبي في القتال يومها. |         |
| 19  | الحارث بن تبيع الرعيني            | صحابي، وفد على النبي، وشهد فتح مصر. |         |
| 20  | الحارث بن ثابت بن سفيان           | صحابي، استشهد يوم أحد. |         |
| 21  | الحارث بن جماز                    | صحابي، كان حليفًا لبني ساعدة، شهد غزوة أحد. |         |
| 22  | الحارث بن الحارث الغامدي          | صحابي، له رواية حديث عن النبي. |         |
| 23  | الحارث بن الحارث بن قيس           | صحابي من بني سهم من قريش، من السابقين إلى الإسلام، هاجر إلى الحبشة، وشارك في فتح الشام، استشهد يوم أجنادين. |         |
| 24  | الحارث بن الحارث بن كلدة          | صحابي من ثقيف، من أشراف قومه، أسلم متأخرًا، وهو من المؤلفة قلوبهم. ابن طبيب العرب وحكيمها الحارث بن كلدة. |         |
| 25  | الحارث بن حاطب بن الحارث          | صحابي من بني جمح من قريش، ولد في الحبشة حيث كانت هجرة أبيه، جعله عبد الله بن الزبير واليًا على مكة سنة 66 هـ، وله رواية حديث عن النبي. |         |
| 26  | الحارث بن حاطب بن عمرو            | صحابي من الأنصار من بني أمية بن زيد من الأوس، خرج مع النبي إلى غزوة بدر، إلا أن النبي ردّه في الطريق إلى المدينة المنورة في شيء أمره به، وضرب له بسهم في غنائمها كمن شهدها. وقال الواقدي إنه شهد بعد ذلك غزوات أحد والخندق وصلح الحديبية، وقُتل يوم خيبر. |         |
| 27  | الحارث بن حبال الأسلمي            | صحابي، شهد صلح الحديبية. |         |
| 28  | الحارث بن حسان الذهلي             | صحابي، سكن الكوفة، له رواية حديث عن النبي. |         |
| 29  | الحارث بن الحكم السُلمي            | صحابي، شهد مع النبي ثلاث غزوات، له رواية حديث عن النبي. |         |
| 30  | الحارث بن حكيم الضبي              | صحابي، وفد على النبي، وولاه النبي صدقات قومه. |         |
| 31  | الحارث بن خالد القرشي             | له صحبة. |         |
| 32  | الحارث بن خالد بن صخر             | صحابي من بني تيم من قريش، من السابقين إلى الإسلام، هاجر إلى الحبشة، ثم إلى المدينة المنورة. |         |
| 33  | الحارث بن خزمة                    | صحابي من بني غنم بن عوف من الخزرج، كان حليفًا لبني عبد الأشهل. شهد المشاهد كلها، وتوفي في المدينة المنورة سنة 40 هـ. |         |
| 34  | الحارث بن خزيمة                   | صحابي من الأنصار. |         |
| 35  | الحارث بن خضرامة الضبي            | كان حليفًا لبني عبس، قدم المدينة بغنم وعبيد فلم يلبث أن مات، فأعطاه النبي كفنًا وحنوطًا، فقدم ورثته، فأعطاهم النبي الغنم، وأمر ببيع الرقيق بالمدينة، وأعطاهم أثمانها. |         |
| 36  | الحارث بن رافع                    | صحابي، قُتل يوم أحد. |         |
| 37  | الحارث بن الربيع                  | صحابي، وفد على النبي في تسعة من بني عبس، وكانوا من المهاجرين الأولين. |         |
| 38  | الحارث بن زهير العكلي             | صحابي، كتب النبي له ولقومه كتابًا. |         |
| 39  | الحارث بن زياد الأنصاري           | صحابي، سكن الكوفة، له رواية حديث عن النبي. |         |
| 40  | الحارث بن زيد المعيصي             | صحابي من قريش، أسلم، وفي طريق هجرته، لقيه عياش بن أبي ربيعة فقتله، ولم يك يعلم بإسلامه، فنزلت آية: ﴿وَمَا كَانَ لِمُؤْمِنٍ أَنْ يَقْتُلَ مُؤْمِنًا إِلَّا خَطَأً وَمَنْ قَتَلَ مُؤْمِنًا خَطَأً فَتَحْرِيرُ رَقَبَةٍ مُؤْمِنَةٍ وَدِيَةٌ مُسَلَّمَةٌ إِلَى أَهْلِهِ إِلَّا أَنْ يَصَّدَّقُوا فَإِنْ كَانَ مِنْ قَوْمٍ عَدُوٍّ لَكُمْ وَهُوَ مُؤْمِنٌ فَتَحْرِيرُ رَقَبَةٍ مُؤْمِنَةٍ وَإِنْ كَانَ مِنْ قَوْمٍ بَيْنَكُمْ وَبَيْنَهُمْ مِيثَاقٌ فَدِيَةٌ مُسَلَّمَةٌ إِلَى أَهْلِهِ وَتَحْرِيرُ رَقَبَةٍ مُؤْمِنَةٍ فَمَنْ لَمْ يَجِدْ فَصِيَامُ شَهْرَيْنِ مُتَتَابِعَيْنِ تَوْبَةً مِنَ اللَّهِ وَكَانَ اللَّهُ عَلِيمًا حَكِيمًا ۝٩٢﴾ [النساء:92]. |         |
| 41  | الحارث بن زيد العطاف              | صحابي من الأنصار. |         |
| 42  | الحارث بن زيد بن حارثة            | صحابي من بني عبد القيس، استشهد سنة 21 هـ. |         |
| 43  | الحارث بن سعيد الكندي             | صحابي، وفد على النبي. |         |
| 44  | الحارث بن سفيان بن معمر           | من بني جمح من قريش، ولد في الحبشة مهاجر أبيه سفيان بن معمر. |         |
| 45  | الحارث بن سلمة                    | صحابي من الأنصار، شهد غزوة أحد. |         |
| 46  | الحارث بن سليم                    | صحابي من الأنصار، شهد غزوة أحد. |         |
| 47  | الحارث بن سهل بن أبي صعصعة        | صحابي من الأنصار، استشهد في غزوة الطائف. |         |
| 48  | الحارث بن سواد                    | صحابي من الأنصار، ذكره عروة بن الزبير فيمن شهد غزوة بدر، ولم يذكره ابن إسحاق فيمن شهد الغزوة من الأنصار |         |
| 49  | الحارث بن سويد التيمي             | صحابي من بني تيم من قريش، أسلم، ثم ارتد وعاد إلى مكة، ثم بلغه نزول آية: ﴿كَيْفَ يَهْدِي اللَّهُ قَوْمًا كَفَرُوا بَعْدَ إِيمَانِهِمْ وَشَهِدُوا أَنَّ الرَّسُولَ حَقٌّ وَجَاءَهُمُ الْبَيِّنَاتُ وَاللَّهُ لَا يَهْدِي الْقَوْمَ الظَّالِمِينَ ۝٨٦ أُولَئِكَ جَزَاؤُهُمْ أَنَّ عَلَيْهِمْ لَعْنَةَ اللَّهِ وَالْمَلَائِكَةِ وَالنَّاسِ أَجْمَعِينَ ۝٨٧ خَالِدِينَ فِيهَا لَا يُخَفَّفُ عَنْهُمُ الْعَذَابُ وَلَا هُمْ يُنْظَرُونَ ۝٨٨ إِلَّا الَّذِينَ تَابُوا مِنْ بَعْدِ ذَلِكَ وَأَصْلَحُوا فَإِنَّ اللَّهَ غَفُورٌ رَحِيمٌ ۝٨٩﴾ [آل عمران:86–89]، فأسلم وحسُن إسلامه                                  |         |
| 50  | الحارث بن سويد بن الصامت          | من بني عمرو بن عوف من الأوس، أسلم، ثم قتل المجذر بن زياد غدرًا في غزوة أحد ثأرًا لأبيه سويد بن الصامت الذي قتله المجذر في الجاهلية، فأمر النبي بقتله على باب مسجد قباء. |         |
| 51  | الحارث بن شريح النميري            | صحابي، وفد على النبي في وفد بني منقر. |         |
| 52  | الحارث بن صبيرة السهمي            | صحابي من قريش، كان مع قريش يوم بدر، وأُسر فافتداه ابنه، ثم أسلم يوم فتح مكة، وتوفي في خلافة عمر بن الخطاب. |         |
| 53  | الحارث بن الصمة                   | صحابي من بني مبذول من الخزرج، شهد غزوة أحد، استشهد يوم بئر معونة. |         |
| 54  | الحارث بن الطفيل بن عمرو          | صحابي من دوس، قدم مع أبيه الطفيل بن عمرو الدوسي مسلمًا سنة 7 هـ، وكان من الشعراء في الجاهلية. |         |
| 55  | الحارث بن عبد العزى               | صحابي من بني سعد، زوج حليمة السعدية أم النبي من الرضاعة، وقد أدرك الإسلام، وأسلم. |         |
| 56  | الحارث بن عبد الله أبو علكثة      | صحابي من الأزد، وفد على النبي، سكن الرملة. |         |
| 57  | الحارث بن عبد الله الثقفي         | صحابي، له رواية حديث عن النبي. |         |
| 58  | الحارث بن عبد الله بن السائب      | صحابي من بني أسد بن عبد العزى من قريش، له رواية حديث عن النبي. |         |
| 59  | الحارث بن عبد الله بن سعد         | صحابي من الأنصار، استشهد يوم أحد. |         |
| 60  | الحارث بن عبد الله بن كعب         | صحابي من الأنصار، شهد بيعة الرضوان، والمشاهد بعدها، استشهد في وقعة الحرة. |         |
| 61  | الحارث بن عبد الله بن وهب         | صحابي من بني دوس، قدم المدينة مع الدوسيين سنة 7 هـ، فأسلم، وأقام فيها، ثم شهد معركة اليرموك، وسكن فلسطين، وكان مع معاوية بن أبي سفيان في صفين، ومات في خلافة معاوية. |         |
| 62  | الحارث بن عبد شمس الخثعمي         | صحابي، وفد على النبي، وله رواية حديث عنه. |         |
| 63  | الحارث بن عبد قيس                 | صحابي من بني الحارث بن فهر من قريش، من السابقين إلى الإسلام، هاجر إلى الحبشة الهجرة الثانية |         |
| 64  | الحارث بن عبد كلال                | من سادات حمير في اليمن، أرسل إلى النبي يُعلمه بإسلامه |         |
| 65  | الحارث بن عبد مناف بن كنانة       | صحابي، له رواية حديث عن النبي. |         |
| 66  | الحارث بن عبيد بن رزاح            | صحابي من الأنصار |         |
| 67  | الحارث بن عتيك بن النعمان         | صحابي من بني مبذول بن مالك بن النجار من الخزرج، شهد المشاهد كلها من بعد غزوة بدر، كما شهد الفتح الإسلامي لفارس، استشهد في موقعة الجسر |         |
| 68  | الحارث بن عتيك بن قيس             | صحابي من بني معاوية بن مالك من الأوس، شهد المشاهد كلها من بعد غزوة بدر |         |
| 69  | الحارث بن عدي بن خرشة             | صحابي من بني خطمة من الأنصار، استشهد يوم أحد |         |
| 70  | الحارث بن عدي بن مالك             | صحابي من الأنصار من بني معاوية بن مالك من الأوس، شهد غزوة أحد، كما شهد الفتح الإسلامي لفارس، استشهد في موقعة الجسر. |         |
| 71  | الحارث بن عرفجة                   | صحابي من الأنصار من بني غنم بن السَّلْم من الأوس، اختلف في شهوده غزوة بدر، ولكنه شهد غزوة أحد |         |
| 72  | الحارث بن عقبة                    | صحابي من قبيلة مزينة، قدم مع عمه وهب بن قابوس بغَنَمٍ لهما المدينة المنورة، فوجدا المدينة خالية، فسألوا الناس، فأخبروهما أن المسلمين يقاتلون المشركين عند جبل أحد، فأسلما وذهبا، وقاتلا حتى استشهدا. |         |
| 73  | الحارث بن عمرو الأسدي             | صحابي، وفد على النبي، وأنشده شعرًا |         |
| 74  | الحارث بن عمرو الباهلي            | صحابي، لقي النبي في حجة الوداع |         |
| 75  | الحارث بن عمرو بن مؤمل            | صحابي من بني عدي من قريش، أسلم وهاجر إلى المدينة سنة 7 هـ |         |
| 76  | الحارث بن عمير الأزدي             | صحابي، كان رسول النبي إلى ملك بُصرى بالشام، قتله شرحبيل بن عمرو الغساني في مؤتة وهو في طريقه، فكان ذلك سببًا لغزوة مؤتة. |         |
| 77  | الحارث بن عوف بن أبي حارثة        | صحابي من غطفان، شارك في حرب داحس والغبراء، وكان مع قريش في الأحزاب، ثم وفد على النبي، فأسلم، وبعث النبي معه رجلاً من الأنصار ليُعلّم قومه، فقتلوه، ولم يستطع منعه. فبعث بديته للنبي واعتذر. استعمله النبي على بني مرة أحد بطون غطفان. |         |
| 78  | الحارث بن غطيف السكوني            | صحابي، نزل حمص، وتوفي في خلافة مروان بن الحكم، وله رواية حديث عن النبي. |         |
| 79  | الحارث بن فروة الكندي             | صحابي، وفد على النبي، وأسلم |         |
| 80  | الحارث بن قيس الغساني             | صحابي، وفد على النبي، وأسلم |         |
| 81  | الحارث بن قيس بن خلدة             | صحابي من الأنصار من بني زريق من الخزرج، أسلم وشهد بيعة العقبة الثانية، والمشاهد كلها، ثم شهد معركة اليمامة، فأَصابه يومئذ جرح فاندمل، ثم انتقض في خلافة عمر بن الخطاب فمات. |         |
| 82  | الحارث بن قيس بن عميرة            | صحابي من بني أسد، أسلم وله ثماني زوجات، فأمره النبي بأن يطلق أربعة. |         |
| 83  | الحارث بن كعب بن عمرو             | صحابي من بني مازن بن النجار من الأنصار، قُتل يوم اليمامة. |         |
| 84  | الحارث بن مالك الأنصاري           | صحابي من الأنصار |         |
| 85  | الحارث بن مالك الطائي             | صحابي أدرك النبي، وثبت على الإسلام وقت الردة، ووفد على أبي بكر بصدقات طيء مع عدي بن حاتم الطائي |         |
| 86  | الحارث بن مالك بن قيس             | صحابي من بني ليث بن بكر بن عبد مناة بن كنانة، سكن الكوفة، وله رواية حديث عن النبي. |         |
| 87  | الحارث بن مخاشن                   | صحابي المهاجرين، سكن البصرة. |         |
| 88  | الحارث بن مخلد                    | مختلف على صحبته، له رواية حديث عن النبي. |         |
| 89  | الحارث بن مسعود                   | صحابي من الأنصار، قُتل يوم جسر أبي عبيد. |         |
| 90  | الحارث بن مسلم التميمي            | صحابي، له رواية حديث عن النبي. |         |
| 91  | الحارث بن مضرس                    | صحابي من الأنصار، شهد بيعة الرضوان، وشهد ما بعدها من الغزوات، استشهد في معركة القادسية |         |
| 92  | الحارث بن معاوية                  | صحابي، له رواية حديث عن النبي. |         |
| 92  | الحارث بن معمر                    | صحابي من بني جمح من قريش، من السابقين إلى الإسلام، هاجر إلى الحبشة |         |
| 93  | الحارث بن نبيه                    | صحابي، كان من أهل الصفة |         |
| 94  | الحارث بن النعمان بن أمية         | صحابي من بني ثعلبة بن عمرو بن عوف من الأوس. شهد غزوتي بدر وأحد |         |
| 95  | الحارث بن النعمان بن إساف         | صحابي من الأنصار، قُتل في غزوة مؤتة |         |
| 96  | الحارث بن النعمان بن خزمة         | صحابي من الأنصار، قيل شهد غزوة بدر |         |
| 97  | الحارث بن النعمان بن رافع         | صحابي من الأنصار، قيل شهد غزوة بدر |         |
| 98  | الحارث بن نفيع بن المعلى          | صحابي من الأنصار، له رواية حديث عن النبي. |         |
| 99  | الحارث بن نوفل                    | صحابي من بني هاشم من قريش، تأخر إسلامه حتى سنة 5 هـ، ولاه النبي على جدة، ثم استعمله الخلفاء أبو بكر الصديق وعمر بن الخطاب وعثمان بن عفان عليها، ثم انتقل إلى البصرة، وتوفي بها في آخر خلافة عثمان، وله رواية حديث عن النبي. |         |
| 100 | الحارث بن هانئ الكندي             | صحابي، وفد على النبي محمد، وشهد فتح العراق. |         |
| 101 | الحارث بن هشام بن المغيرة         | صحابي من بني مخزوم من قريش، أسلم يوم فتح مكة، وشهد فتح الشام، وقُتل يوم اليرموك. |         |
| 102 | الحارث بن وهبان الكناني           | صحابي وفد على النبي، وكان من ولاة عمر بن الخطاب |         |
| 103 | الحارث بن يزيد الأسدي             | صحابي، له رواية حديث عن النبي. |         |
| 104 | الحارث بن يزيد الجهني             | صحابي، له رواية حديث عن النبي. |         |
| 105 | حارثة بن جبلة                     | صحابي، هو ابن أخي زيد بن حارثة |         |
| 106 | حارثة بن خذام                     | صحابي، لقي النبي، وأهدى إليه هدية من صيد اصطاده، فقبلها، وأكل منها، وكساه النبي عمامة عدنية. |         |
| 106 | حارثة بن سراقة                    | صحابي من بني عدي بن النجار من الخزرج، استشهد يوم بدر. |         |
| 107 | حارثة بن سهل                      | صحابي من الأنصار، شهد غزوة أحد |         |
| 108 | حارثة بن شراحيل                   | صحابي، أبو زيد بن حارثة، دعاه النبي للإسلام، فأسلم |         |
| 109 | حارثة بن عدي بن أمية              | صحابي، وفد على النبي. |         |
| 110 | حارثة بن عمرو الأنصاري            | صحابي من الأنصار، استشهد يوم أحد. |         |
| 111 | حارثة بن قطن الكلبي               | صحابي، وفد على النبي. |         |
| 112 | حارثة بن مالك بن غضب              | صحابي من الأنصار، قيل شهد بيعة العقبة |         |
| 113 | حارثة بن النعمان                  | صحابي من الأنصار من بني غنم بن مالك بن النجار من الخزرج. شهد مه النبي المشاهد كلها، وتوفي في خلافة معاوية بن أبي سفيان. |         |
| 114 | حارثة بن وهب الخزاعي              | صحابي أخو عبيد الله بن عمر بن الخطاب لأمه، له رواية حديث عن النبي. |         |
| 115 | حازم الأنصاري                     | صحابي، له رواية حديث عن النبي في النهي عن الإطالة في صلاة الجماعة. |         |
| 116 | حازم بن أبي حازم الأحمسي          | لم يرَ النبي، قُتل يوم صفين، وهو مع علي بن أبي طالب |         |
| 117 | حازم بن حرام                      | صحابي، وفد على النبي. |         |
| 118 | حازم بن حرملة                     | صحابي، له رواية حديث عن النبي. |         |
| 119 | حاطب بن أبي بلتعة                 | صحابي من المهاجرين، شهد المشاهد كلها، وكان مبعوث النبي إلى المقوقس عظيم مصر. |         |
| 120 | حاطب بن الحارث                    | صحابي من بني جمح من قريش، من السابقين إلى الإسلام، هاجر إلى الحبشة، ومات بها |         |
| 121 | حاطب بن عمرو                      | صحابي من بني عامر من قريش، من السابقين إلى الإسلام، هاجر إلى الحبشة، وشهد غزوتي بدر وأحد |         |
| 122 | حاطب بن عمرو بن عتيك              | صحابي من الأنصار، مختلف في شهوده غزوة بدر |         |
| 123 | حامد الصائدي الكوفي               | له صحبة |         |
| 124 | الحباب بن جبير                    | صحابي كان حليفًا لبني أمية بن عبد شمس، استشهد في معركة القادسية |         |
| 125 | الحباب بن جزء                     | صحابي من الأنصار، شهد غزوة أحد وما بعدها من المشاهد، وشارك في فتح العراق، استشهد في معركة القادسية. |         |
| 126 | الحباب بن زيد                     | صحابي من الأنصار، شهد غزوة أحد، استشهد في معركة اليمامة. |         |
| 127 | الحباب بن عمرو                    | صحابي من الأنصار، مات في حياة النبي. |         |
| 128 | الحباب بن قيظي                    | صحابي من الأنصار، استشهد يوم أحد. |         |
| 129 | الحباب بن المنذر                  | صحابي من الأنصار من بني حرام بن كعب من الخزرج، شهد المشاهد كلها، وكان ذو رأي ومشورة، فأخذ النبي برأيه في بعض المواقف، كما كان من المشاركين بالرأي في يوم السقيفة. |         |
| 130 | حبان بن بح الصدائي                | صحابي، وفد على النبي، وشهد فتح مصر |         |
| 131 | حبان بن الحكم السلمي              | صحابي، شهد فتح مكة، وكانت راية بني سُليم معه يومها |         |
| 132 | حبان بن منقذ                      | صحابي من الأنصار من بني مازن بن النجار من الخزرج، شهد مع النبي غزوة أحد، وما بعدها من المشاهد، توفي في خلافة عثمان بن عفان. |         |
| 133 | حبة بن بعكك العامري               | صحابي من قريش، أسلم بعد فتح مكة |         |
| 134 | حبة بن جوين                       | من أصحاب علي بن أبي طالب |         |
| 135 | حبة بن خالد                       | صحابي، له رواية حديث عن النبي. |         |
| 136 | حبة بن مسلم                       | صحابي، له رواية حديث عن النبي. |         |
| 137 | الحبحاب أبو عقيل الأنصاري         | صحابي من الأنصار، لمزه المنافقون لما جاء بصاع من تمر صدقة، فنزلت آية: ﴿الَّذِينَ يَلْمِزُونَ الْمُطَّوِّعِينَ مِنَ الْمُؤْمِنِينَ فِي الصَّدَقَاتِ وَالَّذِينَ لَا يَجِدُونَ إِلَّا جُهْدَهُمْ فَيَسْخَرُونَ مِنْهُمْ سَخِرَ اللَّهُ مِنْهُمْ وَلَهُمْ عَذَابٌ أَلِيمٌ ۝٧٩﴾ [التوبة:79] |         |
| 138 | حبشي بن جنادة                     | صحابي، رأى النبي في حجة الوداع، وله رواية حديث عنه |         |
| 139 | حبي بن حارثة الثقفي               | صحابي كان حليفًا لبني زُهرة من قريش، أسلم يوم فتح مكة، استشهد في معركة اليمامة. |         |
| 140 | حبيب أبو ضمرة                     | صحابي، له رواية حديث عن النبي. |         |
| 141 | حبيب العنزي                       | والد طلق بن حبيب، له رواية حديث عن رجل من أهل الشام عن النبي. |         |
| 142 | حبيب الفهري                       | رجل وفد على النبي، وتنبأ النبي بوفاته في السنة التالية، فتوفي. |         |
| 143 | حبيب بن أبي اليسر                 | صحابي من الأنصار، استشهد في وقعة الحرة |         |
| 144 | حبيب بن أبي مرضية                 | مختلف في صحبته، له رواية حديث عن النبي. |         |
| 145 | حبيب بن الأسود                    | صحابي كان مولى للأنصار، شهد غزوة بدر |         |
| 146 | حبيب بن أسيد الثقفي               | صحابي كان حليفًا لبني زُهرة من قريش، استشهد يوم اليمامة. |         |
| 147 | حبيب بن بديل بن ورقاء             | له صحبة |         |
| 148 | حبيب بن الحارث                    | صحابي هاجر إلى المدينة المنورة |         |
| 149 | حبيب بن حباشة                     | صحابي من الأنصار، أصيب في أحد الغزوات، فنُقل إلى المدينة، ثم توفي، فصلى عليه النبي. |         |
| 150 | حبيب بن حماز                      | صحابي، له رواية حديث عن النبي. |         |
| 151 | حبيب بن حمامة السلمي              | صحابي، له رواية حديث عن النبي. |         |
| 152 | حبيب بن حيان                      | صحابي، وفد على النبي. |         |
| 153 | حبيب بن خراش العصري               | صحابي من بني عبد القيس، له رواية حديث عن النبي. |         |
| 154 | حبيب بن خماشة الأنصاري            | صحابي من الأنصار، له رواية حديث عن النبي. |         |
| 155 | حبيب بن زيد الكندي                | صحابي، له رواية حديث عن النبي. |         |
| 156 | حبيب بن زيد بن تيم                | صحابي من الأنصار من بني بياضة، استشهد يوم أحد. |         |
| 157 | حبيب بن زيد بن عاصم               | صحابي من الأنصار، شهد بيعة العقبة الثانية، وهو ابن أم عمارة. كان موفد النبي إلى مسيلمة الكذاب. قتله مسيلمة، وهو يحاول أن يستنطقه أن مسيلمة رسول الله. |         |
| 158 | حبيب بن سباع                      | صحابي، له رواية حديث عن النبي. |         |
| 159 | حبيب بن سندر                      | صحابي، سكن مصر، وهو الذي خصى عبده |         |
| 160 | حبيب بن الضحاك الجمحي             | صحابي، له رواية حديث عن النبي. |         |
| 161 | حبيب بن عمرو                      | صحابي، له رواية حديث عن النبي. |         |
| 162 | حبيب بن عمرو السلاماني            | صحابي، وفد على النبي في وفد بني سلامان |         |
| 163 | حبيب بن عمرو بن حممة الدوسي       | صحابي، جاء مع الدوسيين سنة 7 هـ إلى المدينة، وأسلم |         |
| 164 | حبيب بن عمرو بن عمير              | صحابي من ثقيف، نزلت فيه وفي إخوته آية: ﴿يَا أَيُّهَا الَّذِينَ آمَنُوا اتَّقُوا اللَّهَ وَذَرُوا مَا بَقِيَ مِنَ الرِّبَا إِنْ كُنْتُمْ مُؤْمِنِينَ ۝٢٧٨﴾ [البقرة:278] |         |
| 165 | حبيب بن عمير                      | صحابي من الأنصار |         |
| 166 | حبيب بن مروان التميمي             | صحابي، وفد على النبي، كان اسمه بغيض، فغيره النبي إلى حبيب |         |
| 167 | حبيب بن وهب القاري                | صحابي، سكن الشام |         |
| 168 | حبيش الأسدي                       | من بني أسد بن خزيمة، كان ممن خطب في قومه لما توفي النبي، وحرضهم على لزوم الإسلام، حين ادعى طليحة بن خويلد الأسدي النبوة |         |
| 169 | حبيش بن خالد الخزاعي              | صحابي من رواة حديث أم معبد، أسلم، استشهد يوم فتح مكة |         |
| 170 | حبيش بن شريح الحبشي               | مختلف في صحبته، سكن الشام، وله رواية حديث عن النبي. |         |
| 171 | الحتات بن يزيد التميمي            | صحابي، وفد على النبي، وكان من أصحاب معاوية وقت الفتنة |         |
| 172 | حجاج أبو قابوس                    | صحابي، له رواية حديث عن النبي. |         |
| 173 | حجاج الباهلي                      | صحابي، له رواية حديث عن النبي. |         |
| 174 | حجاج بن الحارث                    | صحابي من قريش من بني سهم، من السابقين إلى الإسلام، هاجر إلى الحبشة، ثم إلى المدينة بعد غزوة أحد، استشهد يوم اليرموك |         |
| 175 | حجاج بن عامر الثمالي              | صحابي، سكن الشام، له رواية حديث عن النبي. |         |
| 176 | حجاج بن علاط البهزي               | صحابي، أسلم، وشهد غزوة خيبر، والد نصر بن حجاج |         |
| 177 | حجاج بن عمرو الأنصاري             | صحابي من الأنصار من بني مازن بن النجار، له رواية حديث عن النبي، شهد مع علي صفين |         |
| 178 | حجاج بن مالك الأسلمي              | صحابي، له رواية حديث عن النبي. |         |
| 179 | حجاج بن مسعود                     | صحابي، له رواية حديث عن النبي |         |
| 180 | حجاج بن منبه السهمي               | صحابي، له رواية حديث عن النبي |         |
| 181 | حجر أبو عبد الله                  | صحابي، له رواية حديث عن النبي |         |
| 182 | حجر الشر                          | صحابي من كندة، وفد على النبي، وكان أحد الشهود في التحكيم، وكان مع علي، وولاه معاوية أرمينية |         |
| 183 | حجر العدوي                        | صحابي، له رواية حديث عن النبي |         |
| 184 | حجر بن ربيعة                      | مختلف في صحبته، وهو والد وائل بن حجر |         |
| 185 | حجر بن عدي                        | صحابي، وفد على النبي في آخر حياته، وشارك في فتح العراق، وكان مع علي بن أبي طالب في صفين، قتله زياد بن أبيه في العراق في خلافة معاوية بن أبي سفيان. |         |
| 186 | حجر بن العنبس                     | أدرك الجاهلية، وشرب فيها الدم، ولم ير النبي، ولكنه آمن به في حياته، وروايته عن علي بن أبي طالب وعن وائل بن حجر، وشهد مع علي الجمل وصفين |         |
| 187 | حجر بن النعمان                    | صحابي، وفد على النبي |         |
| 188 | حجن بن المرقع                     | صحابي، رأى النبي يوم عرفة، وروى عنه حديثًا |         |
| 189 | حجير بن أبي إهاب التميمي          | صحابي، كان حليف بني نوفل بن عبد مناف |         |
| 190 | حجير بن أبي حجير الهلالي          | صحابي، له رواية حديث عن النبي |         |
| 191 | حجير بن بيان                      | مختلف في صحبته، سكن العراق، وله رواية حديث عن النبي |         |
| 192 | حجيرة                             | مختلف في صحبته، له رواية حديث عن النبي |         |
| 193 | حدرد بن أبي حدرد الأسلمي          | صحابي، له رواية حديث عن النبي |         |
| 194 | حدير أبو فوزة                     | صحابي، له رواية حديث عن النبي |         |
| 195 | حدير أبو فوزة                     | صحابي، له رواية حديث عن النبي |         |
| 196 | حذيفة الأزدي                      | صحابي، له رواية حديث عن النبي |         |
| 197 | حذيفة بن أسيد الغفاري             | صحابي، شهد بيعة الرضوان، وسكن الكوفة، وتوفي بها. له رواية حديث عن النبي |         |
| 198 | حذيفة بن أوس                      | صحابي، له رواية حديث عن النبي |         |
| 199 | حذيفة بن عبيد المرادي             | أدرك الجاهلية، وشهد فتح مصر |         |
| 200 | حذيفة بن محصن الغلفاني            | صحابي، ولاه النبي على عُمان، ثم شهد حروب الردة، وكان من قادتها أرسله أبو بكر إلى دبا. شارك في فتح العراق، ثم ولاه عمر على اليمامة |         |
| 201 | حذيفة بن اليمان                   | صحابي من غطفان كان حليفًا للأنصار، كان أمين سر النبي حيث أطلعه على أسماء المنافقين. شهد غزوة أحد وما بعدها من الغزوات، وشهد فتوح العراق وفارس، وولاه عمر المدائن، وتوفي فيها سنة 36 هـ. له رواية عن النبي. |         |
| 202 | حذيم بن عمرو السعدي               | صحابي من بني سعد بن عمرو بن تميم، رأى النبي في حجة الوداع، وسكن البصرة. |         |
| 203 | الحر بن قيس الفزاري               | صحابي، وفد على النبي، وهو ابن أخي عيينة بن حصن |         |
| 204 | حراش بن أمية الكعبي               | صحابي، له رواية حديث عن النبي |         |
| 205 | حرام بن أبي كعب الأنصاري          | صحابي، له رواية حديث عن النبي |         |
| 206 | حرام بن عوف البلوي                | صحابي، شهد فتح مصر |         |
| 207 | حرام بن معاوية                    | صحابي، له رواية حديث عن النبي |         |
| 208 | حرام بن ملحان                     | صحابي من بني عدي بن النجار من الخزرج. شهد غزوتي بدر وأحد، استشهد يوم بئر معونة، وكان أول من قُتل يومها |         |
| 209 | حرب بن أبي حرب                    | مختلف في صحبته، له رواية حديث عن النبي |         |
| 210 | حرب بن حارث المحاربي              | صحابي، له رواية حديث عن النبي |         |
| 211 | حرقوص العنبري                     | أدرك زمن النبي، شهد فتح تستر |         |
| 212 | حرقوص بن زهير السعدي              | صحابي يلقب بذي الخويصرة، شهد بعض الغزوات مع النبي، وهو الذي اعترض على توزيع الغنائم، وقال للنبي: «اعدل»، وشهد فتح العراق، كما شهد صفين والنهروان مع علي بن أبي طالب. |         |
| 213 | حرملة المدلجي                     | صحابي، له رواية حديث عن النبي |         |
| 214 | حرملة بن زيد الأنصاري             | صحابي من الأنصار من بني حارثة بن الحارث |         |
| 215 | حرملة بن عبد الله بن إياس العنبري | صحابي من بني تميم، له رواية حديث عن النبي |         |
| 216 | حرملة بن عمرو بن سنة الأسلمي      | صحابي، له رواية حديث عن النبي |         |
| 217 | حرملة بن مريطة                    | صحابي من بني تيم الرباب، هاجر إلى المدينة، وشهد فتح العراق |         |
| 218 | حرملة بن هوذة                     | صحابي من بني ربيعة بن عامر بن صعصعة، وفد على النبي فأسلم هو وأخوه، وهما معدوان في المؤلفة قلوبهم، ولما أسلما كتب النبي إلى خزاعة يبشرهم بإسلامهما |         |
| 219 | حرملة بن الوليد بن المغيرة        | أخو خالد بن الوليد. سكن الشام |         |
| 219 | حريث أبو سلمى                     | صحابي، كان يرعى للنبي، له رواية حديث عنه |         |
| 220 | حريث بن زيد الخيل الطائي          | صحابي، أسلم وشهد حروب الردة مع خالد بن الوليد، استشهد وهو يحارب مع مصعب بن الزبير |         |
| 221 | حريث بن سلمة                      | صحابي من الأنصار، له رواية حديث عن النبي |         |
| 222 | حريث بن سلمة                      | صحابي من الأنصار، له رواية حديث عن النبي |         |
| 223 | حريث بن عمرو المخزومي             | صحابي من قريش، له رواية حديث عن النبي |         |
| 224 | حريز بن شراحيل الكندي             | صحابي، له رواية حديث عن النبي |         |
| 225 | حريش بن هلال                      | صحابي، شهد غزوة حنين |         |
| 226 | حزابة بن نعيم                     | صحابي، أسلم سنة 9 هـ، له رواية حديث عن النبي |         |
| 227 | حزام بن خويلد                     | أخو خديجة بنت خويلد مختلف في صحبته |         |
| 228 | حزم بن أبي كعب الأنصاري           | صحابي من الأنصار |         |
| 229 | حزم بن عبد                        | صحابي، له رواية حديث عن النبي |         |
| 230 | حزم بن عمرو الخثعمي               | مختلف في صحبته |         |
| 231 | حزن بن أبي وهب                    | صحابي من بني مخزوم من قريش، أسلم بعد فتح مكة، وهاجر إلى المدينة، استشهد يوم اليمامة، وقيل في معركة بزاخة، وهو جد التابعي سعيد بن المسيب |         |
| 232 | حسان بن أبي حسان                  | صحابي وفد على النبي في وفد بني عبد القيس |         |
| 233 | حسان بن ثابت                      | صحابي من الأنصار، كان من الشعراء الذي يفدون على ملوك الغساسنة في الشام قبل إسلامه، ثم أسلم وصار شاعر النبي. توفي في خلافة علي بن أبي طالب |         |
| 234 | حسان بن جابر السُلمي               | صحابي، شهد غزوة الطائف، له رواية حديث عن النبي |         |
| 235 | حسان بن خوط البكري                | صحابي، وفد على النبي في وفد بني بكر بن وائل، شهد مع علي بن أبي طالب موقعة الجمل |         |
| 236 | حسان بن شداد التميمي              | صحابي، له رواية حديث عن النبي |         |
| 237 | حسان بن عبد الرحمن الضبعي         | صحابي، له رواية حديث عن النبي |         |
| 238 | الحسحاس بن بكر                    | صحابي، له رواية حديث عن النبي |         |
| 239 | حسل العامري                       | رجل من قريش، رأى النبي في حجة الوداع |         |
| 240 | حسل بن خارجة الأشجعي              | صحابي، أسلم يوم خيبر، وشهد فتحها، وله رواية حديث عن النبي |         |
| 241 | الحسن بن علي بن أبي طالب          | حفيد النبي من ابنته فاطمة الزهراء، وهو خامس الخلفاء الراشدين بعد أبيه، والإمام الثاني عند الشيعة، وهو الذي تصالح مع معاوية، وتنازل له عن الخلافة، فإذا مات معاوية تولاها الحسن. توفي سنة 49 هـ قبل معاوية، ودُفن بالبقيع |         |
| 242 | حسيل بن جابر                      | صحابي من غطفان، كان حليفًا من الأنصار، كانت شهرته «اليمان»، وهو أبو حذيفة بن اليمان، شهد غزوة أحد وهو شيخ كبير، فقتله المسلمون فيها بالخطأ |         |
| 243 | الحسين بن السائب                  | صحابي من الأنصار، له رواية عن النبي. |         |
| 244 | الحسين بن عرفطة الأسدي            | صحابي، له رواية عن النبي. |         |
| 245 | الحسين بن علي                     | حفيد النبي من ابنته فاطمة الزهراء، وابن الخليفة الرابع علي بن أبي طالب، والإمام الثالث عند الشيعة، شهد مع أبيه مشاهده كلها. وبعد موت معاوية وأخذ البيعة لابنه يزيد بن معاوية، لم يبايع، وخرج إلى أنصاره في الكوفة، لكنهم خذلوه، ودخل معركة غير متكافئة أمام جيش بعثه يزيد، فقُتل هو وعدد كبير من أهله في كربلاء سنة 61 هـ |         |
| 246 | الحكم بن المغفل الغامدي           | صحابي، قُتل مع وهو يحارب مع علي في معركة النهروان. |         |
| 247 | الحكم بن عمرو الغفاري             | صحابي، شهد فتوح العراق وفارس، ولاه معاوية خراسان، فمات بها |         |
| 248 | الحكم بن كيسان المخزومي           | صحابي، كان حجّامًا في مكة، أسره عبد الله بن جحش في سرية للمسلمين، فأسلم، ومكث بالمدينة، وقُتل في سرية بئر معونة سنة 4 هـ |         |
| 249 | حكيم بن جبلة العبدي               | صحابي من بني عبد القيس، وفد على النبي، ولاه عثمان بن عفان السند |         |
| 250 | حكيم بن حزام                      | صحابي، ابن أخي خديجة بنت خويلد، قبل إسلامه كان ممن يساعدون المسلمين المحاصرين في شعب أبي طالب في مكة، وتأخر إسلامه حتى عام فتح مكة، وشهد غزوتي حنين والطائف، وله رواية حديث عن النبي. |         |
| 251 | الحليس بن علقمة الكناني           | كان سيد قبائل الأحابيش المحالفة لقريش، وكانت معه راية قومه في حرب الفجار، وهو الذي أرسلته قريش إلى النبي قبل صلح الحديبية فرجع إليهم وقال: «والذي نفس الحليس بيده لتخلّن بين محمد وما جاء له، أو لأنفرنّ بالأحابيش نفرة رجل واحد» |         |
| 252 | حمزة بن عبد المطلب                | صحابي، عم النبي محمد وأخوه من الرضاعة، شهد في الجاهلية حرب الفجار، وأسلم في السنة الثانية من بعثة النبي، وشهد غزوة بدر، وقُتل يوم أحد |         |
| 253 | حمزة بن عمرو الأسلمي              | صحابي، شهد فتح إفريقية، له رواية حديث عن النبي. |         |
| 254 | حملة بن جوية الكناني              | صحابي، شهد فتح العراق، وتولى ولاية قومس في عهد عثمان بن عفان كما تولى بيت المال بالكوفة في عهد علي بن أبي طالب. |         |
| 255 | حميضة بن النعمان                  | صحابي، ولاه عمر بن الخطاب السراة وماوالاها، ثم وجهه إلى العراق على ألف وخمسمائة فارس |         |
| 256 | حنظلة بن أبي عامر                 | صحابي، من الأنصار من بني ضبيعة من الأوس، أسلم، وخرج إلى غزوة أحد بعدما سمع النفير وهو جُنُب، فقُتل يومها، قتله شداد بن الأسود الليثي وأبو سفيان بن حرب اشتركا فيه. فقال النبي إن الملائكة غسّلته، فسُمّي غِسِّيل الملائكة. |         |
| 257 | حنظلة بن الربيع                   | صحابي، روى عن النبي، وهو من كتبة الوحي. شهد القادسية، ونزل الكوفة، وتوفي في خلافة معاوية بن أبي سفيان سنة 52 هـ، غازيًا بالقسطنطينية |         |
| 258 | حويصة بن مسعود                    | صحابي من الأنصار، شهد غزوة أحد وما بعدها من الغزوات، وله رواية عن النبي. |         |
| 259 | حويطب بن عبد العزى                | صحابي من قريش، شهد غزوة بدر ضد المسلمين، وسعى في الصلح يوم الحديبية، ثم أسلم في فتح مكة، وشهد مع النبي غزوتي حنين والطائف، وتوفي سنة 54 هـ. وله رواية عن النبي |         |

## خ
| م   | الصحابي                        | نبذة | ملاحظات |
| --- | ------------------------------ | --- | ------- |
| 1   | خارجة بن جبلة                  | صحابي، له رواية عن النبي. |         |
| 2   | خارجة بن جزي                   | صحابي، له رواية عن النبي. |         |
| 3   | خارجة بن حذافة                 | صحابي من بني عدي من قريش، شهد فتح مصر، وكان قائدًا لشرطته، قُتل بالخطأ حين صلى بالناس محل عمرو بن العاص، عندما خرج عمرو بن بكر التميمي لقتل ابن العاص لإنهاء فتنة مقتل عثمان، ولخارجة رواية عن النبي. |         |
| 4   | خارجة بن حصن الفزاري           | صحابي، أخو عيينة بن حصن، وفد على النبي، وأسلم. |         |
| 5   | خارجة بن زيد بن أبي زهير       | صحابي من بني كعب بن الخزرج بن الحارث بن الخزرج. شهد بيعة العقبة الثانية، كما شهد غزوة بدر، استشهد في غزوة أحد. |         |
| 6   | خارجة بن عقفان                 | صحابي، وفد على النبي في مرض موته. |         |
| 7   | خارجة بن عمرو الأنصاري         | صحابي من الأنصار، شهد غزوة أحد، وكان من الذين تولوا يومها عند الهزيمة. |         |
| 8   | خارجة بن عمرو الجمحي           | صحابي، له رواية حديث عن النبي. |         |
| 9   | خارجة بن النعمان               | صحابي، له رواية حديث عن النبي. |         |
| 10  | خالد أخو عرفطة                 | صحابي من الأنصار، ابن أخي حسان بن ثابت وأوس بن ثابت، بعد وفاة الأخير وكان له زوجة وابنتان، طالب خالد وأخوه بميراثهما منه، ولم تكن آيات المواريث قد أنزلت، فجاء الوحي بالآيات التي تُبيّن كيفية تقسيم المواريث. |         |
| 11  | خالد الأحدب                    | صحابي، له رواية عن النبي |         |
| 12  | خالد الأزرق                    | صحابي، سكن حمص، ومات بها. له رواية عن النبي |         |
| 13  | خالد الخزاعي                   | صحابي، له رواية عن النبي |         |
| 14  | خالد السدوسي                   | أدرك عصر النبي، كان رئيس بني بكر بن وائل في عهد عمر بن الخطاب، وشهد مع علي الجمل وصفين، وولاّه معاوية بن أبي سفيان أرمينية ومات في الطريق إليها. |         |
| 15  | خالد بن أبي جبل العدواني       | صحابي، شهد بيعة الرضوان، وسكن الطائف |         |
| 16  | خالد بن أبي خالد               | صحابي، كان من أصحاب علي بن أبي طالب |         |
| 17  | خالد بن أبي دجانة              | صحابي، كان من أصحاب علي بن أبي طالب |         |
| 18  | خالد بن أسيد بن أبي العيص      | صحابي من بني أمية بن عبد شمس، أسلم عام الفتح، وكان من المؤلفة قلوبهم |         |
| 19  | خالد بن أيمن المعافري          | مختلف في صحبته |         |
| 20  | خالد بن إساف                   | صحابي من من بني جشم بن الحارث بن الخزرج، وقيل بل هو حليف لهم من جهينة، شهد غزوة أحد، وما بعدها من المشاهد، ثم شارك في الفتح الإسلامي لفارس، استشهد في معركة القادسية، وقيل في موقعة الجسر |         |
| 21  | خالد بن إياس                   | له صحبة |         |
| 22  | خالد بن البكير                 | صحابي من السابقين إلى الإسلام، شهد غزوتي بدر وأحد، وقُتل في يوم الرجيع سنة 4 هـ |         |
| 23  | خالد بن ثابت                   | صحابي من بني ظفر من الأنصار، استشهد يوم بئر معونة |         |
| 24  | خالد بن حزام                   | صحابي من بني أسد بن عبد العزى من قريش، أخو حكيم بن حزام. أسلم قديماً، وهاجر إلى أرض الحبشة الهجرة الثانية، فنهشته حية، فمات في الطريق قبل أن يدخل إلى أرض الحبشة، فنزلت آية: ﴿وَمَنْ يُهَاجِرْ فِي سَبِيلِ اللَّهِ يَجِدْ فِي الْأَرْضِ مُرَاغَمًا كَثِيرًا وَسَعَةً وَمَنْ يَخْرُجْ مِنْ بَيْتِهِ مُهَاجِرًا إِلَى اللَّهِ وَرَسُولِهِ ثُمَّ يُدْرِكْهُ الْمَوْتُ فَقَدْ وَقَعَ أَجْرُهُ عَلَى اللَّهِ وَكَانَ اللَّهُ غَفُورًا رَحِيمًا ۝١٠٠﴾ [النساء:100] |         |
| 25  | خالد بن حكيم بن حزام           | صحابي من بني أسد بن عبد العزى من قريش، أسلم عام الفتح |         |
| 26  | خالد بن الحواري                | صحابي أصله من الحبشة |         |
| 27  | خالد بن رافع                   | مختلف في صحبته، له رواية حديث عن النبي |         |
| 28  | خالد بن رباح                   | صحابي، أخو بلال بن رباح، سكن الشام |         |
| 29  | خالد بن ربعي النهشلي           | صحابي من تميم، وفد على النبي في عام الوفود. |         |
| 30  | خالد بن زيد                    | صحابي، له رواية عن النبي. |         |
| 31  | خالد بن زيد بن جارية           | مختلف في صحبته، وهو من الأنصار، وله رواية عن النبي. |         |
| 32  | خالد بن سعد                    | صحابي، له رواية عن النبي. |         |
| 33  | خالد بن سعيد                   | صحابي من بني أمية، من السابقين إلى الإسلام، هاجر إلى الحبشة، ثم عاد عام خيبر، وشهد عمرة القضاء، وفتح مكة وغزوات حنين والطائف وتبوك، واستعمله النبي على صدقات بعض نواحي اليمن، فتوفي النبي وهو هناك. ثم شارك في فتح الشام وكان من قادة المسلمين، استشهد في اليرموك، وقيل بأجنادين. |         |
| 34  | خالد بن سنان بن أبي عبيد       | صحابي من الأنصار، شهد غزوة أحد، استشهد يوم جسر أبي عبيد. |         |
| 35  | خالد بن سيار الغفاري           | صحابي، كان سائق إبل النبي. |         |
| 36  | خالد بن الطفيل الغفاري         | مختلف في صحبته |         |
| 37  | خالد بن العاص                  | صحابي من بني مخزوم، استعمله عمر بن الخطاب وعثمان بن عفان على مكة |         |
| 38  | خالد بن عبادة الغفاري          | صحابي، شهد صلح الحديبية |         |
| 39  | خالد بن عبد العزى الخزاعي      | صحابي، نزل عليه النبي ضيفًا، فذبح له شاة |         |
| 40  | خالد بن عبد الله المدلجي       | مختلف في صحبته، له رواية عن النبي. |         |
| 41  | خالد بن عبيد الله الأسلمي      | مختلف في صحبته، له رواية عن النبي. |         |
| 42  | خالد بن عدي                    | صحابي، له رواية عن النبي. |         |
| 43  | خالد بن عرفطة                  | صحابي من بني عذرة، كان حليفًا لبني زُهرة. استخلفه سعد بن أبي وقاص على الكوفة، فسكنها |         |
| 44  | خالد بن عقبة بن أبي معيط       | صحابي من بني أمية، أسلم عام الفتح |         |
| 45  | خالد بن عمرو بن أبي كعب        | صحابي من الأنصار، عدّه ابن إسحاق فيمن شهد بيعة العقبة الثانية |         |
| 46  | خالد بن عمرو بن عدي            | صحابي من الأنصار، شهد بيعة العقبة الثانية، واختلف في شهوده غزوة بدر، حيث ذكره ابن الكلبي، ولم يذكره ابن إسحاق، ولكنه شهد غزوة أحد |         |
| 47  | خالد بن عمير                   | رجل باع للنبي رجل سراويل بمكة قبل أن يهاجر إلى المدينة |         |
| 48  | خالد بن غلاب                   | صحابي، ولاه عثمان بن عفان أصفهان، فعلم بحصاره فخرج لنصرته، فبلغه مقتله، فسار إلى منزله بالطائف، واجتنب الفتنة |         |
| 49  | خالد بن كعب                    | صحابي من الأنصار من بني مازن بن النجار، استشهد يوم بئر معونة |         |
| 50  | خالد بن اللجلاج                | مختلف في صحبته، له رواية عن النبي. |         |
| 51  | خالد بن مالك النهشلي           | صحابي من تميم، وفد على النبي. |         |
| 52  | خالد بن معبد الحدلي            | مختلف في صحبته |         |
| 53  | خالد بن مغيث                   | صحابي، له رواية عن النبي. |         |
| 54  | خالد بن نافع                   | صحابي، شهد بيعة الرضوان، له رواية عن النبي |         |
| 55  | خالد بن هشام بن المغيرة        | أخو أبو جهل، أُسر يوم بدر، وقيل أسلم عام الفتح، وإنه معدود في المؤلفة قلوبهم. |         |
| 56  | خالد بن هوذة القشيري           | صحابي، وفد على النبي، وهو من المؤلفة قلوبهم |         |
| 57  | خالد بن الوليد                 | صحابي، وقائد عسكري مسلم، لقّبه النبي بسيف الله المسلول. اشتهر بحسن تخطيطه العسكري وبراعته في قيادة جيوش المسلمين، وهو أحد قادة الجيوش القلائل في التاريخ الذين لم يهزموا في معركة طوال حياتهم. شارك خالد ضد المسلمين في غزوتي أحد والخندق، وأسلم بعد صلح الحديبية، وشهد غزوة مؤتة، وأنقذ جيش المسلمين يومها، كما شهد فتح مكة، كان من أبرز قادة حروب الردة وفتوح العراق والشام. عزله عمر بن الخطاب من قيادة الجيوش لأنه خاف أن يفتتن الناس به، وتوفي في حمص سنة 21 هـ. |         |
| 58  | خالد بن الوليد الأنصاري        | ذكره ابن الكلبي وغيره فيمن شهد مع علي صفين من الصحابة |         |
| 59  | خالد بن يزيد                   | صحابي، ابن أخي زيد بن حارثة، له رواية عن النبي. |         |
| 60  | خالد بن يزيد المزني            | صحابي، له رواية عن النبي. |         |
| 61  | خباب أبو السائب                | صحابي، له رواية عن النبي |         |
| 62  | خباب الخزاعي                   | صحابي، له رواية عن النبي. |         |
| 63  | خباب بن الأرت                  | صحابي، من السابقين إلى الإسلام، وكان من المستضعفين الذين عُذّبوا ليتركوا الإسلام. سُبي صغيرًا من قبيلته تميم، وبيع في مكة فاشترته أم أنمار الخزاعية التي كانت حليفة بني زُهرة من قريش. ثم هاجر إلى المدينة المنورة، وشهد مع النبي المشاهد كلها، ثم انتقل أواخر حياته إلى الكوفة، فمات بها، ودُفن هناك سنة 37 هـ. |         |
| 64  | خباب بن قيظي                   | صحابي من الأنصار، استشهد يوم أحد |         |
| 65  | خباب مولى عتبة                 | صحابي، كان هو ومولاه عتبة بن غزوان حُلفاء لبني نوفل بن عبد مناف في الجاهلية. هاجر خبيب إلى المدينة المنورة، وشهد المشاهد كلها، وتوفي في المدينة المنورة، سنة 19 هـ |         |
| 66  | خباب والد عطاء                 | أدرك النبي، وروى عن أبي بكر الصديق |         |
| 67  | خبيب أبو عبد الله              | صحابي، له رواية عن النبي. |         |
| 68  | خبيب بن إساف                   | صحابي من بني جشم بن الحارث بن الخزرج، أسلم والنبي في طريقه إلى غزوة بدر، فشهدها معه، وهو الذي قتل أمية بن خلف يومها، ثم شهد معه باقي المشاهد كلها، وتوفي في خلافة عثمان بن عفان. |         |
| 69  | خبيب بن الحارث                 | له صحبة |         |
| 70  | خبيب بن عدي                    | صحابي من بني جحجبا بن كلفة من الأوس، قيل شهد غزوة بدر، وشهد غزوة أحد، وأُسر في سرية بئر معونة، فبيع إلى أناس من مكة، فأخذه أبو سروعة عقبة بن الحارث ليقتُله بأبيه الذي قُتل في بدر. فخرج به إلى التنعيم، ثم استأذنهم في صلاة ركعتين قبل أن يقتلوه، فأذنوا له، فكان أول من استنّ سُنّة الصلاة قبل القتل صبرًا. |         |
| 71  | خبيب جد معاذ                   | صحابي، له رواية عن النبي |         |
| 72  | خداش بن أبي خداش المكي         | له صحبة |         |
| 73  | خداش بن بشير                   | من قريش من بني عامر، يزعم بنو عامر أنه قاتل مسيلمة الكذاب |         |
| 74  | خداش بن سلامة                  | صحابي، له رواية عن النبي |         |
| 75  | خداش بن قتادة                  | صحابي من الأنصار من بني عبيد بن زيد من الأوس، قال ابن الكلبي أنه شهد غزوة بدر، بينما لم يذكره ابن إسحاق فيمن شهدها من بني عبيد بن زيد بن مالك. استشهد خداش في غزوة أحد. |         |
| 76  | خذام بن وديعة                  | صحابي من الأنصار، نزل عليه عثمان بن عفان لما هاجر إلى المدينة. |         |
| 77  | خراش الكليبي                   | له صحبة |         |
| 78  | خراش بن أمية                   | صحابي، شهد صلح الحديبية وخيبر وما بعدهما من المشاهد. بعثه النبي في الحديبية إلى مكة، فآذته قريش وعقرت جمله وأرادت قتله، فمنعته الأحابيش، فعاد إلى النبي، فحينئذ بعث النبي عثمان بن عفان. وخراش هو الذي حلق رأس النبي يوم الحديبية. توفي في آخر خلافة معاوية |         |
| 79  | خراش بن حارثة                  | صحابي شهد بيعة الرضوان |         |
| 80  | خراش بن الصمة                  | صحابي من الأنصار من بني حرام بن كعب من الخزرج، شهد غزوة بدر، وكان معه يومها فرسين. كما شهد غزوة أحد وأصيب يومها بأحد عشر جُرحًا، وكان من الرُماة المهرة |         |
| 81  | خراش بن مالك                   | صحابي له رواية عن النبي |         |
| 82  | الخرباق السلمي                 | صحابي له رواية عن النبي |         |
| 83  | خرشة بن الحارث المرادي         | صحابي، وفد على النبي، وشهد فتح مصر |         |
| 84  | خرشة بن الحر                   | كان يتيمًا نشأ في حجر عمر بن الخطاب، روى عن عمر وأبي ذر وعبد الله بن سلام، روى عنه جماعة من التابعين منهم ربعي بن حراش والمسيب بن رافع وأبو زرعة بن عمرو بن جرير. وله رواية حديث عن النبي في الإمساك عن الفتنة. |         |
| 85  | الخريت بن راشد الناجي          | صحابي، لقي النبي بين مكة والمدينة، في وفد بني سامة بن لؤي، وشهد موقعة الجمل مع طلحة والزبير، ثم صحب علي بن أبي طالب، فلما كانت وقعة التحكيم، خرج على علي، ولجأ إلى بلاد فارس، واجتمع معه كثير من العرب والنصارى الذين كانوا تحت الجزية، فأرسل علي لهم جيشًا هزمه، وقُتل الخريت. |         |
| 86  | خريم بن أوس الطائي             | صحابي، لقي النبي بعد غزوة تبوك، وشهد حروب الردة وفتح العراق مع خالد بن الوليد |         |
| 87  | خريم بن أيمن                   | صحابي، له رواية عن النبي |         |
| 88  | خريم بن فاتك الأسدي            | صحابي، قيل شهد غزوة بدر، وله رواية عن النبي |         |
| 89  | خزاعي بن أسود الأسلمي          | صحابي، حليف الأنصار، كان ممن سار إلى قتل أبي رافع اليهودي |         |
| 90  | خزاعي بن عبد نهم المُزني        | صحابي، كان حاجبًا لصنم لمزينة اسمه نهم، فكسر الصنم، ولحق بالنبي، فأسلم. ودفع النبي إليه لواء مزينة يوم الفتح، وكانوا ألف رجل، وكان على قبض مغانم النبي. |         |
| 91  | خزامة بن يعمر الليثي           | له صحبة |         |
| 92  | الخزرج أبو الحارث              | صحابي، له رواية عن النبي |         |
| 93  | خزيمة بن أوس                   | صحابي من الأنصار من بني غنم بن مالك بن النجار من الخزرج، شهد المشاهد كلها، ثم شارك في الفتح الإسلامي لفارس، استشهد في موقعة الجسر. |         |
| 94  | خزيمة بن ثابت                  | صحابي من الأنصار من بني خطمة، ذو الشهادتين، تولى كسر أصنام بني خطمة مع عمير بن عدي، شهد بعض غزوات النبي، وكان مع علي في حروبه، وقُتل في صفين سنة 37 هـ. |         |
| 95  | خزيمة بن جزي                   | صحابي من بني عبد القيس وقيل من سليم، له رواية عن النبي. |         |
| 96  | خزيمة بن جهم                   | صحابي من قريش من بني عبد الدار، من السابقين إلى الإسلام، هاجر إلى الحبشة الهجرة الثانية، ثم إلى المدينة سنة 7 هـ |         |
| 97  | خزيمة بن الحارث                | صحابي، سكن مصر |         |
| 98  | خزيمة بن خزمة                  | صحابي من بني غنم بن عوف من الخزرج، شهد مع النبي غزوة أحد، وما بعدها من المشاهد. |         |
| 99  | خزيمة بن عاصم العكلي           | صحابي، وفد على النبي بإسلام قومه، فمسح النبي وجهه، وجعله على صدقات قومه. |         |
| 100 | خزيمة بن معمر                  | صحابي، له رواية عن النبي. |         |
| 101 | الخشخاش بن الحارث العنبري      | صحابي، وفد على النبي، وهو من المؤلفة قلوبهم |         |
| 102 | خشرم بن الحباب بن المنذر       | صحابي من الأنصار، شهد بيعة الرضوان |         |
| 103 | خصفة                           | صحابي، له رواية عن النبي |         |
| 104 | خطاب بن الحارث                 | صحابي من قريش من بني جُمح، من السابقين الأولين في الإسلام. هاجر إلى أرض الحبشة، وتوفي هناك |         |
| 105 | خفاف بن إيماء الغفاري          | صحابي، شهد بيعة الرضوان، له رواية عن النبي |         |
| 106 | خفاف بن ندبة السلمي            | صحابي، كان شاعرًا مشهورًا بالشعر، ومن فرسان العرب الأشداء، شهد فتح مكة، وكان معه لواء بني سليم، وشهد حنينًا والطائف، وكان ممن ثبت على إسلامه في الردة، وتوفي في خلافة عمر بن الخطاب. |         |
| 107 | خفاف بن نضلة الثقفي            | صحابي، وفد على النبي. |         |
| 108 | خفشيش الكندي                   | صحابي، له رواية عن النبي |         |
| 109 | خلاد أبو عبد الرحمن الأنصاري   | صحابي، له رواية حديث عن النبي |         |
| 110 | خلاد الزرقي                    | صحابي، له رواية حديث عن النبي |         |
| 111 | خلاد بن السائب                 | صحابي من الأنصار، من رواة الحديث النبوي |         |
| 112 | خلاد بن سويد                   | صحابي من الأنصار من بني كعب بن الخزرج بن الحارث بن الخزرج، شهد بيعة العقبة الثانية، كما شهد غزوات بدر وأحد والخندق، استشهد في غزوة بني قريظة رمته امرأة من بني قريظة بحجر من فوق الحصن، فقتلته. |         |
| 113 | خلدة الأنصاري                  | صحابي، له رواية حديث عن النبي |         |
| 114 | خلف والد الأسود                | صحابي، له رواية حديث عن النبي |         |
| 115 | خليفة بن بشر                   | مختلف في صحبته، له رواية حديث عن النبي |         |
| 116 | خمام بن الحارث                 | صحابي، وفد على النبي في وفد بني بكر بن وائل |         |
| 117 | خميصة بن أبان الحداني          | صحابي، نعى النبي إلى أهل عُمان |         |
| 118 | خنافر بن التوأم                | كان كاهنًا من كهان حمير، ثم أسلم على يد معاذ بن جبل باليمن |         |
| 119 | خنيس الغفاري                   | صحابي، له رواية حديث عن النبي |         |
| 120 | خنيس بن حذافة                  | صحابي من قريش من بني سهم، من السابقين إلى الإسلام، هاجر إلى الحبشة الهجرة الثانية. ثم إلى المدينة وشهد غزوتي بدر وأحد، وتوفي سنة 3 هـ في المدينة المنورة متأثرًا بجراح أصيب بها في غزوة أحد، وكان زوجًا لحفصة بنت عمر التي تزوجها النبي بعد وفاة خنيس. |         |
| 121 | خنيس بن خالد الخزاعي           | صحابي، استشهد يوم فتح مكة |         |
| 122 | خوات بن جبير                   | صحابي من بني ثعلبة بن عمرو بن عوف من الأوس. شهد المشاهد كلها، وتوفي سنة 40 هـ |         |
| 123 | خوط الأنصاري                   | صحابي، له رواية حديث عن النبي |         |
| 124 | خوط بن عبد العزى               | صحابي، له رواية حديث عن النبي |         |
| 125 | خولي بن أبي خولي               | صحابي كان حليفًا للخطاب بن نفيل العدوي في الجاهلية، أسلم وقيل هاجر إلى الحبشة الهجرة الثانية، ثم إلى المدينة المنورة، وشهد المشاهد كلها، وتوفي في خلافة عمر بن الخطاب. |         |
| 126 | خويلد الضمري                   | صحابي، أدرك النبي ورأى أبا سفيان في عير بدر |         |
| 127 | خويلد بن خالد الخزاعي          | أخو أم معبد، مختلف في صحبته |         |
| 128 | خويلد بن خالد الهذلي           | صحابي، كان من شعراء الجاهلية، وفد على النبي، وشهد فتح إفريقية، وتوفي في طريق عودته منها سنة 26 هـ. |         |
| 129 | أبو شريح خويلد بن عمرو الخزاعي | صحابي، أسلم قبل الفتح، وسكن المدينة، توفي في المدينة سنة 68 هـ، اختلف في اسمه: وقيل اسمه هانئ، وقيل: كعب. واشتهر بكنيته: أبو شريح الخزاعي. |         |
| 130 | خويلد بن عمرو السلمي           | صحابي من الأنصار من بني سلمة من الخزرج، ذكره محمد بن عبيد الله بن أبي رافع في أصحاب علي، وقال إنه شهد غزوة بدر، إلا أن ابن إسحاق لم يذكره فيمن شهدها من بني سلمة. |         |
| 131 | الخيبري بن النعمان الطائي      | صحابي، له رواية حديث عن النبي |         |
| 132 | خيثمة بن الحارث                | صحابي من الأنصار من بني غنم بن السلم من الأوس، استشهد يوم أحد. |         |
| 133 | خير                            | صحابي، أسلم في عهد النبي، وذهب إليه |         |

## د
| م | الصحابي              | نبذة | ملاحظات |
| - | -------------------- | --- | ------- |
| 1 | دحية بن خليفة الكلبي | صحابي، كان حليفًا للأنصار، جميل الوجه، وكان جبريل يتمثل في صورته، شهد غزوة أحد وما بعدها، أرسله النبي إلى الإمبراطور البيزنطي هرقل، عاش إلى خلافة معاوية بن أبي سفيان. |         |

## ذ
| م | الصحابي                         | نبذة | ملاحظات |
| - | ------------------------------- | --- | ------- |
| 1 | ذابل بن الطفيل بن عمرو          | صحابي من بني دوس، ابن الطفيل بن عمرو الدوسي، له رواية حديث عن النبي. |         |
| 2 | ذكوان بن عبد قيس                | صحابي من بني زريق من الخزرج، خرج إلى مكة هو وأسعد بن زرارة يتنافران إلى عتبة بن ربيعة، فلقيا النبي، فاستمعا إليه، فأسلما ورجعا إلى يثرب، فكانا أول من أسلم من الأنصار، ثم شهد العقبتين، ولحق بالنبي، فأقام معه بمكة، ولما هاجر إلى المدينة، هاجر ذكوان، وشهد غزوة بدر، ثم استشهد في غزوة أحد، قتله يومها أبو الحكم بن الأخنس بن شريق. |         |
| 3 | ذو الشمالين بن عبد عمرو         | صحابي من خزاعة، كان حليفًا لبني زهرة، أسلم في مكة، وهاجر إلى المدينة، وشهد غزوة بدر، واستشهد بها. |         |
| 4 | ذو الكلاع الحميري               | مختلف في صحبته، كان زعيم قومه، أسلم أيام النبي، وقُتل مع معاوية يوم صفين. |         |
| 5 | ذو البجادين عبد الله بن عبد نهم | صحابي من الطبقة الثانية من المهاجرين، شهد غزوة تبوك، واشتهر بدفن الرسول له ودعاءه له :«اللهم إني أمسيت عنه راضياً فارض عنه». |         |

## ر
| م  | الصحابي                | نبذة | ملاحظات |
| -- | ---------------------- | --- | ------- |
| 1  | رافع بن خديج           | صحابي من الأنصار، وأحد رواة الحديث النبوي. شهد مع النبي المشاهد كلها بعد بدر، وعمّر حتى توفي في المدينة المنورة في خلافة ابن الزبير. |         |
| 2  | رافع بن مالك           | صحابي من بني زريق من الخزرج، قيل كان هو ومعاذ بن الحارث أول من أسلما من الأنصار، ولكن المؤكد أنه كان أحد الستة الذين لقوا النبي في مكة في السنة قبل بيعة العقبة الأولى، وأنه شهد بيعتي العقبة، وكان أحد النقباء الاثنا عشر عن بني زريق. كما اختُلفوا في شهوده غزوة بدر مع النبي حيث ذكره موسى بن عقبة فيمن شهدها، ولم يذكره ابن إسحاق. وقد شهد رافع غزوة أحد، وفيها استشهد. |         |
| 3  | رافع بن المعلى         | صحابي من الأنصار من بني حبيب بن عبد حارثة من الخزرج، شهد غزوة بدر، واستشهد فيها، قتله عكرمة بن أبي جهل. |         |
| 4  | رافع بن مكيث الجهني    | صحابي، شهد الحديبية، وفتح مكة، وله رواية حديث عن النبي. |         |
| 5  | الربيع بن زياد الحارثي | صحابي، شهد فتح العراق وفارس، وتولى سجستان. |         |
| 6  | ربيعة بن الحارث        | صحابي، وابن عم للنبي. تأخر إسلامه إلى السنة الخامسة للهجرة، وشهد فتح مكة، وغزوتي حنين والطائف، وتوفي في خلافة عمر بن الخطاب في المدينة المنورة. |         |
| 7  | رفاعة بن رافع بن مالك  | صحابي من بني زريق من الخزرج، شهد بيعة العقبة الثانية، والمشاهد كلها. كما شهد وقعتي الجمل وصفين مع علي بن أبي طالب، وتوفي في أول خلافة معاوية بن أبي سفيان. |         |
| 8  | رفاعة بن عبد المنذر    | صحابي من الأنصار من بني أمية بن زيد من الأوس، شهد بيعة العقبة الثانية. وبعد الهجرة شهد رفاعة بدرًا وأحدًا التي استشهد فيها سنة 3 هـ. اختلف المؤرخون حول شخص رفاعة، فقال أبو نعيم الأصبهاني إن رفاعة وأبو لبابة شخص واحد، بينما فرّق بينهما ابن منده وابن سعد وابن إسحاق وابن الكلبي.                                                                                          |         |
| 9  | رفاعة بن عمرو بن زيد   | صحابي من الأنصار، شهد بيعة العقبة الثانية، وشهد غزوة بدر، استشهد في غزوة أحد. |         |
| 10 | رفاعة بن قرظة القرظي   | صحابي من بني قريظة، وقع في السبي وهو صغير في غزوة بني قريظة، فأسلم |         |
| 11 | ركانة بن عبد يزيد      | صحابي من بني هاشم بن المطلب بن عبد مناف، كان مشهورًا بقوته في المصارعة، غلبه النبي قبل الإسلام في المصارعة. أسلم عام الفتح، وتوفي بالمدينة في خلافة معاوية بن أبي سفيان سنة 42 هـ. |         |
| 12 | روح الغامدي            | صحابي، له رواية حديث عن النبي. |         |
| 13 | رويفع بن ثابت          | صحابي من الأنصار، شهد غزوة خيبر، وفتوح الشام، وإفريقية، وتولى برقة حتى وفاته سنة 56 هـ. |         |

## ز
| م  | الصحابي                | نبذة | ملاحظات |
| -- | ---------------------- | --- | ------- |
| 1  | زائدة بن حوالة العنزي  | صحابي، له رواية حديث عن النبي. |         |
| 2  | زاهر بن حرام           | صحابي من بني أشجع من غطفان، وكان يسكن البادية فإذا أتى النبي لا يأتيه إلا بطرفةٍ فقال النبي: «إن لكل حاضرة بادية، وبادية آل محمد زاهر بن حرام». |         |
| 3  | الزبرقان بن بدر        | صحابي، كان من سادات تميم في الجاهلية والإسلام، وفد على النبي في عام الوفود، وتولى صدقات قومه في عهد أبي بكر وعمر. |         |
| 4  | زبيب بن ثعلبة التميمي  | صحابي، أسلم عام الوفود مع قومه بني العنبر من بني تميم، وكان ينزل في البادية على الطريق بين مكة والبصرة وقد روى عنه ابنه عبد الله بن زبيب وروى حديثًا حسنًا واحدًا. |         |
| 5  | الزبير بن العوام       | صحابي، ابن عمة النبي صفية بنت عبد المطلب، وأحد العشرة المبشرين بالجنة، ومن السابقين إلى الإسلام، يُلقب بحواري رسول الله؛ وأحد الستة أصحاب الشورى الذين اختارهم عمر بن الخطاب ليختاروا الخليفة من بعده، وأبو عبد الله بن الزبير الذي بُويع بالخلافة، وزوج أسماء بنت أبي بكر. هاجر الزبير إلى الحبشة في الهجرة الأولى، وهاجر إلى المدينة المنورة، وشهد المشاهد كلها، وكان قائد الميمنة يوم بدر، وحامل إحدى رايات المهاجرين الثلاث في فتح مكة، ثم شارك في فتح مصر. وبعد مقتل عثمان بن عفان خرج إلى البصرة مطالبًا بالقصاص من قتلة عثمان، فقتله عمرو بن جرموز عقب موقعة الجمل سنة 36 هـ، واستأذن ابن جرموز على علي بالدخول فروى علي حديثًا عن النبي: «بشّرْ قاتل ابن صفية بالنار». |         |
| 6  | زهرة بن الحوية التميمي | صحابي، وفد على النبي، وشهد فتوح العراق وفارس، وسكن الكوفة، وقُتل في الجيش الذي بعثه الحجاج بن يوسف الثقفي لقتال شبيب الخارجي. |         |
| 7  | زياد بن لبيد           | صحابي من الأنصار، شهد بيعة العقبة الثانية، وشهد المشاهد كلها، استمعله النبي على حضرموت، وشارك في حروب الردة، وتوفي في أول خلافة معاوية سنة 41 هـ |         |
| 8  | زيد الخير              | صحابي، كان سيد طيء في الجاهلية، ووفد على النبي محمد، فأسلم |         |
| 9  | زيد بن أرقم            | صحابي من الأنصار، شهد مع النبي 19 غزوة، وشهد صفين مع علي، وله رواية حديث عن النبي. |         |
| 10 | زيد بن ثابت            | صحابي من الأنصار، كان من كتبة الوحي، وممن جمعوا القرآن، وهو أحد رواة الحديث النبوي، ومفتي المدينة في زمانه، وقد شهد مع النبي بعض غزواته، وتوفي في خلافة معاوية |         |
| 11 | زيد بن حارثة           | صحابي وقائد عسكري مسلم، كان مولى النبي، وكان النبي قد تبناه قبل بعثته، وهو أول الموالي إسلامًا، ومن السابقين الأولين للإسلام، والوحيد من بين أصحاب النبي الذي ذُكر اسمه في القرآن. شهد زيد العديد من غزوات النبي، كما بعثه قائدًا على عدد من السرايا. استشهد زيد في غزوة مؤتة وهو قائد جيش المسلمين أمام جيش من البيزنطيين والغساسنة يفوق المسلمين عددًا. |         |
| 12 | زيد بن خالد الجهني     | صحابي شهد الحديبية، وكان معه لواء جهينة يوم الفتح، وأحد رواة الحديث النبوي |         |
| 13 | زيد بن الخطاب          | صحابي من السابقين إلى الإسلام، وهو أخو الخليفة الثاني عمر بن الخطاب لأبيه. هاجر زيد إلى المدينة المنورة، وشهد المشاهد كلها. وبعد وفاة النبي شارك في حروب الردة، وقُتل في معركة اليمامة. |         |
| 14 | زيد بن الدَّثِنَة          | صحابي من الأنصار، شهد غزوتي بدر وأحد، وأُسر في يوم الرجيع، وقتله صفوان بن أمية بأبيه. |         |
| 15 | زيد بن سعنة            | صحابي، كان من أحبار يهود، أسلم وشهد مع النبي بعض المشاهد، ومات في طريق العودة من غزوة تبوك. |         |
| 16 | زيد بن صوحان           | مختلف في صحبته، أسلم في عهد النبي، وشهد موقعة الجمل مع علي بن أبي طالب. |         |

## س
| م  | الصحابي                     | نبذة | ملاحظات |
| -- | --------------------------- | --- | ------- |
| 1  | السائب بن الحارث بن قيس     | صحابي قُرشيٌّ من بني سهم، كان من السابقين الأولين، وكان ممن هاجر الهجرة الثانية إلى الحبشة، قيل استشهد في غزوة الطائف، وقيل في فتح الشام في معركة فحل |         |
| 2  | السائب بن عثمان بن مظعون    | صحابي قُرشيٌّ من بني جمح، كان من السابقين الأولين، هاجر إلى المدينة، وشهد المشاهد كلها، استشهد في معركة اليمامة |         |
| 3  | السائب بن العوام            | صحابي قُرشيٌّ من بني أسد بن عبد العزى، ابن عمة النبي، هاجر إلى المدينة، وشهد المشاهد كلها بعد غزوة بدر، استشهد في معركة اليمامة |         |
| 4  | سارية بن زنيم               | صحابي من بني الدئل، وفد على النبي، وشهد فتح العراق وفارس وكان من قادته، وهو الذي ناداه عمر وهو على المنبر في المدينة: «يا سارية، الجبل، الجبل» |         |
| 5  | سالم بن عمير                | صحابي من بني ثعلبة بن عمرو بن عوف من الأوس من الأنصار، شهد بيعة العقبة والمشاهد كلها، وهو من قام بقتل أبا عفك اليهودي، وهو أحد البكائين السبعة الذين لم يجدوا مالاً للمشاركة في غزوة تبوك، وكان من فقراء المسلمين ذكره أبو نعيم الأصبهاني في كتابه حلية الأولياء وطبقات الأصفياء في أهل الصفة. توفي سالم بن عمير في خلافة معاوية بن أبي سفيان |         |
| 6  | سالم مولى أبي حذيفة         | صحابي كان مولى لأبي حذيفة بن عتبة، أسلم بمكة، ثم هاجر إلى المدينة، وشهد المشاهد كلها، وكان من بين القرآء الذين استشهدوا يوم اليمامة |         |
| 7  | سباع بن عرفطة الغفاري       | صحابي، هاجر إلى المدينة، واستعمله النبي على المدينة حين خرج إلى خيبر وكذلك إلى دومة الجندل |         |
| 8  | سحبان وائل                  | من بني وائل من باهلة، أسلم في زمن النبي ولم يلقه، وكان من بين رواد بلاط معاوية في دمشق، يُضرب به المثل في الفصاحة، فيقال: أفصح من سحبان وائل |         |
| 9  | سُراقة بن عمرو الأنصاري      | صحابي، شهد غزوات بدر وأحد والخندق وخيبر، وصلح الحديبية، وعمرة القضاء، واستشهد في مؤتة |         |
| 10 | سراقة بن عمرو               | مذكور في الصحابة، شهد فتح فارس، وكان لقبه ذو النّور. وأحدَ الأمراء بالفتوح، وولاه عمر بن الخطاب غزو الباب في داغستان اليوم، وجعل على مقدمته عبد الرحمن بن ربيعة الباهلي، وقاد سُراقة إحدى الحملات على أرمينيا وصالح سكانها، ومات فيها، فاستخلف عبد الرحمن بعده فأَقرّه عمر على عمله هناك. |         |
| 11 | سراقة بن مالك المدلجي       | صحابي، أحد أشراف قبيلة كنانة، هو الذي لحق بالنبي في هجرته طلبًا لجائزة قريش، ففشل ووعده النبي بسواري كسرى ومِنْطَقَتَه وتاجه، فلما فُتحت المدائن، دفع عمر بن الخطاب تلك الأشياء إلى سراقة |         |
| 12 | سعد القرظ                   | اسمه سعد بن عائذ، كان مولى عمار بن ياسر، اتَّجَرَ بالقرظ وهو ما يدبغ به، فأصبح يُعرف بسعد القرظ، كان مؤذن مسجد قباء على عهد النبي، وفي عهد أبي بكر، أصبح مؤذناً في المسجد النبوي في المدينة، وتوفي في ولاية الحجاج بن يوسف الثقفي على المدينة |         |
| 13 | سعد بن أبي ذباب الدوسي      | صحابي، وفد على النبي، فاستعمله على قومه، وله رواية حديث عن النبي في زكاة العسل |         |
| 14 | سعد بن أبي وقاص             | صحابي، أحد العشرة المبشرين بالجنة، ومن السابقين الأولين إلى الإسلام، وهو أوّل من رمى بسهمٍ في سبيل الله، وأحد الستة أصحاب الشورى الذين اختارهم عمر بن الخطاب ليختاروا الخليفة من بعده. هاجر إلى المدينة، وشهد المشاهد كلها، وكانت معه يوم فتح مكة إِحدى رايات المهاجرين الثلاث. استعمله عمر بن الخطاب على الجيوش التي سَيَّرها لقتال الفرس، فانتصر عليهم في معركة القادسية، وفتح مدائن كسرى بالعراق، وهو أول ولاة الكوفة بعد إنشائها سنة 17 هـ. اعتزل سعد الفتنة بين علي ومعاوية، وتوفى في سنة 55 هـ بالعقيق ودُفن بالمدينة، وكان آخر المهاجرين وفاة |         |
| 15 | سعد بن خولة                 | صحابي، من السابقين إلى الإسلام، هاجر إلى الحبشة ثم إلى المدينة، وشهد غزوات بدر وأحد والخندق وصلح الحديبية مع النبي، ثم عاد إلى مكة، فمات بها قبل الفتح |         |
| 16 | سعد بن خيثمة                | صحابي، من الأنصار من بني غنم بن السلم من الأوس، بايع النبي بيعة العقبة الثانية، وكان أحد نقباء الأنصار الإثنا عشر. لما هاجر المهاجرون كان سعد ممن يستضيفونهم في بيوتهم، ولما هاجر النبي اتخذ من داره مقرًا يجلس فيه للناس يعلمهم دينهم. شهد سعد غزوة بدر سنة 2 هـ، واستشهد فيها |         |
| 17 | سعد بن الربيع               | صحابي، من بني كعب بن الخزرج بن الحارث بن الخزرج. شهد بيعة العقبة الثانية، وكان أحد نقباء الأنصار يومها. وشهد مع النبي غزوتي بدر وأحد، استشهد يوم أحد |         |
| 18 | سعد بن زيد الأشهلي          | صحابي، من الأنصار من بني عبد الأشهل، اختلف المؤرخون في شهوده بيعة العقبة، فقال الواقدي أنه شهد بيعة العقبة الثانية، ولم يُثبت موسى بن عقبة وابن إسحاق وأبو معشر البلخي ذلك. وبعد الهجرة النبوية شهد المشاهد كلها، كما أرسله النبي إلى نجدٍ بسبايا من سبايا غزوة بني قريظة ليشتري بها خيلاً وسلاحًا. اختاره النبي أيضًا لقيادة السرية التي بعثها لهدم صنم مناة بالمشلل، في رمضان سنة 8 هـ |         |
| 19 | سعد بن عبادة                | صحابي، من الأنصار من أولهم إسلامًا، وكان زعيمًا للخزرج في الجاهلية، وهو الذي رشحته الأنصار للخلافة يوم السقيفة قبل الاستقرار على أبي بكر |         |
| 20 | سعد بن عبيد                 | صحابي، من الأنصار من بني أمية بن زيد من الأوس، شهد المشاهد كلها، ثم شهد فتح العراق وفارس، استشهد يوم القادسية. وكان من حفظة القرآن، ويؤمّ المصلين في مسجد قباء في زمن النبي وخليفتيه أبي بكر الصديق وعمر بن الخطاب. وقال ابن منده أن سعد بن عبيد كان أحد الأربعة الذين جمعوا القرآن على عهد النبي من الأنصار، وكذلك قال موسى بن عقبة الذي زاد بأن سعد بن عبيد هو أبو زيد الذي ذُكر فيمن جمع القرآن |         |
| 21 | سعد بن معاذ                 | صحابي، كان سيد الأوس في المدينة قبل الهجرة النبوية. أسلم على يد مصعب بن عمير رسول النبي إلى يثرب ليعلم أهلها دينهم، فأسلم بإسلامه بنو عبد الأشهل كلهم. بعد هجرة النبي شهد سعد غزوات بدر وأحد والخندق التي أصيب فيها إصابة بليغة. ولما حاصر النبي بني قريظة، قبلوا بالاستسلام على أن يُحكَّمْ فيهم سعد بن معاذ، فحُمل إليهم وهو جريح، فحكم بتقتيلهم، واغتنام أموالهم، وسبي ذراريهم. وبعد غزوة بني قريظة، انتقض جرح سعد، ولم يلبث إلا يسيرًا ومات |         |
| 21 | سعيد بن الحارث بن قيس       | صحابي من قريش من بني سهم، هاجر إلى الحبشة الهجرة الثانية، ثم شارك في فتح الشام، استشهد يوم اليرموك |         |
| 22 | سعيد بن زيد                 | صحابي، أحد العشرة المبشرين بالجنة، ومن السابقين الأولين إلى الإسلام، كان أبوه زيد بن عمرو بن نفيل من الأحناف في الجاهلية؛ فلا يعبد إلا الله ولا يسجد للأصنام، وهو ابن عم عمر بن الخطاب. كان سعيد من المهاجرين الأولين، وشهد المشاهد كلها، ثم شهد فتح الشام، وولاه أبو عبيدة بن الجراح على دمشق، فكان أول والٍ لها من المسلمين، وتُوُفي بالعقيق سنة 51 هـ |         |
| 23 | سعيد بن العاص               | صحابي من بني أمية، من صغار الصحابة، ولي الكوفة في عهد عثمان بن عفان، ثم شارك في فتح فارس، ثم اعتزل الفتنة، وأقام بمكة، ثم ولاه معاوية على المدينة سنة 42 هـ، وتوفي بالمدينة سنة 59 هـ، وله رواية حديث عن بعض الصحابة |         |
| 24 | سعيد بن عامر الجمحي         | صحابي من قريش من بني جمح، أسلم قبل خيبر، وشهد غزوة خيبر وما بعدها من المشاهد، ثم ولاه عمر بن الخطاب حمص بعد الفتح، وتوفي سنة 20 هـ |         |
| 25 | سعيد بن عبد قيس             | صحابي من قريش من بني الحارث بن فهر، هاجر إلى الحبشة الهجرة الثانية، ثم هاجر إلى المدينة بعد غزوة خيبر |         |
| 26 | سفيان بن أبي زهير الأزدي    | صحابي، له رواية حديث عن النبي |         |
| 27 | سفيان بن عبد الله الثقفي    | صحابي، وفد على النبي، واستعمله عمر على صدقات الطائف، وله رواية حديث عن النبي |         |
| 28 | سفيان بن معمر               | صحابي، من الخزرج، سكن مكة قبل الإسلام، وتبناه معمر بن حبيب الجمحي، وأسلم وهاجر إلى الحبشة، ثم إلى المدينة، وتوفي في خلافة عمر بن الخطاب |         |
| 29 | سفينة مولى النبي محمد       | صحابي، كان مولىً لأم سلمة، فأعتقته، وخدم النبي وله رواية أحاديث عن النبي، وتوفي في المدينة في ولاية الحجاج عليها |         |
| 30 | السكران بن عمرو             | صحابي من قريش من بني عامر، أخو سهيل بن عمرو، أسلم قديمًا، وهاجر إلى الحبشة، ومات بها، وهو زوج سودة بنت زمعة التي تزوجها النبي بعد ذلك |         |
| 31 | سلكان بن سلامة              | صحابي من الأنصار، شهد غزوة أحد، شهد المشاهد كلها، وكان ممن شارك في قتل كعب بن الأشرف، قُتل في موقعة الجسر مع أبي عبيد الثقفي في خلافة عمر بن الخطاب سنة 13 هـ |         |
| 32 | سلمان الفارسي               | صحابي ومولى للنبي، وأحد رواة الحديث النبوي، وهو أول الفرس إسلامًا؛ أصله من بلاد فارس، ترك أهله وبلده سعيًا وراء معرفة الدين الحق؛ فانتقل بين البلدان ليصحب الرجال الصالحين من القساوسة، إلى أن وصف له أحدهم ظهور نبي في بلاد العرب، ووصف له علامات ليتحقق منه. اتفق سلمان مع قوم من بني كلب لينقلوه إلى بلاد العرب، فغدروا به وباعوه إلى يهودي من وادي القرى، ثم اشتراه يهودي آخر من يثرب من بني قريظة، ورحل به إلى بلده. وعندما هاجر النبي إلى المدينة سمع به سلمان، فسارع ليتحقق من العلامات، فأيقن أنه النبي الذي يبحث عنه. فأسلم، وأعانه النبي وأصحابه على مُكاتبة مالكه اليهودي حتى أُعتق. بعد عتقه شهد سلمان مع النبي غزوة الخندق، وهو الذي أشار على النبي بحفر الخندق لحماية المدينة من قريشٍ وحلفائها، ثم شهد معه باقي المشاهد. وبعد وفاة النبي شهد سلمان الفتح الإسلامي لفارس، وتولى إمارة المدائن في خلافة عمر بن الخطاب إلى أن توفي في خلافة عثمان بن عفان |         |
| 33 | سلمان بن عامر الضبي         | صحابي، له رواية حديث عن النبي |         |
| 34 | سلمة بن أسلم بن حريس        | صحابي من بني حارثة بن الحارث من الأوس، كان حليفًا لبني عبد الأشهل، شهد المشاهد كلها. وبعد وفاة النبي، شارك في الفتح الإسلامي للعراق، واستشهد يوم الجسر |         |
| 35 | سلمة بن الأكوع              | صحابي من بني أسلم، شهد غزوة ذي قرد وحنين، وغزوة مؤتة، وبيعة الرضوان، واعتزل الفتنة، مات سنة 74 هـ، وله رواية حديث عن النبي |         |
| 36 | سلمة بن سلامة بن وقش        | صحابي من الأنصار من بني عبد الأشهل، شهد بيعتي العقبة الأولى والثانية، والمشاهد كلها. وقيل استعمله عمر بن الخطاب على اليمامة، وتوفي سنة 45 هـ في المدينة |         |
| 37 | سلمة بن هشام                | صحابي من بني مخزوم من قريش، من السابقين إلى الإسلام، هاجر إلى الحبشة، ولما عاد حبسه أخوه أبو جهل، ولما يتمكن من الهجرة إلى المدينة إلا بعد غزوة الخندق، وشهد غزوة مؤتة، ثم شارك في فتح الشام. استشهد بأجنادين أو بمرج الصفر |         |
| 38 | سليط بن عمرو                | صحابي من بني عامر من قريش، من السابقين إلى الإسلام، هاجر إلى الحبشة الهجرة الثانية، ثم هاجر إلى يثرب، وشهد غزوة أحد وما بعدها من المشاهد. كما وجهه النبي بكتابه إلى هوذة بن علي الحنفي ضمن رسائله إلى الملوك لدعوتهم إلى الإسلام. وبعد وفاة النبي، شارك في حروب الردة. استشهد في معركة اليمامة |         |
| 39 | سليط بن قيس                 | صحابي أنصاري من بني عدي بن النجار من الخزرج، ولما أسلم، تولّى تكسير أصنام بني عدي بن النجار. شهد المشاهد كلها؛ وشهد فتح العراق. استشهد في موقعة الجسر |         |
| 40 | سليم بن عمرو بن حديدة       | صحابي من الأنصار من بني سواد بن غنم من الخزرج، شهد بيعة العقبة الثانية، وشهد غزوة بدر. استشهد في غزوة أحد |         |
| 41 | سليمان بن صرد               | صحابي من خزاعة. أسلم في المدينة المنورة على يد النبي، وكان اسمه يسار، فسمّاه النبي سليمان. وبعد فتح العراق نزل الكوفة، وشهد مع علي بن أبي طالب معاركه كلها. كان سليمان ممن كاتب الحسين بن علي بن أبي طالب ليبايعه، فلما عجز عن نصره ندم، فقاد جيش التوابين الذي التقى جيش عبيد الله بن زياد في معركة عين الوردة في ربيع الآخر سنة 65 هـ، واستشهد يومها |         |
| 42 | سمرة بن جندب                | صحابي من صغار الصحابة، ومن رواة الحديث النبوي، ولاه معاوية البصرة لفترة ثم عزله |         |
| 43 | سمرة بن عمرو بن قرط العنبري | صحابي من تميم، استعمله خالد بن الوليد على اليمامة بعدما فتحها، وله رواية حديث عن النبي |         |
| 44 | سنان بن أبي سنان            | صحابي من حلفاء قريش، هاجر إلى المدينة، وشارك في غزوات بدر وأحد والخندق، كما شهد صلح الحديبية، وكان أول من بايع النبي يوم بيعة الرضوان. توفي سنة 32 هـ |         |
| 45 | سنان بن صيفي                | صحابي من الأنصار، شهد بيعة العقبة الثانية، وشهد بدرًا وأحدًا. استشهد في غزوة الخندق |         |
| 46 | سهل بن بيضاء                | صحابي من بني الحارث بن فهر من قريش، أسلم بمكة، وأخفى إسلامه، وخرج مع قريش يوم بدر، فأُسر، فشهد له عبد الله بن مسعود بإسلامه. سكن المدينة، ومات بها، وصلى عليه النبي |         |
| 47 | سهل بن حنيف                 | صحابي من الأنصار من بني حنش بن عوف من الأوس. شهد المشاهد كلها، وثبت معه يوم أحد. وصاحب علي بن أبي طالب بعد استخلافه، فولاه المدينة المنورة والبصرة وبلاد فارس، كما شهد معه وقعة صفين |         |
| 48 | سهل بن سعد                  | صحابي من الأنصار، من صغار الصحابة، ومن رواة الحديث النبوي، توفي سنة 88 هـ |         |
| 49 | سهل بن عتيك                 | صحابي من الأنصار من بني مبذول من الخزرج، شهد بيعة العقبة الثانية، وشهد بدرًا وأحدًا، وتوفي على عهد النبي، فصلى عليه |         |
| 50 | سهيل بن بيضاء               | صحابي من بني الحارث بن فهر من قريش، ومن السابقين إلى الإسلام، هاجر إلى الحبشة، ثم إلى المدينة، وشهد المشاهد كلها، وتوفي في المدينة المنورة بعد العودة من غزوة تبوك |         |
| 51 | سهيل بن عمرو                | صحابي من بني عامر من قريش، كان من وجهاء مكة، وخطيبها. أسلم يوم فتح مكة، ومات غازيًا للشام في طاعون عمواس |         |
| 52 | سَوَاد بن غَزِيَّة الأنصاري       | صحابي شهير من بني عدي بن النجار، أشتهر عند المسلمين بقصة معانقته للنبي محمد صلى الله عليه وسلم وتقبيل بطنه في غزوة بدر الكبرى بعدما وخزه النبي لتسوية الصفوف، وهو الذي أسر خالد بن هشام المخزومي يوم معركة بدر. شهد بدراً وأحداً والخندق والمشاهد كلها مع النبي. |         |
| 53 | سواد بن قارب الدوسي         | صحابي، كان كاهنًا وشاعرًا في الجاهلية، وفد على النبي وأسلم، وثبت على الإسلام وقت الردة |         |
| 54 | سويبط بن سعد                | صحابي من بني عبد الدار من قريش، أسلم وهاجر إلى الحبشة ثم إلى المدينة، وشهد غزوتي بدر وأحد |         |
| 55 | سيمويه البلقاوي             | صحابي كان شماسًا نصرانيًا من البلقاء، وفد على المدينة بتجارة له من القمح، فأسلم. |         |

## ش
| م | الصحابي               | نبذة | ملاحظات |
| - | --------------------- | --- | ------- |
| 1 | شجاع بن وهب           | صحابي من بني أسد بن خزيمة، كان حليفًا لبني أمية في مكة، وهو من السابقين إلى الإسلام، ومن المهاجرين، شهد المشاهد كلها، استشهد في حروب الردة في معركة اليمامة. |         |
| 2 | شداد بن أوس           | صحابي من الأنصار، من فقهاء الصحابة، ومن رواة الحديث النبوي.                                                                                                 |         |
| 3 | شداد بن الهاد الليثي  | صحابي كان حليفًا لبني هاشم، وهو من رواة الحديث النبوي |         |
| 4 | شرحبيل بن حسنة        | صحابي من مهاجرة الحبشة، وكان أحد قادة الفتح الإسلامي للشام                                                                                                  |         |
| 5 | شرحبيل بن السمط       | من قبيلة كندة، أدرك زمن النبي، وشهد فتوح العراق والشام، وكان مع معاوية في صفين، وتولى حمص عشرين سنة، ومات بها سنة 42 هـ.                                    |         |
| 6 | شقران مولى النبي محمد | صحابي، مولى النبي، شهد غزوة بدر، وكان ممن حضر غُسل ولحد النبي عند وفاته.                                                                                     |         |
| 7 | الشماخ بن ضرار        | أدرك زمن النبي، وكان من شعراء الجاهلية والإسلام، شهد فتوح العراق، وتوفي في خلافة عثمان بن عفان                                                              |         |
| 8 | شماس بن عثمان         | صحابي من السابقين إلى الإسلام. هاجر إلى الحبشة، ثم إلى المدينة، وشارك في غزوتي بدر وأحد التي استشهد فيها وهو يدافع عن النبي.                                |         |
| 9 | شيبة بن عثمان الأوقص  | صحابي من قريش من بني عبد الدار، كانت له حجابة الكعبة، أسلم يوم حنين، وشهد المعركة، وتوفي سنة 59 هـ                                                          |         |

## ص
| م  | الصحابي                | نبذة | ملاحظات |
| -- | ---------------------- | --- | ------- |
| 1  | صحار بن عياش العبدي    | صحابي من بني عبد القيس، وفد على النبي، وشهد فتح مصر، وكان مع معاوية في الفتنة، وله رواية حديث عن النبي. |         |
| 2  | صخر بن وداعة الغامدي   | صحابي، له رواية حديث عن النبي. |         |
| 3  | صرد بن عبد الله الأزدي | صحابي، وفد على النبي في وفد من الأزد، وأمَّرَهُ النبي على من أسلم من قومه، وأمره أن يجاهد بمن أسلم من قومه من يليه من أهل الشرك من قبائل اليمن. |         |
| 4  | الصعب بن جثامة الليثي  | صحابي، شهد فتح فارس، له رواية حديث عن النبي. |         |
| 5  | صعصعة بن صوحان العبدي  | أسلم في عهد النبي، ولم يره، وشهد مع علي بن أبي طالب حروبه، وله رواية حديث عن بعض الصحابة |         |
| 6  | صعصعة بن ناجية التميمي | صحابي من أشراف تميم، وفد على النبي، فأسلم، وله رواية حديث عن النبي. اشتهر بأنه كان يفتدي الموؤدات في الجاهلية، وهو جد الفرزدق الشاعر. |         |
| 7  | صفوان بن أمية بن خلف   | صحابي من أشراف قريش، فرَّ وقت فتح مكة، ثم أسلم بعد غزوة حنين، وتوفي سنة 41 هـ في مكة |         |
| 8  | صفوان بن بيضاء         | صحابي من قريش، أسلم في مكة، وهاجر إلى المدينة المنورة، وشارك في سرية عبد الله بن جحش إلى نخلة، ثم في غزوة بدر التي استشهد فيها |         |
| 9  | صفوان بن المعطل        | صحابي شهد غزوة الخندق وما بعدها، وهو المتهم في حادثة الإفك، استشهد في فتح أرمينية سنة 19 هـ. |         |
| 10 | صهيب بن سنان           | صحابي ومولى لبني تيم بن مُرّة، وأحد السابقين إلى الإسلام، ومن المستضعفين في مكة الذين عُذّبوا ليتركوا دين الإسلام. ترك صهيب كل ماله ليهاجر إلى المدينة المنورة ويلحق بالنبي، فشهد المشاهد كلها. ولما طُعن عمر بن الخطاب، أمر صهيبًا أن يصلي بالمسلمين إلى أن يختار أهل الشورى الخليفة الجديد. ولما قُتل عثمان، اعتزل صهيب الفتنة إلى أن توفي في المدينة المنورة في شوال سنة 38 هـ.   |         |
| 11 | صيفي بن سواد           | صحابي من الأنصار، شهد بيعة العقبة الثانية، ولم يشهد بدرًا، وشهد غزوة أحد. |         |
| 12 | صيفي بن قيظي           | صحابي من الأنصار، استشهد يوم أحد، قتله ضرار بن الخطاب. |         |
| 13 | صرمة بن أبي أنس        | صحابي من الانصار.يكنى أبا قيس ,قَالَ ابن إسحاق: كان رجلا قد ترهب في الجاهلية، ولبس المسوح، وفارق الأوثان، واغتسل من الجنابة، واجتنب الحائض من النساء، وهم بالنصرانية، ثم أمسك عنها، ودخل بيتا له فاتخذه مسجدا لا يدخل عليه فيه طامث ولا جنب، وقال: أعبد رب إبراهيم، وأنا على دين إبراهيم. فلم يزل بذلك حتى قدم النبي صلى الله عليه وسلم المدينة فأسلم وحسن إسلامه، وهو شيخ كبير |         |

## ض
| م | الصحابي                 | نبذة | ملاحظات |
| - | ----------------------- | --- | ------- |
| 1 | الضحاك بن حارثة         | صحابي من الأنصار، شهد بيعة العقبة الثانية، وشهد غزوة بدر. |         |
| 2 | الضحاك بن سفيان السُلمي  | صحابي من بني سليم، أسلم، وكان معه أحد ألوية سليم في فتح مكة وفي غزوة حنين، وثبت على الإسلام وقت الردة، استشهد وهو يحارب قومه مع المسلمين وقت الردة. |         |
| 3 | الضحاك بن سفيان الكلابي | صحابي من بني كلاب بن ربيعة بن عامر بن صعصعة، أسلم، وولاه النبي على من أسلم من قومه، وأمّره على إحدى السرايا، وله رواية حديث عن النبي. |         |
| 4 | الضحاك بن قيس الفهري    | صحابي من صغار الصحابة، شهد فتح دمشق وسكنها، ولاه معاوية بن أبي سفيان على الكوفة، ولما استخلف عبد الله بن الزبير بعد وفاة يزيد بن معاوية تولى دمشق لابن الزبير، وقُتل سنة 64 هـ في معركة مرج راهط ضد الأمويين بقيادة مروان بن الحكم.                                                                    |         |
| 5 | ضرار بن الأزور          | صحابي من بني أسد بن خزيمة، أسلم بعد فتح مكة، وشهد فتوح الشام، وتوفي في طاعون عمواس. |         |
| 6 | ضرار بن الخطاب          | صحابي من بني محارب بن فهر من قريش، وكان من الفرسان الذين اجتازوا الخندق في غزوة الخندق، وأسلم يوم فتح مكة، وشهد حروب الردة مع خالد بن الوليد، ثم شهد فتوح العراق والشام وفارس. |         |
| 7 | ضِماد بن ثعلبة الأزدي    | صحابي من أزد شنوءة، كان صديقًا للنبي في الجاهلية، أسلم أول الإسلام، وكان طبيبًا يطلب العلم. |         |
| 8 | ضِمَام بن ثَعْلَبَة السَّعْدي    | صحابي من بنو سعد بن بكر بن هوازن، ووافد قبيلته (بني سعد). أسلم وحسُن إسلامهُ، وقال عمر بن الخطاب فيه (ما رأيت أحداً أحسن مسألة، ولا أوجَز من ضمام بن ثعلبة) وجعل قومه بني سعد كلهم مسلمين في اليوم الذي بعد يوم وفوده على النبي (صلى الله عليه وسلم). قال ابن عباس: فما سمعنا بوافد قط، كان أَفضل من ضمام. |         |

## ط
| م  | الصحابي                   | نبذة | ملاحظات |
| -- | ------------------------- | --- | ------- |
| 1  | طارق بن شهاب              | صحابي من بني بجيلة، من رواة الحديث النبوي. |         |
| 2  | طارق بن المرتفع الكناني   | صحابي، ولاه عمر بن الخطاب على مكة بعد نافع بن عبد الحارث. |         |
| 3  | الطفيل بن عبد الله الأزدي | صحابي، أخو عائشة بنت أبي بكر لأمها، أسلم في مكة قبل الهجرة، وله رواية حديث عن النبي. |         |
| 4  | الطفيل بن عمرو الدوسي     | صحابي من أوائل السابقين إلى الإسلام، أسلم بمكة قبل الهجرة النبوية، ثم إلى المدينة بعد غزوة أحد، فشهد الخندق وفتح مكة، وأقام فيها، استشهد يوم اليمامة، وله رواية حديث عن النبي. |         |
| 5  | الطفيل بن مالك            | صحابي من الأنصار من بني سلمة من الخزرج. شهد بيعة العقبة الثانية، وشهد غزوتي بدر وأحد، وقتله وحشي بن حرب في غزوة الخندق. |         |
| 6  | طلحة بن البراء البلوي     | صحابي كان حليفًا للأنصار، من قبيلة بلي، كان حدثًا وقت هجرة النبي، وكان لصيقًا له. توفي طلحة في عهد النبي. |         |
| 7  | طلحة بن عبيد الله         | صحابي أحد العشرة المبشرين بالجنة، ومن السابقين الأولين إلى الإسلام، وأحد الستة أصحاب الشورى الذين اختارهم عمر بن الخطاب ليختاروا الخليفة من بعده، هاجر إلى المدينة المنورة وشهد المشاهد كلها، وكان ممن دافعوا عن النبي في غزوة أحد حتى شُلَّت يده، وبقي كذلك إلى أن مات. وبعد مقتل عثمان بن عفان خرج إلى البصرة مطالبًا بالقصاص من قتلة عثمان فقُتِلَ في موقعة الجمل. |         |
| 8  | طليب بن عمير              | صحابي من السابقين إِلى الإِسلام، وهو ابن أروى بنت عبد المطلب عمة النبي، هاجر إلى الحبشة ثم إلى المدينة المنورة، وشهد غزوة بدر، واستشهد في معركة أجنادين. |         |
| 10 | طهفة بن زهير النهدي       | الصحابي طهفة بن زهير النهدي نسبة يعود الى قبيلة نهد، وقد وفد إلى النبي صلى الله عليه وسلم في سنة تسع حين وفد أكثر العرب. |         |
| 11 | طالب بن أبي طالب          | ابن عم النبي، وشقيق علي بن أبي طالب، خرج إلى بدر مُكرهًا، لم يذكر شيء عن إسلامه في مصادر أهل السنة والجماعة، بينما يعتقد الشيعة أنه أسلم وصحب النبي. |         |

## ظ
| م | الصحابي      | نبذة                                                                                         | ملاحظات |
| - | ------------ | -------------------------------------------------------------------------------------------- | ------- |
| 1 | ظهير بن رافع | صحابي من الأنصار، شهد العقبة الثانية، ولم يشهد غزوة بدر، وشهد غزوة أحد وما بعدها من المشاهد. |         |

## ع
| م  | الصحابي                          | نبذة | ملاحظات |
| -- | -------------------------------- | --- | ------- |
| 1  | عامر بن واثلة                    | صحابي من سادات قومه وأشرافهم، كان رجلًا فاضلًا عاقلًا حاضر الجواب فصيحًا شاعرًا محسنًا. وهو آخر من رأى النبي محمد من الصحابة وفاة بالإجماع، ولد في السنة الثالثة للهجرة وتوفي بعد المائة بقليل. |         |
| 2  | عباد بن بشر                      | صحابي من الأنصار من بني عبد الأشهل، أسلم على يد مصعب بن عمير، وشهد مع النبي محمد صلى الله عليه وسلم الغزوات كلها، وشارك بعد وفاة النبي محمد صلى الله عليه وسلم في حروب الردة، استشهد في معركة اليمامة سنة 12 هـ. |         |
| 3  | عبادة بن الصامت                  | صحابي من بني غنم بن عوف من الخزرج، شهد العقبتين، والمشاهد كلها، ثم شارك في الفتح الإسلامي لمصر، وسكن بلاد الشام، وتولى إمرة حمص لفترة، ثم قضاء فلسطين حتى توفي في الرملة بفلسطين سنة 34 هـ. |         |
| 4  | عبد الرحمن بن سمرة               | صحابي، أسلم يوم الفتح. وكان والياً على سجستان. توفي في البصرة سنة 50 هـ، وقيل سنة 51 هـ. |         |
| 5  | عبد الرحمن بن زيد بن الخطاب      | من صغار الصحابة، وابن الصحابي زيد بن الخطاب. ولد في السنة الخامسة للهجرة وتوفي بالمدينة سنة 70 هـ. |         |
| 6  | عبد الرحمن بن عديس               | |         |
| 7  | عبد الرحمن بن عوف                | هو أحد الصحابة العشرة المبشرين بالجنة، ومن السابقين الأولين إلى الإسلام، وأحد الثمانية الذين سبقوا بالإسلام، وأحد الستة أصحاب الشورى الذين اختارهم عمر بن الخطاب ليختاروا الخليفة من بعده. كان اسمه في الجاهلية عبد عمرو، وقيل عبد الكعبة، فسماه النبي عبد الرحمن. وُلد بعد عام الفيل بعشر سنين، وكان إسلامه على يد أبي بكر الصديق، هاجر إلى الحبشة في الهجرة الأولى، ثم هاجر إلى المدينة، وشارك في جميع الغزوات في العصر النبوي، توفي سنة 32 هـ. |         |
| 8  | عبد الله بن الحارث الأنصاري      | صحابي، يكنّى بأبي جهيم ويقال: أبو الجهم، وأبوه من كبار الصّحابة، وروى بعض الأحاديث عن رسول الله. |         |
| 9  | عبد الله بن الحارث بن جزء        | صحابي، شهد فتح مصر وسكنها فكان آخر الصحابة بها موتا له جماعة أحاديث روى عنه أئمة حدث عنه يزيد بن أبي حبيب وعقبة بن مسلم وعبيد الله بن المغيرة وسليمان بن زياد الحضرمي وعمرو بن جابر الحضرمي وآخرون. |         |
| 10 | عبد الله بن الحارث بن قيس السهمي | صحابي، كان ممن هاجر الهجرة الثانية إلى الحبشة، وكان شاعرًا، استشهد يوم الطَّائف هو وأخوه السائب بن الحارث بن قيس، وقيل باليمامة، وقال ابن إسحاق أنه مات بأرض الحبشة. |         |
| 11 | عبد الله بن الحارث بن نوفل       | تابعي ومحدث بصري، وأحد رواة الحديث النبوي، ولد سنة (9 هـ) في حياة النبي محمد، فأتت به أمه هند بنت أبي سفيان بن حرب إلى أختها أم حبيبة، فحنّكه النبي محمد ودعا له، يلقب بـ بَبَّة، توفي سنة (84 هـ). |         |
| 12 | عبد الله بن الزبير               | صحابي من صغار الصحابة، وابن الصحابي الزبير بن العوام، وأمه أسماء بنت أبي بكر الصديق، وهو أول مولود للمسلمين في المدينة المنورة بعد هجرة النبي محمد إليها، أعلن نفسه خليفة للمسلمين بعد تنازل الخليفة معاوية بن يزيد عن الحكم، واتخذ من مكة عاصمة لحكمه، وبايعته الولايات كلها إلا بعض مناطق في الشام، وانتهت دولته بمقتله سنة 73 هـ، بعد أن حاصره الحجاج بن يوسف الثقفي في مكة. |         |
| 13 | عبد الله بن أبي السرح            | صحابي وقائد عسكري وهو أخو عثمان بن عفان من الرضاعة، ووالي مصر في عهد خلافته وهو فاتح إفريقية، وهزم الروم في معركة ذات الصواري وشارك في فتح مصر، روى للنبي عدة أحاديث، توفي بعسقلان سنة ست أو سبع وثلاثين للهجرة. |         |
| 14 | عبد الله بن أم مكتوم             | صحابي، وابن خال خديجة بنت خويلد، كان رضي الله عنه ضريرًا أعمى، وكان مؤذناً للنبي بالمدينة، وفيه نزلت فواتح سورة (عبس)، توفي شهيداً في معركة القادسية حاملاً لواء المسلمين سنة 15 هـ. |         |
| 15 | عبد الله بن حوالة الأزدي         | صحابي، يكنى بأبي حوالة، من أهل الصفة. قال الواقدي: هو من بني مَعيص بن عامر بن لُؤيّ، ويكنى أبا محمّد، وكان يسكن الأردنّ، ومات سنة ثمان وخمسين في آخر خلافة معاوية وهو ابن اثنتين وسبعين سنة. |         |
| 16 | عبد الله بن حذافة السهمي         | صحابي، وأحد الرسل الذين بعثهم النبي محمد إلى ملوك الأعاجم برسائل تدعوهم إلى الإسلام. وكانت رسالة عبد الله إلى كسرى ملك الفرس وذلك في السنة السادسة للهجرة. وفي السنة التاسعة للهجرة، خرج مع جيش المسلمين لمحاربة الروم في بلاد الشام وأسر عندهم. كان ممن هاجر إلى الحبشة، وشهد مع النبي محمد غزوة أحد وما بعدها من الغزوات، وشهد كذلك فتح مصر، وتوفي فيها عام 33هـ. |         |
| 17 | عبد الله بن رواحة                | صحابي بدري وشاعر وقائد عسكري، وأحد نقباء الأنصار الإثنا عشر، شارك في غزوات النبي محمد، وكان أحد الشعراء الذين يدافعون بشعرهم عن النبي محمد. استشهد في يوم مؤتة سنة 8 هـ، وهو قائد المسلمين أمام الروم وحلفائهم الغساسنة. |         |
| 18 | عبد الله بن سفيان                | صحابي من بني مخزوم، وممن اسلم قديماً وهاجر إلى أرض الحبشة في الهجرة الثانية مع أخيه هبار بن سفيان، وقُتل في معركة اليرموك بالشأم في سنة 15 هـ في خلافة عمر بن الخطاب. |         |
| 19 | عبد الله بن سلام                 | صحابي جليل وكنيته: أبو يوسف، من ذُرِّيـة النبي يوسف من بني إسرائيل. قال عنه الذهبي في السير: «الإمام الحَبْر، المشهود له بالجنة، حليف الأنصار، من خواصِّ أصحاب النبي»، وكان يهوديا من يهود بني قينقاع، توفي بالمدينة وقيل بدمشق سنة 43هـ وقد قارب السبعين من عمره. |         |
| 20 | عبد الله بن عباس                 | صحابي محدث وفقيه وحافظ ومُفسِّر، وابن عم النبي محمد، وأحد المكثرين لرواية الحديث، حيث روى 1660 حديثًا عن النبي محمد، ولقب بحبر الأمة، ولد في مكة في شعب أبي طالب قبل الهجرة النبوية بثلاث سنوات، وهاجر مع أبيه العباس بن عبد المطلب قبيل فتح مكة، سكن مكة ثم الطائف وبها توفي سنة 68 هـ، وهو ابن إحدى وسبعين سنة. |         |
| 21 | عبد الله بن عمر بن الخطاب        | محدث وفقيه وصحابي من صغار الصحابة، وابن الخليفة الثاني عمر بن الخطاب، وأحد المكثرين في الفتوى، ومن رواية الحديث، ومن أكثر الناس اقتداءً بسيرة النبي محمد وتتبُّعًا لآثاره. شهد عدداً من المشاهد مع النبي محمد، ثم شارك بعد وفاة النبي في فتوح الشام والعراق وفارس ومصر وإفريقية. ولما قامت الفتن بعد مقتل عثمان بن عفان، آثر ابن عمر اعتزال الفتن، توفي بمكة سنة 74 هـ، وقيل 73 هـ. |         |
| 22 | عبد الله بن عمرو بن العاص        | صحابي، وهو أكبر أبناء عمرو بن العاص. كان يكتب في الجاهلية، ويجيد السريانية. وأسلم في سنة 7 هـ قبل أبيه. وصحب الرسول صلى الله عليه وسلم، واستأذنه في أن يكتب ما يسمع منه، فأذن له، وهو أحد حفّاظ الصّحابة، من المكثرين من رواية الحديث. ولد سنة 27 ق هـ، شهد فتوح الشام، وكان يحمل راية أبيه يوم اليرموك. وشارك في فتح مصر. |         |
| 23 | عبد الله بن عمرو بن حرام         | صحابي من الأنصار من بني حرام بن كعب من بني سلمة من الخزرج، شهد بيعة العقبة الثانية، وكان فيها أحد نُقباء الأنصار مع البراء بن معرور عن بني سلمة، ثم شهد مع النبي محمد غزوة بدر، وقُتل يوم أحد، وكان أول من قُتل يومها. |         |
| 24 | عبد الله بن مسعود                | صحابي وفقيه ومقرئ ومحدث، وأحد رواة الحديث النبوي، وهو أحد السابقين إلى الإسلام، وصاحب نعلي النبي محمد وسواكه، وواحد ممن هاجروا الهجرتين إلى الحبشة وإلى المدينة، وممن أدركوا القبلتين، وهو أول من جهر بقراءة القرآن في مكة. وقد تولى قضاء الكوفة وبيت مالها في خلافة عمر وصدر من خلافة عثمان. |         |
| 25 | عبد الجد بن ربيعة الحكمي         | صحابي أسلم عام الوفود في السنة العاشرة للهجرة النبوية. حين وفد على النبي في قومه. |         |
| 26 | عبد عمرو بن كعب                  | صحابي أسلم عام الوفود في السنة العاشرة للهجرة النبوية. حين وفد على النبي في قومه بني البكاء. |         |
| 27 | عتبة بن مسعود                    | صحابي كان حليفًا بني زُهرة، وهو أخو عبد الله بن مسعود، هاجر إلى الحبشة الهجرة الثانية مع أخيه عبد اللّه، وقدم المدينة، وشهد أُحدًا وما بعدها من المشاهد كلها، وتوفي في خلافة عمر بن الخطاب. |         |
| 28 | عثمان بن طلحة                    | صحابي هاجر في زمن الهدنة إلى النبي صلى الله عليه وسلم هو وخالد بن الوليد، وعمرو بن العاص في أول سنة ثمان قبل الفتح فقال رسول الله حين رآهم: رمتكم مكة بأفلاذ كبدها. |         |
| 29 | عثمان بن عفان                    | صحابي جليل وثالث الخلفاء الراشدين، وأحد العشرة المبشرين بالجنة، ومن السابقين إلى الإسلام. يكنى ذا النورين لأنه تزوج اثنتين من بنات النبي صلى الله عليه وسلم، حيث تزوج من رقية ثم بعد وفاتها تزوج من أم كلثوم، كان النبي يثق به ويحبه ويكرمه لحيائه وأخلاقه وحسن عشرته وما كان يبذله من المال لنصرة المسلمين والذين آمنوا بالله، وبشّره بالجنة كأبي بكر وعمر وعلي وبقية العشرة، وأخبره بأنه سيموت شهيداً. قتل رضي الله عنه شهيداً في بيته في أحداث الفتنة، يوم الجمعة الموافق 12 من شهر ذي الحجة سنة 35 هـ، وعمره اثنتان وثمانون سنة، ودفن في البقيع بالمدينة المنورة. ودامت مدة خلافته نحو اثني عشر عاماً. |         |
| 30 | عثمان بن مظعون                   | صحابي بدري من السابقين إلى الإسلام، وهو أول المهاجرين وفاةً في المدينة، وأول من دفن في بقيع الغرقد. |         |
| 31 | عداس                             | صحابي، كان غلاماً نصرانيّاً من نينوى لعتبة وشيبة ابني ربيعة بالطائف. شهد زيارة النبي محمد إلى الطائف ـ موطن قبيلة ثقيف ـ طلبًا لنصرة ثقيف بعد ان اشتد إيذاء قريش للنبي وأصحابه. |         |
| 32 | عدي بن حاتم الطائي               | صحابي، وهو ابن حاتم الطائي الذي كان يضرب به المثل، في الجود والكرم وقد كان أبوه من أجود وأكرم العرب، كان عدي قد ترك في الجاهلية عبادة الأوثان وتنصر، ثم قدم على النبي صلى الله عليه وسلم في العام السابع للهجرة وأسلم، وروى عنه الحديث، وعاش حتى سنة 68 هـ. |         |
| 33 | عقبة بن عامر الجهني              | صحابي، كان كاتبًا وشاعرًا وفقيهًا. شهد فتوح الشام، ثم فتوح مصر مع عمرو بن العاص، مات بمصر سنة 58 هـ، ودُفن بجبانة المقطم بالقاهرة، وروى عن النبي 55 حديثا. |         |
| 34 | عقيل بن أبي طالب                 | صحابي وابن عم النبي محمد صلى الله عليه وسلم، وأخو علي بن أبي طالب وجعفر بن أبي طالب وهو أسن منهما، ووالد مسلم بن عقيل، وُلِد في مكة المكرمة عام (44 ق.هـ - 578 م)، شَهِد عقيل غزوة بدر مع قبيلة قريش مكرهًا فأُسر ففداه عمه العباس بن عبد المطلب ثمّ رجع إلى مكة. أسلم عام الفتح، وقيل بعد الحديبية، وهاجر إلى المدينة أول سنة ثمان من الهجرة، وهو آخر أخوته إسلامًا، شارك في غزوة مؤتة، اختلف في سنة وفاته فقيل سنة 50 هـ، وقيل: 52 هـ. وقيل: 60 هـ. |         |
| 35 | عكاشة بن مِحصن الأسدي             | صحابي بدري من السابقين إلى الإسلام، ومن المهاجرين، دعا له النبي صلى الله عليه وسلم وبشره بالجنة بغير حساب، أُستشهد في حروب الردة في معركة بزاخة. |         |
| 36 | علي بن أبي طالب                  | صحابي جليل وابن عم النبي صلى الله عليه وسلم وصهره، من آل بيته، وأحد العشرة المبشرين بالجنة، وهو رابع الخلفاء الراشدين، وأول من أسلم من الصبان، شارك في كل غزوات النبي صلى الله عليه وسلم عدا غزوة تبوك حيث خلّفه فيها النبي على المدينة. وعُرف بشدّته وبراعته في القتال فكان عاملًا مهمًا في نصر المسلمين في مختلف المعارك وأبرزها غزوة الخندق ومعركة خيبر. وكان موضع ثقة النبي صلى الله عليه وسلم وأحد كتاب الوحي وأحد أهم سفرائه ووزرائه، تولى الخلافة بعد استشهاد الخليفة عثمان بن عفان رضي الله عنه سنة خمس وثلاثين، وانتقل من المدينة إلى الكوفة وفيها استشهد رضي الله عنه مقتولاً بعد أن طعنه الخارجي عبد الرحمن بن ملجم فجر يوم 21 رمضان سنة 40 هـ، وقد روى عن النبي كثيراً.                                                                         |         |
| 37 | عمار بن ياسر                     | صحابي من موالي بني مخزوم، ومن السابقين إلى الإسلام. كان من المستضعفين الذين عُذّبوا ليتركوا الإسلام. هاجر إلى الحبشة، ثم هاجر إلى المدينة المنورة، وشارك مع النبي صلى الله عليه وسلم في غزواته كلها. كما شارك في حروب الردة، وقُطعت أُذنه في معركة اليمامة. شارك في آخر عمره إلى جانب علي بن أبي طالب في حربه مع معاوية بن أبي سفيان إلى أن قُتل في وقعة صفين سنة 37هـ، روى عن النبي كثيراً وقال عنه النبي " عمار تقتله الفئة الباغية". |         |
| 38 | عمارة بن رؤيبة الثقفي            | صحابي سكن الكوفة وله رواية، حدث عنه ابنه أبو بكر وغيره. |         |
| 39 | عمارة بن عقبة                    | صحابي أستشهد في غزوة خيبر وله رواية. |         |
| 40 | عمر بن الخطاب                    | صحابي جليل من كبار الصحابة، وهو ثاني الخلفاء الراشدين، وأحد العشرة المبشرين بالجنة، ومن علماء الصحابة وزهّادهم، وأحد أشهر الأشخاص والقادة في التاريخ الإسلامي ومن أكثرهم تأثيرًا ونفوذًا. تولّى الخلافة بعد وفاة أبي بكر الصديق في الثاني والعشرين من جمادى الآخرة سنة 13 هـ. كان قاضيًا خبيرًا فطناً، مشهوراً بعدله وإنصافه الناس من المظالم، سواء كانوا مسلمين أو غير مسلمين، وكان ذلك أحد أسباب تسميته بالفاروق، لتفريقه بين الحق والباطل. أسلم قديماً، وكان اسلامه نصراً وعزاً للمسلمين، وشهد المواقع كلها مع النبي صلى الله عليه وسلم، وشهد له النبي بكمال الايمان وأنه لو كان بعده نبي لكان عمر، استشهد رضي الله عنه بعد أن طعنه أبو لؤلؤة المجوسي في صلاة الفجر أواخر ذي الحجة سنة 23 هـ، ودفن بجواب قبر النبي صلى الله عليه وسلم وصاحبه أبو بكر الصديق. |         |
| 41 | عمر بن أبي سلمة                  | صحابي، وربيب النبي صلى الله عليه وسلم، ويكنى بأبي حفص، وهو ابن أم سلمة زوجة النبي من زوجها الأول أبي سلمة بن عبد الأسد، ولد بأرض الحبشة قبل الهجرة بسنتين، روى أحاديث عن النبي، واستعمله علي بن أبي طالب على البحرين وفارس. |         |
| 42 | عمران بن حصين                    | صحابي من قبيلة خزاعة، أسلم هو وأبوه وأبو هريرة في وقت واحد سنة 7 هـ، في عام خيبر، روى عن النبي صلى الله عليه وسلم، وكان من خيار الصحابة، وحدث أن الملائكة كانت تسلم عليه، قال الحسن البصري وابن سيرين: "ما قدم البصرة من أصحاب رسول الله صلى الله عليه وسلم أحدٌ يَفضل عمران بن حصين". |         |
| 43 | عمرو بن الجموح                   | صحابي، وأحد زعماء المدينة وسيد من سادات بني سَلِمة، وشريفاً من أشرافهم، وواحد من أجواد المدينة، واستشهد يوم أحد، وكانت برجله عرجة فبشره النبي صلى الله عليه وسلم أنه سوف يطأ بعرجته الجنة. |         |
| 44 | عمرو بن الحمق                    | صحابي أسلم قبل الفتح وهاجر. وقيل أسلم عام حجة الوداع. روى عن النبي العديد من الأحاديث وكان من أصحاب علي بن أبي طالب، شارك معه في حروب الجمل وصفين والنهروان. قُتِلَ سنة 50هـ. |         |
| 45 | عَمْرو بن جابر الجِنِّي               | |         |
| 46 | عمرو بن العاص                    | صحابي وقائد عسكري مسلم، وأحد القادة الأربعة في الفتح الإسلامي للشام، وقائد الفتح الإسلامي لمصر، وأول والٍ مسلم على مصر بعد فتحها، أسلم هو خالد بن الوليد وعثمان بن طلحة في يوم واحد، وذلك بعد الحديبية، كان رضي الله عنه من دهاة العرب وأذكياءهم، توفي ليلة عيد الفطر 1 شوال سنة 43 هـ في مصر وله من العمر ثمانية وثمانون سنة وقيل تسعين. |         |
| 47 | عمرو بن أمية الضمري              | صحابي جليل، وأحد أَنجاد العرب وأشهر رجالها نجدةً وجراءَةً وشجاعة وإقداما. بعثه النبي صلى الله عليه وسلم في سفارة إلى النجاشي ملك الحبشة، وكان الناجي الوحيد من الصحابة الذين خرجوا في سرية بئر معونة. مات بالمدينة سنة 60هـ في خلافة معاوية بن أبي سفيان. |         |
| 48 | عروة بن عياض البارقي             | صحابي، وقائد عسكري شهد الفتوحات الإسلامية، روى عن النبي صلى الله عليه وسلم عدة أحاديث، منها حديثان في صحيح البخاري، توفي نحو 70 هـ. |         |
| 49 | عمرو بن معديكرب                  | صحابي استشهد في معركة نهاوند. |         |
| 50 | عكرمة بن أبي جهل                 | صحابي وفارس من فرسان قريش وأحد فرسان مكة. أسلم بعد الفتح وفرح النبي بإسلامه، جاهد قائداً في حروب الردة وفي الفتوحات الإسلامية حتى استشهد في معركة اليرموك. |         |
| 51 | العاص بن هاشم بن الحارث          | صحابي اسمه العاص بن هاشم بن الحارث بن أسد بن عبد العزى بن قصي القرشي الأسدي أمة عاتكة بنت أمية بن الحارث بن أسد قتل أبوه يوم بدر كافرا وأسلم هو يوم الفتح. |         |
| 52 | العباس بن عبد المطلب             | صحابي جليل، وعم النبي صلى الله عليه وسلم، وهو ثاني من أسلم من أعمامه العشرة إذ لم يسلم منهم سواه وحمزة، ولد في مكة المكرمة قبل عام الفيل بثلاث سنين، كانت له عمارةُ البيت الحرام والسّقاية في الجاهلية. شهد قبل أن يسلم مع رسول الإسلام بيعة العقبة، ليشدد له العقد. وشَهِد غزوة بدر مع قبيلة قريش مُكرهًا فأُسر ففدا نفسه ثمّ رجع إلى مكة. قيل أنه أسلم قبل عام الفتح بقليل، وقيل أنه أسلم وبقي في مكة. كان ممن ثبت في غزوة حنين مع النبي. كان الرسول محمد يعظمه ويكرمه بعد إسلامه. توفي في خلافة عثمان بن عفان في المدينة المنورة سنة 32 هـ وعمره 88 عامًا ودفن في بقيع الغرقد. |         |
| 53 | العلاء بن الحضرمي                | صحابي، كان واليًا للنبي صلى الله عليه وسلم على البحرين، له رواية. |         |
| 54 | عون بن العباس بن عبد المطلب      | صحابي، ابن عم النبي صلى الله عليه وسلم. |         |
| 55 | عويمر بن الأخرم الكناني          | صحابي، قدم على النبي صلى الله عليه وسلم في وفد بني عبد بن عدي بن الديل من قبيلة كنانة. |         |
| 56 | علي بن هبار                      | نقل ابن الأثير كلام أبي نعيم وأقره، وإنما أنكر أبو نعيم إدخال علي في مسند أبي معشر، ولم يرد أنه لا يعد في الصحابة ؛ لأنه مصرح به في موضعين من المتن، فمن يتزوج في عهد النبي - صلى الله عليه وسلم - |         |

## غ
| م | الصحابي                  | نبذة | ملاحظات |
| - | ------------------------ | --- | ------- |
| 1 | غاضرة بن سمرة التميمي    | صحابي روى عدة أحاديث، بعثه النبيُّ على الصدقات (الزكاة). |         |
| 2 | غالب بن بشر الأسدي       | صحابي من قَبيلة بني أسد وكان من حكمائهم وأشرافهم، اعتنق الإسلام وهو كبير في العمر وعندما ادعى طليحة بن خويلد الأسدي النبوة انحاز عنه واعتزله وبقي على الإسلام وكان معه الصحابي غسان بن حبيش الأسدي.                                                              |         |
| 3 | غالب بن عبد الله الكناني | صحابي أرسله النبي ليسهل له الطريق يوم فتح مكة، كما أرسله أميرًا على سريةٍ إلى بني عوال وبني عبد بن ثعلبة، وسريةٍ إلى بني المُلَوِّح بالكَدِيد، وسريةٍ إلى مصاب بشير بن سعد، وهو الذي قتل هرمز ملك الباب في بلاد فارس.                                                     |         |
| 4 | غرقدة البارقي            | صحابي، وفارس من الشجعان، شارك في الفتوحات الإسلامية، وكان في جيش سعد بن أبي وقاص في الفتح الإسلامي لفارس، شهد القادسية والمدائن وغيرها، توفي سنة 70 هـ. |         |
| 5 | غزية بن الحارث الأنصاري  | صحابي من الأنصار، ومحدث من رواة الحديث وهو والد عمارة بن غزية، وهو القائلُ يوم موقعة الجمل: «يا مَعْشَر الأنصار، انْصُروا أميرَ المؤمنين آخرًا كما نصرتم رسولُ الله صلّى الله عليه وآله وسلّم أوَّلًا، واللهِ إن الآخرَة تُشْبه بالأولى، إلّا أَنَّ الأولى أفضلهما.»، توفي سنة 70 هـ. |         |
| 6 | غسان العبدي              | صحابي وَمحدث. اعتنق الإسلام وأتى إلى النبي مع وفد بني عبد القيس، ويُكنى أبا يحيى. |         |
| 7 | غسان بن حبيش الأسدي      | صحابي من قَبِيلة بني أسد وكان ممن انحاز عن طليحة بن خويلد الأسدي عندما ادعى النبوة وبقي على الإسلام ومعه والده حَبيش وأخاه عبد الرحمن وَ غالب بن بشر الأسدي. |         |
| 8 | غيلان بن سلمة            | صحابي، أسلم في السنة الثامنة من الهجرة وشهد حجة الوداع، وكان أحد وجوه ثقيف ومقدميهم، ويعد في أشراف المعلمين وذكره حكام العرب ضمن أربعة أشرافٍ من قيس، وقيل كان يجلس في أيام المواسم فيحكم بين الناس.                                                             |         |

## ف
| م | الصحابي              | نبذة | ملاحظات |
| - | -------------------- | --- | ------- |
| 1 | فيروز الديلمي        | صحابي من اليمن، أصله فارسي ممن بعثهم كسرى إلى اليمن لطرد الأحباش، وهو الذي قتل الأسود العنسي الذي كان تنبأ باليمن في حياة النبي، وقد شهد له النبي بالصلاح، وقد وفد على النبي، وروى عنه أحاديثَ منها حديث في القدر.                                                                                         |         |
| 2 | فاتك بن زيد          | صحابي، أسلم في زمن النبي، كان حليفًا لمالك بن نويرة التميمي، فلما ارتد مالك ناصحه فاتك للعودة للإسلام، فكاد مالك يفتك به لولا أن حيل بينهما. |         |
| 3 | فاتك بن عمرو         | صحابي له رواية حديث عن النبي. |         |
| 4 | الفاكه بن بشر        | صحابي من الأنصار، شهد غزوة بدر. |         |
| 5 | فراس بن حابس         | صحابي من بني دارم من تميم، وفد على النبي في وفد بني تميم. وهو أخو الأقرع بن حابس. |         |
| 6 | فرات بن حيان         | صحابي من بني عجل من بكر، أسرته سرية زيد بن حارثة، فتشفّع فيه حليفٌ له من الأنصار، فأسلم ولازم النبي، وغزا معه. ثم سكن مكة بعد وفاة النبي، واستقر بها. |         |
| 7 | الفضل بن العباس      | صحابي، ابن عم النبي، وهو أكبر بني العباس، وبه كان يُكنى أبوه وأمه. زوّجه النبي من صفية بنت محميةَ بن جَزْء الزبيدي. ووقيل اسمها أم سلمة بنت محمية بن جزء الزبيدي. شهد الفضل مع النبي محمد فتح مكَّة وحُنينًا، وثبت معه يومئذٍ، وشهد معه حَجَّة الوداع، وكان رديفه يومئذٍ، وشهد غسلَ النبي، وهو الذي كان يصب الماء يومئذ. |         |
| 8 | فروة بن عمرو الجذامي | صحابي، كان رسول النبي لملك الروم، قتله حينئذ الروم. |         |
| 9 | فويك الشهري          | صحابي، وفد على النبي وبه أذىً في عينيه، فنفث فيهما النبي، فبرأ. |         |

## ق
- قتادة بن النعمان
- القاسم بن محمد
- القعقاع بن عمرو التميمي
- القمبر ابن صبرة القيسي
- قبيصة بن جابر
- قرة بن هبيرة القشيري
- قريط بن أبي رمثة
- قطبة بن قتادة
- قيس بن أبي العاص
- قيس بن حذافة
- قيس بن سعد الخزرجي
- قيس بن سعد بن عبادة
- قيس بن هبيرة

## ك
- كرز بن جابر الفهري
- كعب بن زهير
- كعب بن عجرة
- كعب بن مالك
- كعب بن عمير الغفاري الكناني
- كلاب بن أمية بن الأسكر الكناني
- كلثوم بن حصين الغفاري

## ل
| م | الصحابي               | نبذة | ملاحظات |
| - | --------------------- | --- | ------- |
| 1 | لبيد بن ربيعة العامري | أبو عقيل لَبيد بن ربيعة بن مالك العامِري.(توفي41هـ/661م) صحابي وأحد الشعراء الفرسان الأشراف في الجاهلية، أدرك الإسلام، ووفد على النبي مسلمًا، ولذا يعد من الصحابة، ومن المؤلفة قلوبهم. وترك الشعر فلم يقل في الإسلام إلا بيتاً واحداً. وهو أحد أصحاب المعلقات. |         |
| 2 | لقمان بن شبة          | هو صحابي وأحد التسعة الذين وفدوا على النبيّ صَلَّى الله عليه وسلم، من المهاجرين الأولين، قال عروة ابن أُذَيْنَة الليثي: قدم وفد عَبْس؛ وهم تسعة، فنزلوا دار رملة بنت الحَدَث، فأُخبِر بهم رسول الله صَلَّى الله عليه وسلم، فأرسل إليهم بضيافة وحباهم،                      |         |
| 3 | لقيط بن عباد السامي   | لَقِيط بن عَبَّاد بن نجيد بن بكر بن عمرو بن سواءَة بن سعد بن عبيدة بن الحارث بن سامة بن لؤي. صحابي جليل. |         |
| 4 | لهيب بن مالك اللهبي   | لُهَيب بن مالك اللهبي وقيل: لهب بن مالك اللهبي، صحابي جليل من الأنصار وَمحدث من رواة الحديث. |         |
| 5 | لهيعة الحضرمي         | لَهِيعَة الحَضْرَميّ هو صحابي ومعروف في التابعين، ذكره فيهم البخاري، وابْنُ أَبِي حَاتِمٍ، وَابن حبان، وَابْنُ يُونُسَ، وتكلم فيه الأزدي؛ ووثقه ابن حِبّان. |         |
| 6 | ليشرح بن يحيى         | الصحابي لِيشَرَحُ بن يَحْيَى ابن لُحَيّ بن مخمر بن محمد الرُّعَيني ويُكنى أبو مخمر الرُّعَيني، وقيل: يُكنى أَبا محمد أدرك وعاصر الرسول وله صُحبة. |         |

## م
- مازن بن الغضوبة
- مالك بن الحارث الأشتر
- معن بن عدي البلوي
- مالك بن الحويرث الليثي الكناني
- مالك بن زمعة
- مالك بن صعصعة
- مالك بن هبيرة الكندي
- مبرح بن شهاب اليافعي
- متمم بن نويرة
- المثنى بن حارثة الشيباني
- المثنى بن لاحق العجلي
- مجاشع بن مسعود السلمي
- مجالد بن مسعود السلمي
- مجزأة بن ثور السدوسي
- مجزز المدلجي
- مجمع بن جارية
- محجن بن الأدرع
- محرز بن حارثة
- محمد بن أبي حذيفة
- محمد بن حاطب
- محمد بن مسلمة
- محمود بن مسلمة
- محيصة بن مسعود
- مخربة العبدي
- مخرمة بن نوفل
- مخنف بن سليم
- مخيريق
- مدرك بن الحارث
- مرارة بن الربيع
- مرداس العنبري
- مرداس المعلم
- مرداس بن عبد سعد السعدي
- مرداس بن عروة العامري
- مرداس بن قيس الدوسي
- مرداس بن مالك الغنوي
- مرداس بن مروان
- مروان بن الحكم
- المستورد بن شداد الفهري
- مسعود بن الأسود
- مسعود بن ربيعة
- مسلم بن عوسجة
- مسلمة بن مخلد الأنصاري
- مصعب بن عمير
- معاذ بن جبل
- معاوية بن أبي سفيان
- معاوية بن حديج
- معاوية بن مرداس
- معبد بن العباس
- معبد بن وهب
- معقل بن سنان الأشجعي
- معقل بن قيس الرياحي
- معمر بن الحارث بن قيس
- معمر بن الحارث بن معمر
- معن بن أوس
- معن بن يزيد السلمي
- المغيرة بن الأخنس
- المغيرة بن شعبة
- المغيرة بن نوفل
- المقداد بن عمرو
- المقدام بن معديكرب
- المطلب بن أبي وداعة
- المنيذر الأفريقي
- المهاجر بن زياد
- ميثم التمار
- ميسرة بن مسروق العبسي
- ماعز بن مالك

## ن
- النابغة الجعدي
- النعمان بن بشير
- النعمان بن مالك
- النواس بن سمعان
- نافع بن الأسود
- نافع بن الحارث بن كلدة الثقفي
- نافع بن بديل بن ورقاء الخزاعي
- نافع بن عبد الحارث الخزاعي
- نسير بن ثور العجلي
- نعيم بن عبد الله
- نعيم بن مسعود
- نعيم بن مقرن المزني
- نميلة بن عبد الله
- نوفل بن الحارث
- نوفل بن معاوية الدؤلي

## هـ
- هاشم بن عتبة
- هانيء بن جزء
- هبار بن سفيان
- هبيب بن مغفل الغفاري الكناني
- هرم بن حيان
- هرم بن قطبة
- هشام بن أبي حذيفة
- هشام بن العاص
- هشام بن الوليد
- هشام بن حكيم
- هند بن أبي هالة
- هلال بن أمية

## و
| م  | الصحابي                          | نبذة | ملاحظات |
| -- | -------------------------------- | --- | ------- |
| 1  | وائل بن أبي القعيس               | مختلف في صحبته، كان أبا عائشة بنت أبي بكر زوجة النبي من الرضاعة. |         |
| 2  | وائل بن حجر                      | صحابي، كان من ملوك حضرموت قبل الإسلام، وفد على النبي، فولاّه على قومه، وأرسل معه معاوية بن أبي سفيان. ثم انتقل إلى الكوفة بعد ذلك بأعوام، وشهد وقعة صفين مع علي بن أبي طالب. ولوائل رواية أحاديث عن النبي. |         |
| 3  | وابصة بن معبد الأسدي             | صحابي من بني أسد بن خزيمة، سكن الكوفة ثم تحول منها إلى الرقة إلى أن مات فيها. له رواية أحاديث عن النبي. |         |
| 4  | واثلة بن الأسقع الليثي           | صحابي، له رواية أحاديث عن النبي. شارك في سرية خالد بن الوليد التي أرسلها النبي إلى أكيدر بن عبد الملك صاحب دومة الجندل بعد غزوة تبوك، كما شهد الفتح الإسلامي للشام، وقيل توفي سنة 83 هـ أو 85 هـ في دمشق أو بيت المقدس بعد أن كفّ بصره.                                                                                               |         |
| 5  | واثلة بن الخطاب                  | صحابي من بني عدي من قريش، له رواية حديث واحد عن النبي. |         |
| 6  | الوازع أبو ذريح                  | صحابي، له رواية حديث واحد عن النبي. |         |
| 7  | الوازع بن الزارع                 | صحابي، له رواية حديث واحد عن النبي. |         |
| 8  | الوازم بن زر الكلبي              | صحابي، وفد على النبي، اختُلف في روايته لأحاديث عن النبي. |         |
| 9  | واسع بن حبان الأنصاري            | صحابي من الأنصار، روى حديثًا عن النبي. وشهد بيعة الرضوان مع أخيه سعد بن حبان، والمشاهد بعدها، وقتل يوم الحرة. |         |
| 10 | واصلة بن حباب القرشي             | مختلف في صحبته، والغالب أن في اسمه تصحيفًا |         |
| 11 | واقد أبو مرواح الليثي            | صحابي، له رواية حديث عن النبي. |         |
| 12 | واقد بن الحارث الأنصاري          | صحابي، سكن مصر بعد الفتوح. |         |
| 13 | واقد بن عبد الله                 | صحابي من بني تميم، كان حليفًا للخطاب بن نفيل العدوي في الجاهلية، وهو من السابقين إلى الإسلام. هاجر إلى المدينة المنورة، وكان أول من قتل من المسلمين أحدًا من قريش وحلفائها، وذلك في سرية عبد الله بن جحش إلى نخلة، كما شهد مع النبي المشاهد كلها. توفي في أول خلافة عمر بن الخطاب.                                                     |         |
| 14 | واقد مولى النبي                  | صحابي كان من موالي النبي، وله رواية حديث عنه. |         |
| 15 | وبر بن مشهر الحنفي               | صحابي كان قد أرسله مسيلمة الكذاب إلى النبي، فانسلخ عن الوفد، ولزم النبي يتعلم الإسلام. |         |
| 16 | وبر بن يحنس الخزاعي              | صحابي، له رواية حديث عن النبي، وهو الذي أرسله النبي إلى داذويه وفيروز الديلمي وجشيش الديلمي ليقتلوا الأسود العنسي الذي ادعى النبوة في اليمن. |         |
| 17 | وجز بن غالب                      | صحابي، وفد على النبي. |         |
| 18 | وحشي بن حرب                      | صحابي كان مولى لطعيمة بن عدي، وقيل مولى جبير بن مطعم بن عدي. شارك في صفوف قريش يوم أحد، وفيها قتل حمزة بن عبد المطلب، ثم أسلم بعد ذلك بفترة، وشارك في حروب الردة، وساهم في قتل مسيلمة الكذاب يوم اليمامة. |         |
| 19 | وحوج بن الأسلت الأنصاري          | صحابي من الأنصار، شهد غزوة الخندق وما بعدها مع النبي. |         |
| 20 | وداعة بن أبي زيد الأنصاري        | صحابي من الأنصار، شهد وقعة صفين وهو في جيش علي بن أبي طالب. |         |
| 21 | وداعة بن أبي وداعة السهمي        | صحابي، التقاه النبي في مكة، مختلف في حديثه. |         |
| 22 | وداعة بن خذام                    | صحابي، قيل إنه أحد الثلاثة الذين تخلّفوا عن غزوة تبوك. |         |
| 23 | ودان بن زر الكلبي                | صحابي وفد على النبي. |         |
| 24 | ودفة بن إياس                     | صحابي من الأنصار، شهد مع النبي غزواته كلها، ثم شارك في حروب الردة. استشهد في معركة اليمامة. |         |
| 25 | وديعة بن خذام                    | صحابي من الأنصار. لم يُجز النبي تزويج وديعة لابنته، لأنه زوّجها دون موافقتها. |         |
| 26 | وديعة بن عمرو                    | صحابي من بني جهينة، كان حليفًا للأنصار، شهد مع النبي غزوتي بدر وأحد. |         |
| 27 | ورد بن خالد السلمي               | صحابي من بني سليم، كان على ميمنة جيش المسلمين يوم فتح مكة. |         |
| 28 | ورد بن قتادة                     | صحابي، كان هو الذي قتل أم قرفة الفزارية، وقُتل في سرية زيد بن حارثة إلى وادي القرى. |         |
| 29 | وردان بن مخرم                    | صحابي، وفد على النبي في وفد بني العنبر من تميم. |         |
| 30 | وردان جد الفرات                  | صحابي كان عبداً لعبد الله بن ربيعة بن خرشة الثقفي، أسلم هو وسيده يوم غزوة الطائف، وهو جد التابعي الفرات بن زيد. |         |
| 31 | وردان مولى النبي                 | صحابي كان مولى للنبي، ومات في حياة النبي. |         |
| 32 | ورقة بن حابس التميمي             | صحابي، قدم نيسابور مع الأحنف بن قيس. |         |
| 33 | ورقة بن نوفل                     | مختلف في إسلامه، وهو ابن عم خديجة بنت خويلد. كان يقرأ التوراة والإنجيل، وقيل كان حنيفًا موحدًا، وقيل يهوديًا، وقيل نصرانيًا في الجاهلية، وهو الذي بشّر خديجة والنبي أن الذي جاءه في الغار هو الناموس الذي أنزله الله على موسى. توفي ورقة بعد فترة وجيزة من تلك الحادثة في فترة الستة أشهر التي انقطع فيها الوحي عن النبي بعد تلك الحادثة. |         |
| 34 | وزر بن سدوس الطائي               | صحابي، وفد على النبي في وفد من طيء. |         |
| 35 | وعلة بن يزيد                     | صحابي من أعراب البصرة، له رواية حديث عن النبي. |         |
| 36 | وقاص بن قمامة                    | صحابي له ذكر في حديث عن النبي. |         |
| 37 | وقاص بن مجزر المدلجي             | صحابي قيل إنه من شهداء غزوة ذي قرد. |         |
| 38 | الوليد بن القاسم                 | صحابي روى حديثًا عن النبي. |         |
| 39 | الوليد بن الوليد بن المغيرة      | صحابي، أخو خالد بن الوليد. شارك في غزوة بدر وهو في صفوف قريش، واُسر فيها، ثم افتداه إخوته، وعادوا به إلى مكة. وفي مكة، أسلم الوليد، فاحتجزه إخوته إلى أن فر من أسره وشهد مع النبي عمرة القضاء، ثم توفي الوليد قبل ميل واحد من المدينة المنورة، وهو في طريق هجرته إليها.                                                               |         |
| 40 | الوليد بن جابر البحتري           | صحابي وفد على النبي. |         |
| 41 | الوليد بن زفر                    | صحابي من بني مرة من قيس، وفد على النبي، فعقد له لواءً، فدعا قومه، وقاتلهم على الإسلام، حتى وفد على النبي في ألف فارس. |         |
| 42 | الوليد بن عبادة بن الصامت        | صحابي، ولد في آخر عهد النبي، وتوفي في آخر خلافة عبد الملك بن مروان. |         |
| 43 | الوليد بن عبد شمس بن المغيرة     | صحابي من بني مخزوم من قريش، أسلم يوم فتح مكة، وقُتل في حروب الردة في معركة اليمامة، وهو يقاتل تحت لواء ابن عمه خالد بن الوليد. |         |
| 44 | الوليد بن عقبة                   | صحابي، أخو عثمان بن عفان لأمه. أسلم يوم فتح مكة، وهو غلام. ولاّه عثمان الكوفة بعد سعد بن أبي وقاص، ثم عزله عنها بعد أن شهد أهل الكوفة عليه بشرب الخمر. اعتزل الوليد وقت فتنة مقتل عثمان، وقيل كان مع معاوية، إلا أنه كان يحرض معاوية بالرسائل والأشعار. توفي في الرقة سنة 61 هـ.                                                      |         |
| 45 | الوليد بن عمارة                  | صحابي، ابن أخي خالد بن الوليد. استشهد في معركة البطاح في حروب الردة. |         |
| 46 | الوليد بن قيس العامري            | صحابي، كان به برص، دعا له النبي فبرأ منه. |         |
| 47 | وهب والد عثمان                   | صحابي له حديث عن النبي رواه عنه ابنه عثمان بن وهب. |         |
| 48 | وهب بن الأسود                    | مختلف في صحبته، وهو ابن الأسود بن عبد يغوث بن وهب ابن خال النبي. |         |
| 49 | وهب بن أمية                      | صحابي من ثقيف، أبوه أمية بن أبي الصلت. |         |
| 50 | وهب بن سعد                       | صحابي، أخو عبد الله بن سعد بن أبي السرح. أسلم وهاجر إلى يثرب، واختلفوا في شهوده غزوة بدر، لكن الثابت أنه شهد غزوات أحد والخندق وخيبر وصلح الحديبية. استشهد وهب في غزوة مؤتة في جمادى الأولى سنة 8 هـ، وعمره 40 سنة. |         |
| 51 | وهب بن حذيفة الغفاري             | صحابي، له رواية حديث عن النبي. |         |
| 52 | وهب بن حمزة                      | صحابي، له رواية حديث عن النبي. |         |
| 53 | وهب بن خنبش                      | صحابي، له رواية حديث عن النبي. |         |
| 54 | وهب بن خويلد                     | صحابي من ثقيف، لما مات تنازع أهله ميراثه، فدفعه النبي إلى وهب بن أمية بن أبي الصلت. |         |
| 55 | وهب بن زمعة                      | صحابي من بني أسد بن عبد العزى من قريش، أسلم يوم فتح مكة، قيل هو من أسقط زينب بنت النبي من فوق دابتها وهي حامل، فأفقدها جنينها عند هجرتها، وقيل بل كان عمّه هبار بن الأسود. |         |
| 56 | وهب بن عبد الله بن قارب          | صحابي من ثقيف، رأى النبي في حجة الوداع، وروى عنه حديثًا. |         |
| 57 | وهب بن عبد الله بن مسلم          | من صغار الصحابة، وهو أبو جحيفة السوائي، روى عن النبي عدة أحاديث، وكان على شرطة علي بن أبي طالب وبيت ماله. توفي في خلافة عبد الملك بن مروان سنة 72 هـ، وقيل سنة 74 هـ. |         |
| 58 | وهب بن عمير                      | صحابي، وابن الصحابي عمير بن وهب، شهد فتح مصر، وشارك في غزوة عمورية سنة 23 هـ، ومات وهو بالشام مجاهدًا. |         |
| 59 | وهب بن قابوس                     | صحابي من بنو مزينة، استشهد يوم أحد. |         |
| 60 | وهب بن قيس                       | صحابي من ثقيف، خرج للقاء النبي لما أسلمت ثقيف. |         |
| 61 | وهب بن كلدة                      | صحابي من غطفان، كان حليفًا للأوس، قيل شهد غزوة بدر. |         |
| 62 | وهبان بن صيفي                    | صحابي من غفار، سكن البصرة، اعتزل وقت الفتنة، وله رواية حديث عن النبي. |         |
| 63 | واثلة بن عبد الله بن عمرو الليثي | واثلة بن عبد الله بن عمرو الليثي والد أبي الطُّفَيل عامر، |         |

## ي
| م   | الصحابي                           | نبذة | ملاحظات |
| --- | --------------------------------- | --- | ------- |
| 1   | ياسر بن سويد الجهني               | صحابي، له رواية حديث عن النبي محمد |         |
| 2   | ياسر بن عامر                      | والد الصحابي عمار بن ياسر، وزوج سمية بنت خياط. كان قد قدم من اليمن إلى مكة، وحالف أبي حذيفة بن المغيرة المخزومي. وأدرك الإسلام، وعُذِّب مع أسرته، بشّره النبي وأسرته بالجنة قائلاً: «صبراً آل ياسر، موعدكم الجنة». |         |
| 3   | يامين بن عمير                     | صحابي أصله من يهود بني قريظة، أسلم وأحرز ماله، وحسن إسلامه. |         |
| 4   | يثربي بن عوف                      | صحابي من بني تيم الرباب |         |
| 5   | يحنس بن وبرة الأزدي               | صحابي، بعثه النبي إلى فيروز الديلمي وقيس بن مكشوح وأهل اليمن. |         |
| 6   | يحنس النبال                       | كان عبداً لآل يسار بن مالك من ثقيف، فرَّ وقت غزوة الطائف إلى صفوف المسلمين. فلما أسلم سيده، رده النبي إلى مولاه |         |
| 7   | يحيى بن الحنظلية                  | صحابي بايع النبي بيعة الرضوان |         |
| 8   | يحيى بن أسعد بن زرارة             | مختلف في صحبته، وقيل هو في عداد التابعين |         |
| 9   | يحيى بن أسيد                      | ابن الصحابي أسيد بن حضير، ولد على عهد النبي |         |
| 10  | يحيى بن حكيم                      | ابن الصحابي حكيم بن حزام، أسلم مع أبيه وإخوته يوم فتح مكة |         |
| 11  | يحيى بن خلاد                      | ابن الصحابي خلاد بن رافع الأنصاري، ولد على عهد النبي، فحنّكه بتمرة، وسمّاه يحيى |         |
| 12  | يحيى بن صيفي                      | مختلف في صحبته، وله رواية حديث مرسل |         |
| 13  | يحيى بن عبد الرحمن الأنصاري       | صحابي، له رواية حديث عن النبي |         |
| 14  | يحيى بن عمير                      | صحابي، أبوه عمير بن الحارث الأنصاري من البدريين |         |
| 15  | يحيى بن نفير النميري              | صحابي، له رواية حديث عن الجراد |         |
| 16  | يحيى بن هانئ المرادي              | صحابي، ابن الصحابي هانئ بن عروة المرادي |         |
| 17  | يحيى بن هند بن حارثة              | صحابي شهد الحديبية وبيعة الرضوان. |         |
| 18  | يربوع الجهني                      | صحابي، أبو الجعد بن يربوع الجهني له رواية حديث عن النبي |         |
| 19  | يزيد الأزدي                       | صحابي، أبو السائب بن يزيد الأزدي له رواية حديث عن النبي |         |
| 20  | يزيد الخطمي                       | مختلف في صحبته، وهو أبو الصحابي عبد الله بن يزيد الخطمي |         |
| 21  | يزيد العقيلي                      | مختلف في صحبته، له رواية حديث عن النبي |         |
| 22  | يزيد الكندي                       | صحابي، حالف بني عبد شمس، وأسلم يوم فتح مكة وسكن المدينة، وهو أبو السائب بن يزيد الكندي، وله رواية حديث عن النبي |         |
| 23  | يزيد أبو الحجاج                   | صحابي، له رواية حديث عن النبي |         |
| 24  | يزيد أبو حكيم                     | صحابي، له رواية حديث عن النبي |         |
| 25  | يزيد أبو عمر                      | صحابي، له رواية حديث عن النبي |         |
| 26  | يزيد أبو هانئ الحنفي              | صحابي، له رواية حديث عن النبي |         |
| 27  | يزيد بن أبي زياد الأسلمي          | صحابي، سكن مصر |         |
| 28  | يزيد بن أبي سفيان                 | صحابي، ابن الصحابي أبي سفيان بن حرب، أسلم يوم الفتح، وشارك في غزوة حنين، وكان من قادة الفتح الإسلامي للشام، ثم ولاه عمر بن الخطاب على دمشق، ومات في طاعون عمواس سنة 18 هـ. |         |
| 29  | يزيد بن أبي منصور                 | مختلف في صحبته، له رواية حديث عن النبي |         |
| 30  | يزيد بن الأخنس السلمي             | صحابي، قيل شهد هو وأبوه الأخنس وابنه معن غزوة بدر، كما شهد فتح مكة، وله رواية حديث عن النبي |         |
| 31  | يزيد بن أسد بن كرز البجلي         | مختلف في صحبته، وهو ابن الصحابي أسد بن كرز بن عامر وجد خالد بن عبد الله القسري أمير العراق في زمن هشام بن عبد الملك. سكن يزيد الشام، ولما حوصر عثمان بن عفان في المدينة، هبَّ يزيد من دمشق لنجدته بأربعة آلاف فارس من بجيلة الذين بالشام، فوصلها بعد مقتل عثمان. |         |
| 32  | يزيد بن الأسود العامري السوائي    | صحابي، شهد حجة الوداع، له رواية حديث عن النبي |         |
| 33  | يزيد بن أسيد الأنصاري             | صحابي، شهد غزوة أحد |         |
| 34  | يزيد بن أسير الضبعي               | صحابي، له رواية حديث عن النبي |         |
| 35  | يزيد بن أمية الديلي               | صحابي، ولد وقت غزوة أحد، وله رواية حديث عن النبي |         |
| 36  | يزيد بن أنيس الفهري               | صحابي، شهد غزوة حنين، ثم سكن مصر، وله رواية حديث عن النبي |         |
| 37  | يزيد بن أوس                       | صحابي، حليف بني عبد الدار بن قصي، أسلم يوم فتح مكة، وقتل يوم اليمامة. |         |
| 38  | يزيد بن برذع الأنصاري             | صحابي، شهد غزوة أحد وما بعدها من المشاهد مع النبي، وقيل قُتل يوم وقعة الحرة. |         |
| 39  | يزيد بن بهرام                     | صحابي، كان مُقعدًا، دعا عليه النبي. |         |
| 40  | يزيد بن تمبم                      | مختلف في صحبته، كان مولى لرجل يدعى ابن ربيعة، له رواية حديث عن النبي. |         |
| 41  | يزيد بن ثابت الأنصاري             | صحابي، قيل شهد غزوة بدر، وقيل بل شهد غزوة أحد. مات بعد معركة اليمامة جراء إصابة لحقته في المعركة. |         |
| 42  | يزيد بن ثعلبة                     | صحابي، كان حليفًا لبني سالم بن عوف بن الخزرج. قيل شهد بيعة العقبة، وقيل إنه شهد العقبتين. |         |
| 43  | يزيد بن جارية الأنصاري الأوسي     | صحابي، شهد خطبة النبي في حجة الوداع، وروى أجزاءً منها |         |
| 44  | يزيد بن الحارث                    | صحابي، من الأنصار، من شهداء غزوة بدر |         |
| 45  | يزيد بن حاطب الأنصاري الأوسي      | صحابي، قتل في غزوة أحد. |         |
| 46  | يزيد بن حذيفة الأسدي              | صحابي، من بني أسد بن خزيمة، كان ممن ثبت على إسلامه مع ابنه زفر عندما ارتدت أسد مع طليحة بن خويلد |         |
| 47  | يزيد بن حرام                      | صحابي من الأنصار، شهد بيعة العقبة الثانية. |         |
| 48  | يزيد بن الحصين                    | مختلف في صحبته، سكن الشام، وله رواية حديث عن النبي. |         |
| 49  | يزيد بن حمزة                      | صحابي، وفد على النبي مع أبيه عام الوفود. |         |
| 50  | يزيد بن خالد العصري               | صحابي، له رواية حديث عن النبي |         |
| 51  | يزيد بن رقيش                      | صحابي من بني أسد بن خزيمة، كان حليفًا لبني عبد شمس بن عبد مناف. هاجر إلى المدينة، وشهد المشاهد كلها مع النبي، استشهد في معركة اليمامة |         |
| 52  | يزيد بن زمعة                      | صحابي من بني أسد بن عبد العزى من قريش، أسلم قديمًا، فكان من السابقين الأولين، وهاجر إلى الحبشة في الهجرة الثانية، ثم إلى المدينة، استشهد يوم حُنين. |         |
| 53  | يزيد بن زيد الأنصاري              | صحابي من الأنصار، ولي ابنه عبد الله بن يزيد الكوفة في خلافة عبد الله بن الزبير |         |
| 54  | يزيد بن السكن الأنصاري            | صحابي، من الأنصار، شهد غزوة أحد، وله رواية حديث عن النبي |         |
| 55  | يزيد بن السكن بن رافع             | صحابي، من الأنصار، استشهد هو وابنه عامر في غزوة أحد |         |
| 56  | يزيد بن سلمة الجعفي               | صحابي، وفد على النبي فأسلم، وله رواية حديث عن النبي. |         |
| 57  | يزيد بن سلمة الضمري               | صحابي، له رواية حديث عن النبي |         |
| 58  | يزيد بن سنان                      | مختلف في صحبته، له رواية حديث عن النبي |         |
| 59  | يزيد بن سيف اليربوعي              | صحابي، من أعراب البصرة، له رواية حديث عن النبي |         |
| 60  | يزيد بن شجرة المذحجي              | صحابي، له رواية حديث عن النبي. كان معاوية بن أبي سفيان يستعمله على الجيوش، استشهد سنة 55 هـ في إحدى الغزوات. |         |
| 61  | يزيد بن شيبان الأزدي              | صحابي، له رواية حديث عن النبي |         |
| 62  | يزيد بن صحار                      | صحابي، له رواية حديث عن النبي |         |
| 63  | يزيد بن ضمرة                      | صحابي، شهد غزوة حنين |         |
| 64  | يزيد بن طلحة                      | صحابي، له رواية حديث عن النبي |         |
| 65  | يزيد بن عامر السوائي              | صحابي، شهد غزوة حنين ضد المسلمين، ثم أسلم بعدها، وله رواية حديث عن النبي |         |
| 66  | يزيد بن عامر بن حديدة             | صحابي من الأنصار، شهد بيعة العقبة وغزوتي بدر وأحد. |         |
| 67  | يزيد بن عبابة الباهلي             | صحابي، وفد على النبي بزكاة قومه |         |
| 68  | يزيد بن عبد                       | صحابي، له رواية حديث عن النبي |         |
| 69  | يزيد بن عبد الله                  | صحابي، له رواية حديث عن النبي |         |
| 70  | يزيد بن عبد الله البجلي           | صحابي، له رواية حديث عن النبي |         |
| 71  | يزيد بن عبد الله الكندي           | مختلف في صحبته، له رواية حديث عن النبي |         |
| 72  | يزيد بن عبد الله بن الجراح الفِهْري | صحابي، أخو أبي عبيدة عامر بن الجراح، سكن اليمن، وفيها تزوج نَصرانية. |         |
| 73  | يزيد بن عبد المدان المذحجي        | صحابي، كان شاعرًا، وفد على النبي في وفد مذحج، وكان قد وفد على ملك الغساسنة قبل الإسلام مع عمرو بن معد یكرب ومكشوح المرادي في وفد من مذحج |         |
| 74  | يزيد بن عمرو أبو قطبة الأنصاري    | صحابي، له رواية حديث عن النبي |         |
| 75  | يزيد بن عمرو التميمي              | صحابي، له رواية حديث عن النبي |         |
| 76  | يزيد بن عمير                      | صحابي، شهد كتاب النبي مع العلاء بن الحضرمي إلى المنذر بن ساوى صاحب البحرين |         |
| 77  | يزيد بن قتادة                     | صحابي، له رواية حديث عن النبي |         |
| 78  | يزيد بن قنافة                     | صحابي، له رواية حديث عن النبي |         |
| 79  | يزيد بن قيس الكندي                | صحابي، وفد على النبي |         |
| 80  | يزيد بن قيس بن خارجة              | صحابي، من رهط تميم الداري الذي وفد على النبي |         |
| 81  | يزيد بن قيس بن الخطيم             | صحابي من الأنصار من بني ظفر من الأوس، شهد مع النبي غزوة أحد وما بعدها من المشاهد كلها. ثم شارك في الفتح الإسلامي لفارس، استشهد في موقعة الجسر. |         |
| 82  | يزيد بن كعب البهزي                | صحابي، له رواية حديث عن النبي |         |
| 83  | يزيد بن مالك الجعفي               | صحابي وفد على النبي فأسلم، وله رواية حديث عن النبي، وهو جد التابعي خيثمة بن عبد الرحمن. |         |
| 84  | يزيد بن المحجل                    | صحابي، وفد على النبي في وفد قومه بني الحارث بن كعب |         |
| 85  | يزيد بن مربع الأنصاري             | صحابي من الأنصار، له رواية حديث عن النبي |         |
| 86  | يزيد بن معبد الحنفي               | صحابي، وفد مع أخيه قيس على النبي، وله رواية حديث عن النبي |         |
| 87  | يزيد بن المنذر                    | صحابي من الأنصار، شهد بيعة العقبة الثانية وغزوتي بدر وأحد. |         |
| 88  | يزيد بن مهار خسرو                 | صحابي من اهل اليمن من أصل فارسي، وفد على النبي. |         |
| 89  | يزيد بن نعامة الضبي               | مختلف في صحبته، له رواية حديث عن النبي |         |
| 90  | يزيد بن النعمان الكندي            | صحابي، وفد على النبي مع أخويه حجر وعلس |         |
| 91  | يزيد بن نعيم                      | صحابي، له رواية حديث عن النبي |         |
| 92  | يزيد بن نويرة الأنصاري            | صحابي من الأنصار، شهد غزوة أحد، وقُتل في معركة النهروان مع علي بن أبي طالب. |         |
| 93  | يزيد بن وقش الأسدي                | صحابي، استشهد يوم اليمامة. |         |
| 94  | يزيد بن يحنس                      | صحابي، شهد يوم اليمامة، ثم سكن الكوفة، وله رواية حديث عن النبي. |         |
| 95  | يسار الحبشي                       | صحابي، كان عبدًا ليهودي اسمه عامر، وأسلم وقت الحصار في غزوة خيبر. |         |
| 96  | يسار مولى النبي                   | صحابي، كان مولى للنبي، قتله جماعة من العرنيين وهو يرعى إبل الصدقة. |         |
| 97  | يسار أبو فكيهة                    | صحابي، كان مولى صفوان بن أمية، كان من المستضعفين السابقين للإسلام في مكة. |         |
| 98  | يسار أبو هند الحجام               | صحابي، كان قد حجّم النبي بعد الأكلة المسمومة التي تناولها بعد غزوة خيبر. |         |
| 99  | يسار جد ابن إسحاق                 | صحابي، أتى النبي فدعا له بالبركة، وهو جد ابن إسحاق صاحب المغازي. |         |
| 100 | يسار مولى أبي الهيثم بن التيهان   | صحابي، مولى لأبي الهيثم بن التيهان، استشهد يوم أحد. |         |
| 101 | يسار مولى عمرو بن عمير الثقفي     | صحابي، مولى لعمرو بن عمير الثقفي، فر من الطائف إلى النبي، فأعتقه. |         |
| 102 | يسار مولى فضالة بن هلال           | صحابي، مولى لفضالة بن هلال، له رواية حديث عن النبي. |         |
| 103 | يسار مولى المغيرة بن شعبة         | صحابي حبشي، كان مولى للمغيرة بن شعبة، مات على عهد النبي. |         |
| 104 | يسار بن أزيهر الجهني              | صحابي، له رواية حديث عن النبي. |         |
| 105 | يسار بن الأطول                    | صحابي، مات على عهد النبي وعليه دين، فأمر النبي أخاه سعداً أن يقضيه من تركته. |         |
| 106 | يسار بن سبع أبو الغادية الجهني    | صحابي، قيل حضر بيعة الرضوان، وهو قاتل عمار بن ياسر يوم صفين. |         |
| 107 | يسار بن سويد الجهني               | صحابي، له رواية أحاديث عن النبي، وهو أبو التابعي مسلم بن يسار. |         |
| 108 | يسار بن عبد                       | صحابي، سكن البصرة، له رواية حديث عن النبي. |         |
| 109 | يسر بن الحارث العبسي              | صحابي، وفد مع تسعة من قومه على النبي بعد مقدمه إلى المدينة، فأسلموا وكانوا من المهاجرين الأوائل. |         |
| 110 | يسير بن العنبس                    | صحابي من الأنصار. |         |
| 111 | يسير بن عمرو الكندي               | صحابي مخضرم، أدرك النبي فقد توفي النبي وعنده عشر سنين. سكن الكوفة، وله رواية حديث عن النبي. |         |
| 112 | يعقوب القبطي                      | صحابي، مولى أبي مذكور الأنصاري، شارك في الفتح الإسلامي لمصر. |         |
| 113 | يعقوب بن أوس                      | صحابي، له رواية حديث عن النبي. |         |
| 114 | يعقوب بن الحصين                   | صحابي، له رواية حديث عن النبي. |         |
| 115 | يعقوب بن زمعة الأسدي              | صحابي، ورد ذكر اسمه في حديث لعبد الله بن عمرو بن العاص عن النبي. |         |
| 116 | يعلى العامري                      | صحابي، له رواية حديث عن النبي. |         |
| 117 | يعلى بن أمية                      | صحابي من بني حنظلة بن مالك بن زيد مناة بن تميم، كان حليفًا لبني نوفل بن عبد مناف. أسلم يوم الفتح، وشهد غزوات حنين والطائف وتبوك. استعمله عمر بن الخطاب وعثمان بن عفان على بعض نواحي اليمن، ولما بلغه مقتل عثمان، خرج لينصره فوقع عن بعيره في الطريق فانكسرت فخذه، ثم خرج يطالب بدم عثمان، وشارك مع جيش الزبير بن العوام يوم الجمل، ثم صار من أصحاب علي، وقتل في صفه بصفين، وله رواية حديث عن النبي. |         |
| 118 | يعلى بن حارثة الثقفي              | صحابي، حليف بني زُهْرة بن كلاب من قريش، استشهد يوم اليمامة. |         |
| 119 | يعلى بن حمزة                      | صحابي، ابن عم النبي حمزة بن عبد المطلب، كان له خمسة من الأبناء ماتوا جميعًا دون أن يعقبوا. |         |
| 120 | يعلى بن مرة                       | صحابي أسلم وشهد مع النبي صلح الحديبية، وبايع بيعة الرضوان، ثم شهد غزوات غزوة خيبر وفتح مكة والطائف. صاحب يعلى بن مرة علي بن أبي طالب، وسكن الكوفة، وقيل البصرة، وله أحاديث رواها عن النبي |         |
| 121 | يعمر السعدي                       | صحابي، له رواية حديث عن النبي. |         |
| 122 | يعيش الجهني                       | صحابي المعروف بذي الغُرّة، له رواية حديث عن النبي. |         |
| 123 | يعيش بن طخفة                      | صحابي، له رواية حديث عن النبي. |         |
| 124 | يفوذان بن يفديدويه                | صحابي أصله فارسي، له رواية حديث عن النبي. |         |
| 125 | اليمان بن جابر                    | صحابي من غَطَفان اسمه حسيل، كان حليفًا للأنصار شهرته «اليمان»، وهو أبو حذيفة بن اليمان، شهد غزوة أحد وهو شيخ كبير، فقتله المسلمون فيها بالخطأ. |         |
| 126 | يناق جد الحسن بن مسلم             | صحابي، له رواية حديث عن النبي، وهو جد التابعي الحسن بن مسلم بن يناق |         |
| 127 | يوسف الفهري                       | صحابي، له رواية حديث عن النبي. |         |
| 128 | يوسف بن عبد الله بن سلام          | صحابي من صغار الصحابة ابن الصحابي عبد الله بن سلام من بني قينقاع من يهود المدينة. ولد يوسف في حياة النبي وسماه النبي يوسفًا، ودعا له بالبركة |         |
| 129 | يونس أبو محمد الظفري              | صحابي، له رواية حديث عن النبي. |         |

## اقرأ أيضًا
- الصحابة.
- قائمة الصحابيات.
- الخلفاء الراشدون.
- العشرة المبشرون بالجنة.
- المهاجرون.
- الأنصار.
- أسد الغابة في معرفة الصحابة.
- المبشرون بالجنة من غير العشرة